# Feyenoord in het seizoen 2018/19
Dit is een pagina over voetbalclub Feyenoord in het seizoen 2018/19.

## Selectie
| * = Aanvoerder \| = Blessure \| = Geschorst \| Leeftijden op 1 juli 2018 | * = Aanvoerder \| = Blessure \| = Geschorst \| Leeftijden op 1 juli 2018 | * = Aanvoerder \| = Blessure \| = Geschorst \| Leeftijden op 1 juli 2018 | * = Aanvoerder \| = Blessure \| = Geschorst \| Leeftijden op 1 juli 2018 | * = Aanvoerder \| = Blessure \| = Geschorst \| Leeftijden op 1 juli 2018 | * = Aanvoerder \| = Blessure \| = Geschorst \| Leeftijden op 1 juli 2018 | * = Aanvoerder \| = Blessure \| = Geschorst \| Leeftijden op 1 juli 2018 | * = Aanvoerder \| = Blessure \| = Geschorst \| Leeftijden op 1 juli 2018 | * = Aanvoerder \| = Blessure \| = Geschorst \| Leeftijden op 1 juli 2018 | * = Aanvoerder \| = Blessure \| = Geschorst \| Leeftijden op 1 juli 2018 | * = Aanvoerder \| = Blessure \| = Geschorst \| Leeftijden op 1 juli 2018 | * = Aanvoerder \| = Blessure \| = Geschorst \| Leeftijden op 1 juli 2018 | * = Aanvoerder \| = Blessure \| = Geschorst \| Leeftijden op 1 juli 2018 | * = Aanvoerder \| = Blessure \| = Geschorst \| Leeftijden op 1 juli 2018 | * = Aanvoerder \| = Blessure \| = Geschorst \| Leeftijden op 1 juli 2018 | * = Aanvoerder \| = Blessure \| = Geschorst \| Leeftijden op 1 juli 2018 | * = Aanvoerder \| = Blessure \| = Geschorst \| Leeftijden op 1 juli 2018 | * = Aanvoerder \| = Blessure \| = Geschorst \| Leeftijden op 1 juli 2018 | * = Aanvoerder \| = Blessure \| = Geschorst \| Leeftijden op 1 juli 2018 |
| ------------------------------------------------------------------------ | ------------------------------------------------------------------------ | ------------------------------------------------------------------------ | ------------------------------------------------------------------------ | ------------------------------------------------------------------------ | ------------------------------------------------------------------------ | ------------------------------------------------------------------------ | ------------------------------------------------------------------------ | ------------------------------------------------------------------------ | ------------------------------------------------------------------------ | ------------------------------------------------------------------------ | ------------------------------------------------------------------------ | ------------------------------------------------------------------------ | ------------------------------------------------------------------------ | ------------------------------------------------------------------------ | ------------------------------------------------------------------------ | ------------------------------------------------------------------------ | ------------------------------------------------------------------------ | ------------------------------------------------------------------------ |
| Nr.                                                                      | nat                                                                      | lft *                                                                    | Naam                                                                     | Huidig seizoen                                                           | Huidig seizoen                                                           | Huidig seizoen                                                           | Huidig seizoen                                                           | Huidig seizoen                                                           | Huidig seizoen                                                           | Huidig seizoen                                                           | Huidig seizoen                                                           | Huidig seizoen                                                           | Huidig seizoen                                                           | Seizoen                                                                  | Vorige club                                                              | Debuut (Competitiedebuut)                                                | Debuutwedstrijd (Competitiedebuut wedstrijd)                             | Opmerkingen                                                              |
| Nr.                                                                      | nat                                                                      | lft *                                                                    | Naam                                                                     | Totaal bij Feyenoord                                                     |                                                                          |                                                                          |                                                                          |                                                                          |                                                                          |                                                                          |                                                                          |                                                                          |                                                                          | Seizoen                                                                  | Vorige club                                                              | Debuut (Competitiedebuut)                                                | Debuutwedstrijd (Competitiedebuut wedstrijd)                             | Opmerkingen                                                              |
| Nr.                                                                      | nat                                                                      | lft *                                                                    | Naam                                                                     | Competitie                                                               | Competitie                                                               | Beker                                                                    | Beker                                                                    | Europees                                                                 | Europees                                                                 | Overig                                                                   | Overig                                                                   | Totaal                                                                   | Totaal                                                                   | Seizoen                                                                  | Vorige club                                                              | Debuut (Competitiedebuut)                                                | Debuutwedstrijd (Competitiedebuut wedstrijd)                             | Opmerkingen                                                              |
| Nr.                                                                      | nat                                                                      | lft *                                                                    | Naam                                                                     | W                                                                        |                                                                          | W                                                                        |                                                                          | W                                                                        |                                                                          | W                                                                        |                                                                          | W                                                                        |                                                                          | Seizoen                                                                  | Vorige club                                                              | Debuut (Competitiedebuut)                                                | Debuutwedstrijd (Competitiedebuut wedstrijd)                             | Opmerkingen                                                              |
|                                                                          |                                                                          |                                                                          | Keepers                                                                  |                                                                          |                                                                          |                                                                          |                                                                          |                                                                          |                                                                          |                                                                          |                                                                          |                                                                          |                                                                          |                                                                          |                                                                          |                                                                          |                                                                          |                                                                          |
| 01                                                                       | Vlag van Nederland                                                       | 31                                                                       | Kenneth Vermeer                                                          | 18                                                                       | 0                                                                        | 5                                                                        | 0                                                                        | 1                                                                        | 0                                                                        | 0                                                                        | 0                                                                        | 24                                                                       | 0                                                                        | 5e                                                                       | Club Brugge                                                              | 13 september 2014                                                        | Feyenoord - Willem II, 1-2                                               |                                                                          |
| 01                                                                       | Vlag van Nederland                                                       | 31                                                                       | Kenneth Vermeer                                                          | 83                                                                       | 0                                                                        | 13                                                                       | 0                                                                        | 10                                                                       | 0                                                                        | 2                                                                        | 0                                                                        | 108                                                                      | 0                                                                        | 5e                                                                       | Club Brugge                                                              | 13 september 2014                                                        | Feyenoord - Willem II, 1-2                                               |                                                                          |
| 13                                                                       | Vlag van Frankrijk                                                       | 28                                                                       | Joris Delle                                                              | 2                                                                        | 0                                                                        | 0                                                                        | 0                                                                        | 0                                                                        | 0                                                                        | 0                                                                        | 0                                                                        | 2                                                                        | 0                                                                        | 1e                                                                       | N.E.C.                                                                   | 3 maart 2019                                                             | Feyenoord - FC Emmen, 4-0                                                |                                                                          |
| 13                                                                       | Vlag van Frankrijk                                                       | 28                                                                       | Joris Delle                                                              | 2                                                                        | 0                                                                        | 0                                                                        | 0                                                                        | 0                                                                        | 0                                                                        | 0                                                                        | 0                                                                        | 2                                                                        | 0                                                                        | 1e                                                                       | N.E.C.                                                                   | 3 maart 2019                                                             | Feyenoord - FC Emmen, 4-0                                                |                                                                          |
| 22                                                                       | Vlag van Nederland                                                       | 20                                                                       | Justin Bijlow                                                            | 16                                                                       | 0                                                                        | 0                                                                        | 0                                                                        | 1                                                                        | 0                                                                        | 1                                                                        | 0                                                                        | 18                                                                       | 0                                                                        | 4e                                                                       | Jong Feyenoord                                                           | 13 augustus 2017                                                         | Feyenoord - FC Twente, 2-1                                               |                                                                          |
| 22                                                                       | Vlag van Nederland                                                       | 20                                                                       | Justin Bijlow                                                            | 19                                                                       | 0                                                                        | 0                                                                        | 0                                                                        | 1                                                                        | 0                                                                        | 1                                                                        | 0                                                                        | 21                                                                       | 0                                                                        | 4e                                                                       | Jong Feyenoord                                                           | 13 augustus 2017                                                         | Feyenoord - FC Twente, 2-1                                               |                                                                          |
| 30                                                                       | Vlag van Nederland                                                       | 20                                                                       | Ramón ten Hove                                                           | 0                                                                        | 0                                                                        | 0                                                                        | 0                                                                        | 0                                                                        | 0                                                                        | 0                                                                        | 0                                                                        | 0                                                                        | 0                                                                        | 3e                                                                       | Jong Feyenoord                                                           | n.n.g.                                                                   |                                                                          |                                                                          |
| 30                                                                       | Vlag van Nederland                                                       | 20                                                                       | Ramón ten Hove                                                           | 0                                                                        | 0                                                                        | 0                                                                        | 0                                                                        | 0                                                                        | 0                                                                        | 0                                                                        | 0                                                                        | 0                                                                        | 0                                                                        | 3e                                                                       | Jong Feyenoord                                                           | n.n.g.                                                                   |                                                                          |                                                                          |
| 31                                                                       | Vlag van Nederland                                                       | 18                                                                       | Elber Evora                                                              | 0                                                                        | 0                                                                        | 0                                                                        | 0                                                                        | 0                                                                        | 0                                                                        | 0                                                                        | 0                                                                        | 0                                                                        | 0                                                                        | 1e                                                                       | Jong Feyenoord                                                           | n.n.g.                                                                   |                                                                          |                                                                          |
| 31                                                                       | Vlag van Nederland                                                       | 18                                                                       | Elber Evora                                                              | 0                                                                        | 0                                                                        | 0                                                                        | 0                                                                        | 0                                                                        | 0                                                                        | 0                                                                        | 0                                                                        | 0                                                                        | 0                                                                        | 1e                                                                       | Jong Feyenoord                                                           | n.n.g.                                                                   |                                                                          |                                                                          |
|                                                                          |                                                                          |                                                                          | Verdedigers                                                              |                                                                          |                                                                          |                                                                          |                                                                          |                                                                          |                                                                          |                                                                          |                                                                          |                                                                          |                                                                          |                                                                          |                                                                          |                                                                          |                                                                          |                                                                          |
| 02                                                                       | Vlag van Nederland                                                       | 22                                                                       | Bart Nieuwkoop                                                           | 13                                                                       | 0                                                                        | 3                                                                        | 0                                                                        | 2                                                                        | 0                                                                        | 1                                                                        | 0                                                                        | 19                                                                       | 0                                                                        | 5e                                                                       | Jong Feyenoord                                                           | 4 oktober 2015                                                           | De Graafschap - Feyenoord, 1-2                                           |                                                                          |
| 02                                                                       | Vlag van Nederland                                                       | 22                                                                       | Bart Nieuwkoop                                                           | 45                                                                       | 0                                                                        | 7                                                                        | 0                                                                        | 8                                                                        | 0                                                                        | 1                                                                        | 0                                                                        | 61                                                                       | 0                                                                        | 5e                                                                       | Jong Feyenoord                                                           | 4 oktober 2015                                                           | De Graafschap - Feyenoord, 1-2                                           |                                                                          |
| 03                                                                       | Vlag van Nederland                                                       | 23                                                                       | Sven van Beek                                                            | 22                                                                       | 0                                                                        | 3                                                                        | 1                                                                        | 1                                                                        | 0                                                                        | 0                                                                        | 0                                                                        | 26                                                                       | 1                                                                        | 7e                                                                       | Jong Feyenoord/Excelsior                                                 | 30 januari 2013 (18 augustus 2013)                                       | PSV - Feyenoord, 2-1 (Ajax - Feyenoord, 2-1)                             |                                                                          |
| 03                                                                       | Vlag van Nederland                                                       | 23                                                                       | Sven van Beek                                                            | 115                                                                      | 3                                                                        | 19                                                                       | 2                                                                        | 16                                                                       | 1                                                                        | 2                                                                        | 0                                                                        | 152                                                                      | 6                                                                        | 7e                                                                       | Jong Feyenoord/Excelsior                                                 | 30 januari 2013 (18 augustus 2013)                                       | PSV - Feyenoord, 2-1 (Ajax - Feyenoord, 2-1)                             |                                                                          |
| 04                                                                       | Vlag van Nederland                                                       | 21                                                                       | Jerry St. Juste                                                          | 23                                                                       | 3                                                                        | 2                                                                        | 0                                                                        | 0                                                                        | 0                                                                        | 1                                                                        | 0                                                                        | 26                                                                       | 3                                                                        | 2e                                                                       | sc Heerenveen                                                            | 13 augustus 2017                                                         | Feyenoord - FC Twente, 2-1                                               |                                                                          |
| 04                                                                       | Vlag van Nederland                                                       | 21                                                                       | Jerry St. Juste                                                          | 38                                                                       | 5                                                                        | 5                                                                        | 0                                                                        | 5                                                                        | 1                                                                        | 1                                                                        | 0                                                                        | 49                                                                       | 6                                                                        | 2e                                                                       | sc Heerenveen                                                            | 13 augustus 2017                                                         | Feyenoord - FC Twente, 2-1                                               |                                                                          |
| 05                                                                       | Vlag van Nederland                                                       | 25                                                                       | Ridgeciano Haps                                                          | 9                                                                        | 0                                                                        | 1                                                                        | 0                                                                        | 0                                                                        | 0                                                                        | 0                                                                        | 0                                                                        | 10                                                                       | 0                                                                        | 2e                                                                       | AZ                                                                       | 5 augustus 2017 (13 augustus 2017)                                       | Feyenoord - Vitesse, 1-1 (Feyenoord - FC Twente, 2-1)                    |                                                                          |
| 05                                                                       | Vlag van Nederland                                                       | 25                                                                       | Ridgeciano Haps                                                          | 32                                                                       | 0                                                                        | 5                                                                        | 0                                                                        | 4                                                                        | 0                                                                        | 1                                                                        | 0                                                                        | 42                                                                       | 0                                                                        | 2e                                                                       | AZ                                                                       | 5 augustus 2017 (13 augustus 2017)                                       | Feyenoord - Vitesse, 1-1 (Feyenoord - FC Twente, 2-1)                    |                                                                          |
| 06                                                                       | Vlag van Nederland                                                       | 30                                                                       | Jan-Arie van der Heijden                                                 | 24                                                                       | 2                                                                        | 5                                                                        | 0                                                                        | 2                                                                        | 0                                                                        | 1                                                                        | 0                                                                        | 32                                                                       | 2                                                                        | 4e                                                                       | Vitesse                                                                  | 8 augustus 2015                                                          | Feyenoord - FC Utrecht, 3-2                                              |                                                                          |
| 06                                                                       | Vlag van Nederland                                                       | 30                                                                       | Jan-Arie van der Heijden                                                 | 92                                                                       | 4                                                                        | 14                                                                       | 0                                                                        | 9                                                                        | 0                                                                        | 2                                                                        | 0                                                                        | 117                                                                      | 4                                                                        | 4e                                                                       | Vitesse                                                                  | 8 augustus 2015                                                          | Feyenoord - FC Utrecht, 3-2                                              |                                                                          |
| 15                                                                       | Vlag van Nederland                                                       | 18                                                                       | Tyrell Malacia                                                           | 17                                                                       | 3                                                                        | 1                                                                        | 0                                                                        | 1                                                                        | 0                                                                        | 0                                                                        | 0                                                                        | 19                                                                       | 3                                                                        | 2e                                                                       | Jong Feyenoord                                                           | 6 december 2017 (13 december 2017)                                       | Feyenoord - Napoli, 2-1 (Feyenoord - sc Heerenveen, 1-1)                 |                                                                          |
| 15                                                                       | Vlag van Nederland                                                       | 18                                                                       | Tyrell Malacia                                                           | 28                                                                       | 3                                                                        | 3                                                                        | 0                                                                        | 2                                                                        | 0                                                                        | 0                                                                        | 0                                                                        | 33                                                                       | 3                                                                        | 2e                                                                       | Jong Feyenoord                                                           | 6 december 2017 (13 december 2017)                                       | Feyenoord - Napoli, 2-1 (Feyenoord - sc Heerenveen, 1-1)                 |                                                                          |
| 24                                                                       | Vlag van Nederland                                                       | 29                                                                       | Cuco Martina                                                             | 11                                                                       | 0                                                                        | 1                                                                        | 0                                                                        | 0                                                                        | 0                                                                        | 0                                                                        | 0                                                                        | 12                                                                       | 0                                                                        | 1e                                                                       | Everton FC                                                               | 9 februari 2019                                                          | Feyenoord - De Graafschap, 4-0                                           |                                                                          |
| 24                                                                       | Vlag van Nederland                                                       | 29                                                                       | Cuco Martina                                                             | 11                                                                       | 0                                                                        | 1                                                                        | 0                                                                        | 0                                                                        | 0                                                                        | 0                                                                        | 0                                                                        | 12                                                                       | 0                                                                        | 1e                                                                       | Everton FC                                                               | 9 februari 2019                                                          | Feyenoord - De Graafschap, 4-0                                           |                                                                          |
| 24                                                                       | Vlag van Nederland                                                       | 20                                                                       | Mats Knoester                                                            | 0                                                                        | 0                                                                        | 0                                                                        | 0                                                                        | 0                                                                        | 0                                                                        | 0                                                                        | 0                                                                        | 0                                                                        | 0                                                                        | 3e                                                                       | Jong Feyenoord                                                           |                                                                          |                                                                          | Vertrok op 17 januari 2019 naar Heracles Almelo.                         |
| 24                                                                       | Vlag van Nederland                                                       | 20                                                                       | Mats Knoester                                                            | 0                                                                        | 0                                                                        | 0                                                                        | 0                                                                        | 0                                                                        | 0                                                                        | 0                                                                        | 0                                                                        | 0                                                                        | 0                                                                        | 3e                                                                       | Jong Feyenoord                                                           |                                                                          |                                                                          | Vertrok op 17 januari 2019 naar Heracles Almelo.                         |
| 29                                                                       | Vlag van Nederland                                                       | 21                                                                       | Calvin Verdonk                                                           | 12                                                                       | 1                                                                        | 4                                                                        | 0                                                                        | 1                                                                        | 0                                                                        | 1                                                                        | 0                                                                        | 18                                                                       | 1                                                                        | 5e                                                                       | N.E.C.                                                                   | 8 maart 2015                                                             | Feyenoord - NAC Breda, 3-0                                               |                                                                          |
| 29                                                                       | Vlag van Nederland                                                       | 21                                                                       | Calvin Verdonk                                                           | 13                                                                       | 1                                                                        | 4                                                                        | 0                                                                        | 1                                                                        | 0                                                                        | 1                                                                        | 0                                                                        | 19                                                                       | 1                                                                        | 5e                                                                       | N.E.C.                                                                   | 8 maart 2015                                                             | Feyenoord - NAC Breda, 3-0                                               |                                                                          |
| 33                                                                       | Vlag van Brazilië                                                        | 30                                                                       | Eric Botteghin ()                                                        | 22                                                                       | 2                                                                        | 1                                                                        | 1                                                                        | 1                                                                        | 1                                                                        | 1                                                                        | 0                                                                        | 25                                                                       | 4                                                                        | 4e                                                                       | FC Groningen                                                             | 23 augustus 2015                                                         | Feyenoord - Vitesse, 2-0                                                 |                                                                          |
| 33                                                                       | Vlag van Brazilië                                                        | 30                                                                       | Eric Botteghin ()                                                        | 90                                                                       | 6                                                                        | 10                                                                       | 3                                                                        | 7                                                                        | 1                                                                        | 3                                                                        | 0                                                                        | 110                                                                      | 10                                                                       | 4e                                                                       | FC Groningen                                                             | 23 augustus 2015                                                         | Feyenoord - Vitesse, 2-0                                                 |                                                                          |
| 38                                                                       | Vlag van Nederland                                                       | 17                                                                       | Lutsharel Geertruida                                                     | 2                                                                        | 0                                                                        | 1                                                                        | 0                                                                        | 2                                                                        | 0                                                                        | 0                                                                        | 0                                                                        | 5                                                                        | 0                                                                        | 2e                                                                       | Jong Feyenoord                                                           | 25 oktober 2017 (23 december 2018)                                       | Feyenoord - AVV Swift, 4-1 (ADO Den Haag - Feyenoord, 2-2)               |                                                                          |
| 38                                                                       | Vlag van Nederland                                                       | 17                                                                       | Lutsharel Geertruida                                                     | 2                                                                        | 0                                                                        | 2                                                                        | 0                                                                        | 2                                                                        | 0                                                                        | 0                                                                        | 0                                                                        | 6                                                                        | 0                                                                        | 2e                                                                       | Jong Feyenoord                                                           | 25 oktober 2017 (23 december 2018)                                       | Feyenoord - AVV Swift, 4-1 (ADO Den Haag - Feyenoord, 2-2)               |                                                                          |
|                                                                          |                                                                          |                                                                          | Middenvelders                                                            |                                                                          |                                                                          |                                                                          |                                                                          |                                                                          |                                                                          |                                                                          |                                                                          |                                                                          |                                                                          |                                                                          |                                                                          |                                                                          |                                                                          |                                                                          |
| 8                                                                        | Vlag van Nederland                                                       | 27                                                                       | Jordy Clasie                                                             | 33                                                                       | 1                                                                        | 4                                                                        | 0                                                                        | 2                                                                        | 0                                                                        | 1                                                                        | 0                                                                        | 40                                                                       | 1                                                                        | 6e                                                                       | Southampton FC                                                           | 5 augustus 2011                                                          | Excelsior - Feyenoord, 0-2                                               |                                                                          |
| 8                                                                        | Vlag van Nederland                                                       | 27                                                                       | Jordy Clasie                                                             | 162                                                                      | 9                                                                        | 10                                                                       | 0                                                                        | 20                                                                       | 0                                                                        | 3                                                                        | 0                                                                        | 195                                                                      | 9                                                                        | 6e                                                                       | Southampton FC                                                           | 5 augustus 2011                                                          | Excelsior - Feyenoord, 0-2                                               |                                                                          |
| 10                                                                       | Vlag van Nederland                                                       | 23                                                                       | Tonny Vilhena                                                            | 33                                                                       | 6                                                                        | 4                                                                        | 1                                                                        | 1                                                                        | 0                                                                        | 1                                                                        | 0                                                                        | 39                                                                       | 7                                                                        | 8e                                                                       | Jong Feyenoord/Excelsior                                                 | 22 januari 2012                                                          | VVV Venlo - Feyenoord, 2-1                                               |                                                                          |
| 10                                                                       | Vlag van Nederland                                                       | 23                                                                       | Tonny Vilhena                                                            | 208                                                                      | 36                                                                       | 23                                                                       | 4                                                                        | 24                                                                       | 1                                                                        | 3                                                                        | 0                                                                        | 258                                                                      | 41                                                                       | 8e                                                                       | Jong Feyenoord/Excelsior                                                 | 22 januari 2012                                                          | VVV Venlo - Feyenoord, 2-1                                               |                                                                          |
| 18                                                                       | /                                                                        | 24                                                                       | Yassin Ayoub                                                             | 16                                                                       | 2                                                                        | 2                                                                        | 0                                                                        | 0                                                                        | 0                                                                        | 0                                                                        | 0                                                                        | 18                                                                       | 2                                                                        | 1e                                                                       | FC Utrecht                                                               | 19 augustus 2018                                                         | Feyenoord - Excelsior, 3-0                                               |                                                                          |
| 18                                                                       | /                                                                        | 24                                                                       | Yassin Ayoub                                                             | 16                                                                       | 2                                                                        | 2                                                                        | 0                                                                        | 0                                                                        | 0                                                                        | 0                                                                        | 0                                                                        | 18                                                                       | 2                                                                        | 1e                                                                       | FC Utrecht                                                               | 19 augustus 2018                                                         | Feyenoord - Excelsior, 3-0                                               |                                                                          |
| 20                                                                       | Vlag van Peru                                                            | 22                                                                       | Renato Tapia                                                             | 4                                                                        | 0                                                                        | 2                                                                        | 0                                                                        | 0                                                                        | 0                                                                        | 0                                                                        | 0                                                                        | 6                                                                        | 0                                                                        | 4e                                                                       | FC Twente                                                                | 7 februari 2016                                                          | Ajax - Feyenoord, 2-1                                                    | Vertrok op 14 januari 2019 op huurbasis naar Willem II                   |
| 20                                                                       | Vlag van Peru                                                            | 22                                                                       | Renato Tapia                                                             | 30                                                                       | 2                                                                        | 8                                                                        | 0                                                                        | 7                                                                        | 0                                                                        | 0                                                                        | 0                                                                        | 45                                                                       | 2                                                                        | 4e                                                                       | FC Twente                                                                | 7 februari 2016                                                          | Ajax - Feyenoord, 2-1                                                    | Vertrok op 14 januari 2019 op huurbasis naar Willem II                   |
| 21                                                                       | /                                                                        | 20                                                                       | Sofyan Amrabat                                                           | 0                                                                        | 0                                                                        | 0                                                                        | 0                                                                        | 1                                                                        | 0                                                                        | 1                                                                        | 0                                                                        | 2                                                                        | 0                                                                        | 2e                                                                       | FC Utrecht                                                               | 5 augustus 2017 (13 augustus 2017)                                       | Feyenoord - Vitesse, 1-1 (Feyenoord - FC Twente, 2-1)                    | Vertrok op 24 augustus 2018 naar Club Brugge                             |
| 21                                                                       | /                                                                        | 20                                                                       | Sofyan Amrabat                                                           | 21                                                                       | 1                                                                        | 3                                                                        | 0                                                                        | 7                                                                        | 1                                                                        | 2                                                                        | 0                                                                        | 33                                                                       | 2                                                                        | 2e                                                                       | FC Utrecht                                                               | 5 augustus 2017 (13 augustus 2017)                                       | Feyenoord - Vitesse, 1-1 (Feyenoord - FC Twente, 2-1)                    | Vertrok op 24 augustus 2018 naar Club Brugge                             |
| 23                                                                       | /                                                                        | 17                                                                       | Orkun Kökçü                                                              | 11                                                                       | 3                                                                        | 1                                                                        | 1                                                                        | 0                                                                        | 0                                                                        | 0                                                                        | 0                                                                        | 12                                                                       | 4                                                                        | 1e                                                                       | Jong Feyenoord                                                           | 27 september 2018 (9 december 2018)                                      | VV Gemert - Feyenoord, 0-4 (FC Emmen - Feyenoord, 1-4)                   |                                                                          |
| 23                                                                       | /                                                                        | 17                                                                       | Orkun Kökçü                                                              | 11                                                                       | 3                                                                        | 1                                                                        | 1                                                                        | 0                                                                        | 0                                                                        | 0                                                                        | 0                                                                        | 12                                                                       | 4                                                                        | 1e                                                                       | Jong Feyenoord                                                           | 27 september 2018 (9 december 2018)                                      | VV Gemert - Feyenoord, 0-4 (FC Emmen - Feyenoord, 1-4)                   |                                                                          |
| 26                                                                       | Vlag van Nederland                                                       | 19                                                                       | Jordy Wehrmann                                                           | 0                                                                        | 0                                                                        | 0                                                                        | 0                                                                        | 0                                                                        | 0                                                                        | 0                                                                        | 0                                                                        | 0                                                                        | 0                                                                        | 2e                                                                       | Jong Feyenoord                                                           | n.n.g.                                                                   |                                                                          |                                                                          |
| 26                                                                       | Vlag van Nederland                                                       | 19                                                                       | Jordy Wehrmann                                                           | 0                                                                        | 0                                                                        | 0                                                                        | 0                                                                        | 0                                                                        | 0                                                                        | 0                                                                        | 0                                                                        | 0                                                                        | 0                                                                        | 2e                                                                       | Jong Feyenoord                                                           | n.n.g.                                                                   |                                                                          |                                                                          |
| 28                                                                       | Vlag van Nederland                                                       | 29                                                                       | Jens Toornstra                                                           | 32                                                                       | 8                                                                        | 3                                                                        | 0                                                                        | 2                                                                        | 0                                                                        | 1                                                                        | 0                                                                        | 38                                                                       | 8                                                                        | 5e                                                                       | FC Utrecht                                                               | 31 augustus 2014                                                         | FC Twente - Feyenoord, 0-0                                               |                                                                          |
| 28                                                                       | Vlag van Nederland                                                       | 29                                                                       | Jens Toornstra                                                           | 148                                                                      | 39                                                                       | 16                                                                       | 2                                                                        | 21                                                                       | 3                                                                        | 5                                                                        | 1                                                                        | 190                                                                      | 45                                                                       | 5e                                                                       | FC Utrecht                                                               | 31 augustus 2014                                                         | FC Twente - Feyenoord, 0-0                                               |                                                                          |
| 35                                                                       | Vlag van Nederland                                                       | 17                                                                       | Wouter Burger                                                            | 1                                                                        | 0                                                                        | 1                                                                        | 0                                                                        | 1                                                                        | 0                                                                        | 0                                                                        | 0                                                                        | 3                                                                        | 0                                                                        | 1e                                                                       | Jong Feyenoord                                                           | 16 augustus 2018 (15 mei 2019)                                           | Feyenoord - AS Trenčín, 1-1 (Fortuna Sittard - Feyenoord, 1-4)           |                                                                          |
| 35                                                                       | Vlag van Nederland                                                       | 17                                                                       | Wouter Burger                                                            | 1                                                                        | 0                                                                        | 1                                                                        | 0                                                                        | 1                                                                        | 0                                                                        | 0                                                                        | 0                                                                        | 3                                                                        | 0                                                                        | 1e                                                                       | Jong Feyenoord                                                           | 16 augustus 2018 (15 mei 2019)                                           | Feyenoord - AS Trenčín, 1-1 (Fortuna Sittard - Feyenoord, 1-4)           |                                                                          |
| 37                                                                       | /                                                                        | 18                                                                       | Achraf El Bouchataoui                                                    | 0                                                                        | 0                                                                        | 0                                                                        | 0                                                                        | 0                                                                        | 0                                                                        | 0                                                                        | 0                                                                        | 0                                                                        | 0                                                                        | 1e                                                                       | Jong Feyenoord                                                           | n.n.g.                                                                   |                                                                          |                                                                          |
| 37                                                                       | /                                                                        | 18                                                                       | Achraf El Bouchataoui                                                    | 0                                                                        | 0                                                                        | 0                                                                        | 0                                                                        | 0                                                                        | 0                                                                        | 0                                                                        | 0                                                                        | 0                                                                        | 0                                                                        | 1e                                                                       | Jong Feyenoord                                                           | n.n.g.                                                                   |                                                                          |                                                                          |
|                                                                          | Vlag van Nederland                                                       | 21                                                                       | Jari Schuurman                                                           | 0                                                                        | 0                                                                        | 0                                                                        | 0                                                                        | 0                                                                        | 0                                                                        | 0                                                                        | 0                                                                        | 0                                                                        | 0                                                                        | 4e                                                                       | N.E.C.                                                                   | 8 mei 2016                                                               | Feyenoord - N.E.C., 1-0                                                  | Vertrok op 30 januari 2019 naar FC Dordrecht                             |
| 1                                                                        | Vlag van Nederland                                                       | 21                                                                       | Jari Schuurman                                                           | 0                                                                        | 0                                                                        | 0                                                                        | 0                                                                        | 0                                                                        | 0                                                                        | 0                                                                        | 1                                                                        | 0                                                                        |                                                                          | 4e                                                                       | N.E.C.                                                                   | 8 mei 2016                                                               | Feyenoord - N.E.C., 1-0                                                  | Vertrok op 30 januari 2019 naar FC Dordrecht                             |
|                                                                          |                                                                          |                                                                          | Aanvallers                                                               |                                                                          |                                                                          |                                                                          |                                                                          |                                                                          |                                                                          |                                                                          |                                                                          |                                                                          |                                                                          |                                                                          |                                                                          |                                                                          |                                                                          |                                                                          |
| 07                                                                       | Vlag van Nederland                                                       | 24                                                                       | Jean-Paul Boëtius                                                        | 1                                                                        | 0                                                                        | 0                                                                        | 0                                                                        | 1                                                                        | 0                                                                        | 0                                                                        | 0                                                                        | 2                                                                        | 0                                                                        | 5e                                                                       | FC Basel                                                                 | 28 oktober 2012                                                          | Feyenoord - Ajax, 2-2                                                    | Vertrok op 27 augustus 2018 naar 1. FSV Mainz 05                         |
| 07                                                                       | Vlag van Nederland                                                       | 24                                                                       | Jean-Paul Boëtius                                                        | 109                                                                      | 24                                                                       | 9                                                                        | 1                                                                        | 15                                                                       | 1                                                                        | 3                                                                        | 0                                                                        | 136                                                                      | 26                                                                       | 5e                                                                       | FC Basel                                                                 | 28 oktober 2012                                                          | Feyenoord - Ajax, 2-2                                                    | Vertrok op 27 augustus 2018 naar 1. FSV Mainz 05                         |
| 09                                                                       | Vlag van Denemarken                                                      | 27                                                                       | Nicolai Jørgensen                                                        | 24                                                                       | 7                                                                        | 4                                                                        | 3                                                                        | 0                                                                        | 0                                                                        | 0                                                                        | 0                                                                        | 28                                                                       | 10                                                                       | 3e                                                                       | FC Kopenhagen                                                            | 31 juli 2016 (7 augustus 2016)                                           | Feyenoord - PSV, 0-1 (FC Groningen - Feyenoord, 0-5)                     |                                                                          |
| 09                                                                       | Vlag van Denemarken                                                      | 27                                                                       | Nicolai Jørgensen                                                        | 82                                                                       | 38                                                                       | 10                                                                       | 6                                                                        | 10                                                                       | 4                                                                        | 2                                                                        | 0                                                                        | 104                                                                      | 48                                                                       | 3e                                                                       | FC Kopenhagen                                                            | 31 juli 2016 (7 augustus 2016)                                           | Feyenoord - PSV, 0-1 (FC Groningen - Feyenoord, 0-5)                     |                                                                          |
| 11                                                                       | Vlag van Zweden                                                          | 25                                                                       | Sam Larsson                                                              | 32                                                                       | 6                                                                        | 4                                                                        | 1                                                                        | 2                                                                        | 0                                                                        | 1                                                                        | 0                                                                        | 39                                                                       | 7                                                                        | 2e                                                                       | sc Heerenveen                                                            | 9 september 2017                                                         | Heracles Almelo - Feyenoord, 2-4                                         |                                                                          |
| 11                                                                       | Vlag van Zweden                                                          | 25                                                                       | Sam Larsson                                                              | 51                                                                       | 10                                                                       | 8                                                                        | 5                                                                        | 8                                                                        | 0                                                                        | 1                                                                        | 0                                                                        | 68                                                                       | 15                                                                       | 2e                                                                       | sc Heerenveen                                                            | 9 september 2017                                                         | Heracles Almelo - Feyenoord, 2-4                                         |                                                                          |
| 17                                                                       | Vlag van Colombia                                                        | 19                                                                       | Luis Sinisterra                                                          | 5                                                                        | 0                                                                        | 2                                                                        | 0                                                                        | 0                                                                        | 0                                                                        | 0                                                                        | 0                                                                        | 7                                                                        | 0                                                                        | 1e                                                                       | Once Caldas                                                              | 12 augustus 2018                                                         | De Graafschap - Feyenoord, 2-0                                           |                                                                          |
| 17                                                                       | Vlag van Colombia                                                        | 19                                                                       | Luis Sinisterra                                                          | 5                                                                        | 0                                                                        | 2                                                                        | 0                                                                        | 0                                                                        | 0                                                                        | 0                                                                        | 0                                                                        | 7                                                                        | 0                                                                        | 1e                                                                       | Once Caldas                                                              | 12 augustus 2018                                                         | De Graafschap - Feyenoord, 2-0                                           |                                                                          |
| 19                                                                       | Vlag van Nederland                                                       | 26                                                                       | Steven Berghuis ()                                                       | 33                                                                       | 12                                                                       | 4                                                                        | 1                                                                        | 2                                                                        | 0                                                                        | 1                                                                        | 0                                                                        | 40                                                                       | 13                                                                       | 3e                                                                       | Watford                                                                  | 7 augustus 2016                                                          | FC Groningen - Feyenoord, 0-5                                            |                                                                          |
| 19                                                                       | Vlag van Nederland                                                       | 26                                                                       | Steven Berghuis ()                                                       | 94                                                                       | 37                                                                       | 13                                                                       | 6                                                                        | 11                                                                       | 1                                                                        | 2                                                                        | 0                                                                        | 120                                                                      | 44                                                                       | 3e                                                                       | Watford                                                                  | 7 augustus 2016                                                          | FC Groningen - Feyenoord, 0-5                                            |                                                                          |
| 27                                                                       | /                                                                        | 21                                                                       | Mohamed El Hankouri                                                      | 5                                                                        | 0                                                                        | 1                                                                        | 0                                                                        | 0                                                                        | 0                                                                        | 0                                                                        | 0                                                                        | 6                                                                        | 0                                                                        | 3e                                                                       | Willem II                                                                | 27 augustus 2016                                                         | Feyenoord - Excelsior, 4-1                                               | Vertrok op 16 januari 2019 op huurbasis naar FC Groningen                |
| 27                                                                       | /                                                                        | 21                                                                       | Mohamed El Hankouri                                                      | 6                                                                        | 0                                                                        | 2                                                                        | 0                                                                        | 0                                                                        | 0                                                                        | 0                                                                        | 0                                                                        | 8                                                                        | 0                                                                        | 3e                                                                       | Willem II                                                                | 27 augustus 2016                                                         | Feyenoord - Excelsior, 4-1                                               | Vertrok op 16 januari 2019 op huurbasis naar FC Groningen                |
| 32                                                                       | Vlag van Nederland                                                       | 35                                                                       | Robin van Persie                                                         | 25                                                                       | 16                                                                       | 4                                                                        | 2                                                                        | 1                                                                        | 0                                                                        | 1                                                                        | 0                                                                        | 31                                                                       | 18                                                                       | 5e                                                                       | Fenerbahçe                                                               | 3 februari 2002                                                          | Feyenoord - Roda JC, 5-0                                                 | Beëindigde zijn actieve carrière op 12 mei 2019.                         |
| 32                                                                       | Vlag van Nederland                                                       | 35                                                                       | Robin van Persie                                                         | 98                                                                       | 35                                                                       | 11                                                                       | 11                                                                       | 13                                                                       | 0                                                                        | 1                                                                        | 0                                                                        | 123                                                                      | 46                                                                       | 5e                                                                       | Fenerbahçe                                                               | 3 februari 2002                                                          | Feyenoord - Roda JC, 5-0                                                 | Beëindigde zijn actieve carrière op 12 mei 2019.                         |
| 34                                                                       | Vlag van Nederland                                                       | 19                                                                       | Dylan Vente                                                              | 13                                                                       | 1                                                                        | 3                                                                        | 3                                                                        | 2                                                                        | 0                                                                        | 1                                                                        | 0                                                                        | 19                                                                       | 4                                                                        | 2e                                                                       | Jong Feyenoord                                                           | 13 september 2017 (17 september 2017)                                    | Feyenoord - Manchester City, 0-4 (PSV - Feyenoord, 1-0)                  |                                                                          |
| 34                                                                       | Vlag van Nederland                                                       | 19                                                                       | Dylan Vente                                                              | 22                                                                       | 4                                                                        | 5                                                                        | 3                                                                        | 3                                                                        | 0                                                                        | 1                                                                        | 0                                                                        | 31                                                                       | 7                                                                        | 2e                                                                       | Jong Feyenoord                                                           | 13 september 2017 (17 september 2017)                                    | Feyenoord - Manchester City, 0-4 (PSV - Feyenoord, 1-0)                  |                                                                          |
| 36                                                                       | Vlag van Nederland                                                       | 17                                                                       | Cheick Touré                                                             | 0                                                                        | 0                                                                        | 0                                                                        | 0                                                                        | 0                                                                        | 0                                                                        | 0                                                                        | 0                                                                        | 0                                                                        | 0                                                                        | 2e                                                                       | Jong Feyenoord                                                           | 27 augustus 2017                                                         | Feyenoord - Willem II, 5-0                                               |                                                                          |
| 36                                                                       | Vlag van Nederland                                                       | 17                                                                       | Cheick Touré                                                             | 1                                                                        | 0                                                                        | 0                                                                        | 0                                                                        | 0                                                                        | 0                                                                        | 0                                                                        | 0                                                                        | 1                                                                        | 0                                                                        | 2e                                                                       | Jong Feyenoord                                                           | 27 augustus 2017                                                         | Feyenoord - Willem II, 5-0                                               |                                                                          |

### Technische en medische staf
| Technische Staf            |           |                                            |      |
| Giovanni van Bronckhorst   | Nederland | Hoofdtrainer                               | 2015 |
| Jean-Paul van Gastel       | Nederland | Assistent-trainer                          | 2011 |
| Denny Landzaat             | Nederland | Assistent-trainer                          | 2018 |
| Khalid Benlahsen           | Nederland | Keeperstrainer                             | 2016 |
| Roy Makaay                 | Nederland | Spitsentrainer                             | 2011 |
| Bas van Bentum             | Nederland | Fysieke trainer                            | 2017 |
| Arno Philips               | Nederland | Fysieke trainer                            | 2014 |
| Medische Staf              |           |                                            |      |
| Fred Zwang                 | Nederland | Masseur / Verzorger                        | 2009 |
| prof. dr. Casper van Eijck | Nederland | Clubarts                                   | 2009 |
| Rene Dannenburg            | Nederland | Fysiotherapeut / Coördinator medische staf |      |
| Stefan van Meenen          | Nederland | Fysiotherapeut / Manueel therapeut         | 2016 |
| dr. Rien Heijboer          | Nederland | Orthopedisch chirurg                       |      |
| Marcel Cas                 | Nederland | Revalidatietrainer                         | 2009 |
| Overige staf               |           |                                            |      |
| Bas van Noortwijk          | Nederland | Teammanager                                | 2007 |
| Carlo de Leeuw             | Nederland | Materiaalman                               | 2003 |
| Yori Bosschaart            | Nederland | Videoanalist                               | 2015 |
| David van Maurik           | Nederland | Performance-analist                        | 2015 |

## Transfers

### Transfers in de zomer
Voor alle Eredivisietransfers, zie: Lijst van Eredivisie transfers zomer 2018/19.
In
| Naam                | Nationaliteit      | Positie | Oude club                 | Bedrag       |
| ------------------- | ------------------ | ------- | ------------------------- | ------------ |
| Joris Delle         | Frankrijk          | DM      | -                         | Transfervrij |
| Kenneth Vermeer     | Nederland          | DM      | Club Brugge, was verhuurd | -            |
| Calvin Verdonk      | Nederland          | VD      | N.E.C., was verhuurd      | -            |
| Yassin Ayoub        | Marokko/ Nederland | MV      | FC Utrecht                | Transfervrij |
| Jordy Clasie        | Nederland          | MV      | Southampton               | Gehuurd      |
| Jari Schuurman      | Nederland          | MV      | N.E.C., was verhuurd      | -            |
| Mohamed El Hankouri | Nederland/ Marokko | AV      | Willem II, was verhuurd   | -            |
| Luis Sinisterra     | Colombia           | AV      | Once Caldas               | €2.000.000   |

Uit
| Naam              | Nationaliteit       | Positie | Nieuwe club                                     | Bedrag       |
| ----------------- | ------------------- | ------- | ----------------------------------------------- | ------------ |
| Brad Jones        | Australië           | DM      | Al-Nassr                                        | Transfervrij |
| Kevin Diks        | Nederland           | VD      | Fiorentina, was gehuurd                         | -            |
| Miquel Nelom      | Nederland           | VD      | Hibernian FC, was verhuurd aan Sparta Rotterdam | Transfervrij |
| Karim El Ahmadi   | Marokko / Nederland | MV      | Al-Ittihad FC                                   | Transfervrij |
| Sofyan Amrabat    | Marokko / Nederland | MV      | Club Brugge                                     | €2.500.000   |
| Simon Gustafson   | Zweden              | MV      | FC Utrecht, was verhuurd aan Roda JC Kerkrade   | €1.000.000   |
| Gustavo Hamer     | Nederland           | MV      | PEC Zwolle, was verhuurd aan FC Dordrecht       | €300.000     |
| Emil Hansson      | Noorwegen / Zweden  | MV      | RKC Waalwijk                                    | Verhuurd     |
| Marko Vejinović   | Nederland / Servië  | MV      | AZ, was al verhuurd                             | €1.250.000   |
| Bilal Başacıkoğlu | Turkije / Nederland | AV      | Kayserispor                                     | €400.000     |
| Jean-Paul Boëtius | Nederland           | AV      | 1. FSV Mainz 05                                 | €3.500.000   |

### Transfers in de winterstop
Voor recente transfers bekijk: Lijst van Eredivisie transfers winter 2018/19.
In
| Naam         | Nationaliteit | Positie | Oude club                                  | Bedrag  |
| ------------ | ------------- | ------- | ------------------------------------------ | ------- |
| Cuco Martina | Nederland     | VD      | Everton FC, was verhuurd aan Stoke City FC | Gehuurd |

Uit
| Naam                | Nationaliteit       | Positie | Nieuwe club     | Bedrag                              |
| ------------------- | ------------------- | ------- | --------------- | ----------------------------------- |
| Mats Knoester       | Nederland           | VD      | Heracles Almelo | €150.000                            |
| Renato Tapia        | Peru                | MV      | Willem II       | Verhuurd                            |
| Mohamed El Hankouri | Nederland / Marokko | AV      | FC Groningen    | Verhuurd, daarna definitief vertrek |
| Jari Schuurman      | Nederland           | MV      | FC Dordrecht    | Verhuurd, daarna definitief vertrek |

## Gebeurtenissen

### Juni
Op maandag 25 juni vindt de eerste openbare training plaats. De Kuip blijft nagenoeg leeg, mede door het aanvangstijdstip van 14:30 uur. Op deze training is nieuwkomer Yassin Ayoub voor het eerst te bewonderen. Ook de teruggekeerde verhuurde spelers maken hun opwachting, zoals Kenneth Vermeer, Mohamed El Hankouri, Jari Schuurman en Calvin Verdonk. Er zijn ook een aantal jeugdspelers die mee mogen trainen met het eerste elftal, zoals Elber Evora, Achraf el Bouchataoui en Orkun Kökcu. De eerste oefenwedstrijd volgt vijf dagen later; SDC Putten is de opponent. Onder tropische omstandigheden heeft Feyenoord het een helft lastig en gaat het met 0-1 (na een doelpunt van Robin van Persie) de rust in. In de tweede helft verplettert een op negen plaatsen gewijzigd team de zaterdag hoofdklasser met 1-8. Dylan Vente maakt een hattrick na drie assists van Achraf el Bouchataoui.

### Juli
Op de eerste training van juli keren Tonny Vilhena en Steven Berghuis terug in het team. Zij mochten een week later aansluiten vanwege late interlandverplichtingen in het vorig seizoen. Inmiddels is dan bekend geworden dat Marko Vejinović de definitieve overstap naar AZ zal maken. Hij werd in het afgelopen seizoen al verhuurd aan AZ. In de tweede oefenwedstrijd zijn Berghuis en Vilhena er weer bij. Tegen een selectie van topamateurs uit Zeeland wordt in de tweede helft met 0-2 gewonnen. Dylan Vente en Sam Larsson mogen een doelpunt bijschrijven. Feyenoord vertrekt vervolgens op trainingskamp naar Zwitserland, waar het een tweetal oefenwedstrijden speelt. Tegen BSC Young Boys wordt met 3-0 verloren. Twee dagen later houdt Feyenoord geen spaan heel van de Zwitserse topclub FC Basel. Na doelpunten van Robin van Persie (2x), Steven Berghuis, Tonny Vilhena en Eric Botteghin wint Feyenoord met 0-5. Kersverse aanwinst Luis Sinisterra maakt in deze wedstrijd zijn officieuze debuut voor Feyenoord. Op 19 juli wordt de 110e verjaardag van Feyenoord gevierd. Supporters steken in de nacht van 18 op 19 juli vuurwerk af rond de Kuip. Later die dag is de open dag. Afrojack treedt op en nieuwe aanwinsten Yassin Ayoub en Luis Sinisterra zitten in de helikopter, die traditiegetrouw de nieuwe aanwinsten brengt. Twee dagen later wordt er in Istanboel een oefenwedstrijd tegen Fenerbahçe SK gespeeld. Na 18 minuten kijkt Feyenoord al tegen 3-0 achterstand aan. In de slotfase wordt dankzij twee doelpunten van Steven Berghuis en een doelpunt van Jens Toornstra toch nog een 3-3 gelijkspel uit het vuur gesleept. Op 25 juli oefent Feyenoord achter gesloten deuren. Op het trainingscomplex wordt net als het vorig seizoen Plymouth Argyle FC ontvangen. Feyenoord wint met 2-1, door doelpunten van Dylan Vente (na een schot op de paal van Mohamed El Hankouri) en Wouter Burger (na een fout van de doelman van Plymouth). Tijdens deze wedstrijd kregen spelers die niet of nauwelijks tegen Fenerbahçe in actie kwamen de nodige speelminuten. Diezelfde dag keert een oude bekende terug in De Kuip; Jordy Clasie wordt voor een jaar van Southampton FC gehuurd. In de wedstrijd die volgt, de traditionele openingswedstrijd in De Kuip, ditmaal tegen het Spaanse Levante UD staat Clasie voor het eerst weer in de basis. Feyenoord wint deze wedstrijd, door doelpunten van Jens Toornstra en Steven Berghuis met 2-1. Nicolai Jørgensen en Yassin Ayoub zijn er vanwege een blessure niet bij, evenals de langer geblesseerden Kenneth Vermeer, Ridgeciano Haps en Renato Tapia. Luis Sinisterra zit nog altijd in Colombia om alle papieren te regelen.

### Augustus
Op de eerste dag van augustus is er direct transfernieuws. Doelman Brad Jones verhuist naar de woestijn, om te gaan spelen voor Al-Nassr. Dezelfde dag wordt bekend dat Robin van Persie de aanvoerdersband overneemt van de vertrokken Karim El Ahmadi en de lijn van vervanging ingevuld wordt door Jordy Clasie, Eric Botteghin en Steven Berghuis. Een dag later, op de persconferentie in aanloop naar PSV-Feyenoord, maakt trainer Giovanni van Bronckhorst ook de nieuwe eerste doelman bekend. Dit is dit seizoen Justin Bijlow. Kenneth Vermeer neemt op de bank plaats, met een ondersteunende rol in de richting van Bijlow. De eerste officiële wedstrijd van het nieuwe seizoen vindt plaats op 4 augustus. In het Philips Stadion moet Feyenoord in de wedstrijd om de Johan Cruijff Schaal zien af te rekenen met landskampioen PSV. In reguliere speeltijd scoort Luuk de Jong voor PSV, maar hier ging een overtreding op Justin Bijlow aan vooraf. Feyenoord krijgt ook kansen, via Sam Larsson en Sofyan Amrabat, maar is het dichtstbij een treffer bij een aanval van Tonny Vilhena. Doelman Jeroen Zoet ligt echter in de weg. In de strafschoppenserie missen Amrabat en Larsson hun strafschop, maar pakt Bijlow de strafschoppen van Pablo Rosario en Jorrit Hendrix. Angeliño schiet zijn poging hard naast. De beslissende strafschop wordt ingeschoten door Jordy Clasie. Hierdoor wint Feyenoord de schaal voor het tweede jaar op rij en mocht het de schaal ontvangen uit handen van bondscoach Ronald Koeman en enkele verstandelijk beperkte voetballers van verenigingen uit de buurt van Rotterdam en Eindhoven. Om het ontstane gat door het vertrek van Brad Jones op te vullen, wordt doelman Joris Delle transfervrij aangetrokken. Hij tekent voor een jaar in De Kuip.
Het Europese seizoen begint dramatisch. Met een ernstig gewijzigd elftal wordt met 4-0 verloren in Slowakije van AS Trenčín. Enkele dagen later, op zondag 12 augustus zijn enkele spelers weer terug van afwezigheid. Het was het begin van een vervelende middag voor de Rotterdammers. In Doetinchem wordt niet alleen met 2-0 van De Graafschap verloren, ook verliest Feyenoord twee spelers met een rode kaart. Nadat Eric Botteghin kort achter elkaar twee gele kaarten krijgt door overtredingen op Fabian Serrarens, verliest Jean-Paul Boëtius zijn hoofd en applaudisseert naar scheidsrechter Pol van Boekel na het krijgen van een gele kaart. Hierop mag ook hij de kleedkamer opzoeken en moet Feyenoord met negen spelers verder. Luis Sinisterra maakt in deze wedstrijd zijn competitiedebuut. Boëtius wordt wederom uit de selectie gezet en mist daardoor de return tegen AS Trenčín, waarin Feyenoord met 5-0 moet winnen. Giovanni van Bronckhorst voert diverse wijzigingen door in de basisselectie, zo maakt doelman Kenneth Vermeer zijn rentree in het elftal en krijgt Tyrell Malacia weer een kans. Feyenoord komt al snel op 1-0 door een kopbal van Eric Botteghin. Een minuut later ligt de bal er echter aan de andere kant in. Antonio Mance maakt de 1-1. Feyenoord krijgt kans op kans op meer doelpunten, maar de bal gaat er niet meer in, waardoor het Europese avontuur van Feyenoord al na twee wedstrijden ten einde is. Zeven minuten voor tijd maakt Wouter Burger zijn officiële debuut voor Feyenoord. Hij vervangt de geblesseerde Tyrell Malacia. Op de zondag die volgt dient de volgende horde te worden genomen; Excelsior komt op bezoek in De Kuip. Deze wedstrijd staat in het teken van de 15-jarige samenwerking tussen Feyenoord en het Sophia Kinderziekenhuis. Tijdens de opkomst van de spelers gooien supporters van Feyenoord knuffels richting het veld, waarna de supporters van Excelsior dit in de 20e minuut doen door knuffels naar beneden te gooien in het vak waar honderd patiënten zitten. Na drie wedstrijden zonder overwinning wordt deze wedstrijd wel gewonnen. Door goals van Robin van Persie, Jerry St. Juste en Jan-Arie van der Heijden eindigt de wedstrijd in een 3-0 zege voor de mannen uit Rotterdam-Zuid. Op donderdag 23 augustus komt er goed nieuws uit de ziekenboeg als Nicolai Jørgensen zijn rentree op het trainingsveld maakt. Een dag later krijgt Sofyan Amrabat de transfer waar hij op hoopte. Hij wordt verkocht aan Club Brugge. Ook de laatste wedstrijd van augustus wordt gewonnen. Feyenoord staat al snel op een ruime voorsprong (0-4), maar geeft dit bijna uit handen. Yassin Ayoub weet echter met zijn eerste officiële Feyenoorddoelpunt de overwinning veilig te stellen; 3-5. Een andere meevaller voor Feyenoord deze wedstrijd is de rentree van middenvelder Renato Tapia. Voor het verstrijken van de transferdeadline wordt met een transfer naar 1. FSV Mainz het probleem rond Jean-Paul Boëtius opgelost. Mainz betaalt rond de 3,5 miljoen euro aan de Rotterdammers.

### September
De eerste wedstrijd van september wordt met 4-2 gewonnen van NAC Breda. Robin van Persie (2x), Tonny Vilhena en een eigen doelpunt van huurdoelman Benjamin van Leer zorgen voor de Feyenoordgoals. Het slotakkoord is voor oud-Feyenoorder Mitchell te Vrede. Tijdens de interlandperiode oefent Feyenoord besloten tegen Jong N.E.C. In deze 4-1 overwinning maakt Nicolai Jørgensen zijn rentree, waarbij hij direct weet te scoren. Na de interlandbreak gaat Feyenoord op bezoek bij AZ. De laatste jaren werd daar ruim gewonnen. Nu komt de club niet verder dan een 1-1 gelijkspel. Steven Berghuis maakt de treffer namens Feyenoord, waardoor hij een lange periode zonder doelpunten afsluit. Een week later komt FC Utrecht op bezoek in De Kuip. Het elftal van kersvers trainer Dick Advocaat gaat strijdend ten onder. In de slotminuten kopt Robin van Persie de 1-0 binnen. In de midweekse bekerronde heeft Feyenoord geen kind aan zondag hoofdklasser VV Gemert. In het stadion van Helmond wordt met 0-4 gewonnen door een hattrick van Dylan Vente en een doelpunt van debutant Orkun Kökçü. Drie dagen later komt Vitesse naar De Kuip. Na een 0-1 achterstand komt Feyenoord terug op 1-1 door een treffer van Eric Botteghin. Vlak voor tijd schiet Robin van Persie de Rotterdammers toch naar een 2-1 zege. De wedstrijd eindigt echter met negentien spelers binnen de lijnen. Bij Vitesse krijgen twee spelers een rode kaart, terwijl aan Feyenoordkant Robin van Persie in blessuretijd in mag rukken. Van Persie krijgt aanvankelijk een schikkingsvoorstel van 3 wedstrijden schorsing, waarvan 1 voorwaardelijk voorgelegd. Hier gaan Feyenoord en Van Persie niet mee akkoord, waardoor het voor de tuchtcommissie komt. De tuchtcommissie spreekt Van Persie hierop vrij, waardoor een schorsing definitief van de baan is.

### Oktober
In het eerste weekend van oktober gaat Feyenoord op bezoek in Tilburg, bij Willem II. Feyenoord komt diep in de tweede helft op voorsprong uit een strafschop; Arbiter Kevin Blom mist dat Jan-Arie van der Heijden in het strafschopgebied wordt vastgehouden, maar video-assistent Richard Martens ziet dit wel op de videobeelden. Nadat Blom op het scherm gekeken heeft, kent hij een strafschop toe, die benut wordt door Steven Berghuis. Twaalf minuten later weet Fran Sol echter de gelijkmaker binnen te tikken. Na de interlandronde komt PEC Zwolle naar Rotterdam. In De Kuip wordt in de eerste helft tweemaal gescoord; Jordy Clasie maakt zijn eerste doelpunt sinds zijn terugkeer en Nicolai Jørgensen maakt zijn eerste van het seizoen. In de tweede helft zakt Feyenoord ver terug en krijgt PEC Zwolle enkele kansen, waarna Steven Berghuis voor het slotakkoord zorgt. Feyenoord lijkt nog een strafschop te krijgen na een charge op Tonny Vilhena, maar VAR Björn Kuipers ziet op de videobeelden dat de overtreding buiten het strafschopgebied gemaakt werd, waardoor de strafschop teruggeschroefd wordt naar een vrije schop. Op 28 oktober volgt de enige echte Klassieker. Feyenoord gaat als nummer drie richting de Johan Cruijff ArenA en weet dat het bij winst Ajax passeert op de ranglijst. Na vijf minuten krijgt Jerry St. Juste een gele kaart. Door de VAR van dienst wordt dit echter anders ingeschat en ook scheidsrechter Kuipers komt terug op zijn beslissing en toont de rode kaart. St. Juste zou een dag later voor drie wedstrijden geschorst worden. Feyenoord verloor de Klassieker met 3-0, onder meer door een eigen doelpunt van doelman Justin Bijlow.

### November
Op de eerste dag van november wordt de kater van de Klassieker direct weggespeeld. In de eigen Kuip komt Feyenoord nog wel op achterstand tegen ADO Den Haag, maar de hofstedelingen worden vervolgens op een 5-1 nederlaag getrakteerd, waardoor Feyenoord weer een ronde doorbekert. Het weekend daarna staat de thuiswedstrijd tegen VVV-Venlo op de rol. Na 35 seconden valt echter het licht van De Kuip uit en kan er niet meer verder gespeeld worden. Scheidsrechter Nijhuis kan niets anders doen dan de wedstrijd definitief staken. De laatste wedstrijd voor de interlandbreak wordt gewonnen bij Heracles Almelo; 0-2. In de laatste wedstrijd van november komt FC Groningen naar De Kuip. De lichten zijn weer hersteld en er wordt met 1-0 gewonnen door een vroege treffer van Jens Toornstra.

### December
Op 2 december staat de eerste topper in De Kuip op het programma. In een wedstrijd met sfeeracties zet Feyenoord PSV snel en lang onder druk en wint met 2-1. Voor Feyenoord scoren Nicolai Jørgensen en Sam Larsson van afstand, de enige treffer van PSV wordt gemaakt door Steven Bergwijn. De donderdag nadien wordt de wedstrijd tegen VVV-Venlo ingehaald. Feyenoord wint gemakkelijk, met 4-1 door doelpunten van Sam Larsson (2x), Robin van Persie en Tonny Vilhena. Nicolai Jørgensen mist deze wedstrijd vanwege een hamstringblessure die hij opliep in de wedstrijd tegen PSV. Ook Tyrell Malacia moet deze wedstrijd aan zich voorbij laten gaan, vanwege een schorsing. Op bezoek bij promovendus FC Emmen heeft Feyenoord het even lastig, maar in het laatste kwartier loopt het uit naar een 1-4 overwinning. Orkun Kökçü maakt in deze wedstrijd zijn Eredivisiedebuut en is meteen belangrijk met een assist en een doelpunt. Na deze wedstrijd komt de klad er echter in. In de eigen Kuip wordt met 0-2 verloren van Fortuna Sittard. In de midweek die volgt weet Feyenoord wel de kwartfinale van het bekertoernooi te bereiken. Feyenoord krijgt kans op kans, maar weet slechts met 1-0 te winnen van FC Utrecht. De laatste wedstrijd voor de winterstop is de traditioneel lastige uitwedstrijd bij ADO Den Haag. Na een vroege achterstand weet Feyenoord dit om te zetten naar een 1-2 voorsprong. Echter krijgt ADO na een overtreding van Bart Nieuwkoop binnen het strafschopgebied een strafschop. Nieuwkoop krijgt hierop zijn tweede gele kaart en moet het veld verlaten. Abdenasser El Khayati benut de strafschop en Feyenoord sluit 2018 af met een 2-2 gelijkspel in Den Haag.

### Januari
Na het kerstreces vertrekt Feyenoord traditioneel naar het Spaanse Marbella. Na een trainingsweek wordt er geoefend tegen het Duitse Borussia Dortmund en Karlsruher SC. Van Borussia Dortmund wordt met 2-1 verloren. Namens Feyenoord is Bart Nieuwkoop nog wel trefzeker. Een dag later wordt Karlsruher wel met 4-2 verslagen. Doelpunten worden gemaakt door Robin van Persie (2x), Luis Sinisterra en een strafschop van Mohamed El Hankouri. Later bleek dit het laatste wapenfeit van El Hankouri in het shirt van Feyenoord. Hij wordt verhuurd aan FC Groningen, waarna hij in de zomer van 2019 definitief de overstap zal maken. Ook Renato Tapia en Mats Knoester verhuizen, Tapia gaat op huurbasis naar Willem II, terwijl Knoester definitief de overstap naar Heracles Almelo maakt.
Op 19 januari wordt de competitie hervat met een uitwedstrijd bij PEC Zwolle. Feyenoord verliest de wedstrijd (3-1), maar verliest ook doelman Bijlow met een ogenschijnlijk zware voetblessure. Bijlow wordt vervangen door Kenneth Vermeer. Feyenoord bereikt die volgende woensdag de halve finale van het bekertoernooi door in eigen huis Fortuna Sittard met 4-1 te verslaan, mede door twee doelpunten van Robin van Persie (waarvan een van elf meter). Op 27 januari komt Ajax op bezoek in De Kuip tijdens de enige echte Klassieker. Feyenoord komt op een vroege achterstand door een doelpunt van Lasse Schöne, maar draait de score om door doelpunten van Jens Toornstra en Steven Berghuis. Hakim Ziyech brengt de Amsterdammers vervolgens op gelijke hoogte, maar nog voor rust maakt Robin van Persie de 3-2. Diezelfde speler is ook goed voor de 4-2, op aangeven van Jens Toornstra, die driemaal een assist zou geven deze middag. De afstraffing is volmaakt na doelpunten van Tonny Vilhena en Yassin Ayoub. Hierdoor wordt voor het eerst in zeven jaar weer een Eredivisiewedstrijd tegen Ajax gewonnen.

### Februari
Na de ruim gewonnen Klassieker gaat Feyenoord op bezoek bij het kleine broertje Excelsior. In het Van Donge & De Roo Stadion wordt met 2-1 in de blessuretijd verloren. Robin van der Meer velt het vonnis over de club uit zuid. Thuis wordt vervolgens met 4-0 afgerekend met De Graafschap, maar de slechte reeks in uitwedstrijden wordt voortgezet bij FC Groningen. Een eigen doelpunt van Sven van Beek zorgt voor een 1-0 nederlaag. Voor Van Beek betekent dit een evenaring van het record aan eigen doelpunten in de Eredivisie door een speler. Op 24 februari laat Feyenoord zien over veel veerkracht te beschikken. In Eindhoven overrompelt Feyenoord PSV. Mede door een rode kaart voor Sven van Beek wordt deze wedstrijd met een 1-1 gelijkspel afgesloten. Midweeks brengt Ajax opnieuw een bezoek aan De Kuip, ditmaal in het kader van de KNVB-Beker. Dit keer is Ajax wel bij de les en zegeviert het met 0-3, waardoor Feyenoord met de finale in zicht strandt in de beker.

### Maart
Voor Robin van Persie kan maart niet beter starten. Thuis tegen FC Emmen is hij verantwoordelijk voor een hattrick tijdens een 4-0 overwinning. Een fikse tegenvaller is hierbij het uitvallen van doelman Kenneth Vermeer. Hij moet zich nog in de eerste helft laten vervangen. Zijn vervanger is Joris Delle, die daarmee de eerste Franse speler met een officiële wedstrijd voor Feyenoord is. In Arnhem wordt nog met 1-1 gelijkgespeeld tegen Vitesse, waarna Feyenoord in de thuiswedstrijd tegen Willem II wederom door de ondergrens zakt en met 2-3 verliest. Voor Willem II is Alexander Isak de grote man. Na de interlandbreak wordt ook bij FC Utrecht met 3-2 verloren.

### April
In april lijkt het lek boven. Achtereenvolgens wordt van SC Heerenveen (3-0, thuis), VVV-Venlo (0-3, uit) en Heracles Almelo (2-1, thuis) gewonnen. Op 20 april komt de naaste concurrent AZ naar De Kuip. Na een 0-1 ruststand wordt de score in de tweede helft omgebogen door Tyrell Malacia en Robin van Persie en wint Feyenoord met 2-1. Door deze zege heeft Feyenoord nog 1 zege nodig om de derde plaats veilig te stellen. Deze overwinning wordt midweeks behaald door een speels eenvoudige 0-4 zege bij latere degradant NAC Breda. Jeremiah St. Juste, Dylan Vente en Jens Toornstra (2x) zijn die avond verantwoordelijk voor de doelpunten. Door de Champions League revelatie van Ajax wordt vervolgens speelronde 33 verplaatst van zondag 28 april naar woensdag 15 mei, waardoor de uitwedstrijd tegen Fortuna Sittard niet doorgaat.

### Mei
Vanwege de lange tijd zonder wedstrijd wordt op 1 mei een besloten oefenduel gespeeld tegen Excelsior. Opnieuw wordt er verloren, ditmaal met 1-3 door doelpunten van Mounir El Hamdaoui (2x) en Marcus Edwards. Voor Feyenoord doet Jens Toornstra nog wel wat terug. De laatste thuiswedstrijd, tegen ADO Den Haag, loopt ook uit op een deceptie. In de laatste wedstrijd uit de carrière van Robin van Persie wordt met 0-2 verloren. Na de wedstrijd worden Robin van Persie en Giovanni van Bronckhorst in het zonnetje gezet. De tribune van het jeugdcomplex in aanbouw zal naar Van Bronckhorst vernoemd worden, terwijl Robin van Persie uitgeroepen wordt tot Legioenspeler van het jaar. Tijdens de ceremonie wordt de carrière van Van Persie geëerd en wordt de Feyenoordtijd van Van Bronckhorst herinnert. Speeches zijn er van onder andere Ronald Koeman en Marco van Basten. De kinderen van Van Bronckhorst dragen vervolgens alle gewonnen prijzen in de afgelopen jaren binnen. De laatste wedstrijd van het seizoen, uit bij Fortuna Sittard, wordt gespeeld in de nieuwe uitshirts. Orkun Kökçü, Nicolai Jørgensen (2x) en Steven Berghuis zijn trefzeker in een 1-4 zege. Berghuis mist echter nog wel een strafschop. In deze wedstrijd maakt Wouter Burger zijn debuut in de Eredivisie.

## Wedstrijden

### Opmerkingen bij de wedstrijden
In alle Eredivisiewedstrijden, de wedstrijd om de Johan Cruijff Schaal en wedstrijden vanaf de kwartfinale van het toernooi om de TOTO KNVB Beker werd er gebruikgemaakt van de video-assistent (VAR) en de Assistent video-assistent (AVAR). De VAR wordt altijd als eerst genoemd bij video-assistenten. Hierna volgt de AVAR. Bij de wedstrijd in de derde kwalificatieronde van de UEFA Europa League werd vak Z leeg gehouden en werden er netten rond het veld geplaatst. Dit om ongeregeldheden te voorkomen. Bij strafschoppenseries in nationale wedstrijden (beker en Johan Cruijff Schaal) werd het ABBA-principe aangehouden. Hierbij begon team A, waarna team B 2 strafschoppen na elkaar mocht nemen, vervolgens nam team A 2 strafschoppen na elkaar.
Robin van Persie werd op 1 augustus aangewezen als aanvoerder voor dit seizoen. Indien hij gewisseld werd of niet opgesteld stond, nam Jordy Clasie de band over. Dit ging op deze manier verder op Eric Botteghin en Steven Berghuis. Doorgaans was hierna Tonny Vilhena aan de beurt. Nadat Jordy Clasie in de thuiswedstrijd tegen Heracles Almelo op 13 april 2019 veel onrust veroorzaakte door abnormaal te reageren na een wissel, werden Eric Botteghin en Steven Berghuis doorgeschoven en raakte Clasie daarmee zijn rol kwijt.

### Juni
| zaterdag 30 juni 2018 14:30 uur, Vriendschappelijk | SDC Putten            | 1-8 (0-1) | Feyenoord | Opstelling SDC Putten | Opstelling Feyenoord |
| Stadion: Sportpark Puttereng, Putten Toeschouwers: ± 3000 Scheidsrechter: Fikkert | 35. Burger 61' (e.d.) |           | 23' 32. Van Persie 2. Nieuwkoop 53', 76', 78' 34. Vente 37. El Bouchataoui (3x) 55', 72' 27. El Hankouri 28. Toornstra 58', 68' 28. Toornstra 36. Touré; 11. Larsson |                       | 30. Ten Hove, 2. Nieuwkoop 46' ( 36. Touré), 33. Botteghin 46' ( 3. Van Beek), 38. Geertruida 69' ( 26. Wehrmann)**, 15. Malacia 46' ( 6. Van der Heijden), 23. Kökçü 46' ( 28. Toornstra)*, 26. Wehrmann 46' ( 37. El Bouchataoui), 18. Ayoub 46' ( 35. Burger), 24. Hansson 46' ( 27. El Hankouri), 32. Van Persie 46' ( 34. Vente), 7. Boëtius 46' ( 11. Larsson) |
| Stadion: Sportpark Puttereng, Putten Toeschouwers: ± 3000 Scheidsrechter: Fikkert |                       |           | |                       | 30. Ten Hove, 2. Nieuwkoop 46' ( 36. Touré), 33. Botteghin 46' ( 3. Van Beek), 38. Geertruida 69' ( 26. Wehrmann)**, 15. Malacia 46' ( 6. Van der Heijden), 23. Kökçü 46' ( 28. Toornstra)*, 26. Wehrmann 46' ( 37. El Bouchataoui), 18. Ayoub 46' ( 35. Burger), 24. Hansson 46' ( 27. El Hankouri), 32. Van Persie 46' ( 34. Vente), 7. Boëtius 46' ( 11. Larsson) |
| Stadion: Sportpark Puttereng, Putten Toeschouwers: ± 3000 Scheidsrechter: Fikkert |                       |           | |                       | 30. Ten Hove, 2. Nieuwkoop 46' ( 36. Touré), 33. Botteghin 46' ( 3. Van Beek), 38. Geertruida 69' ( 26. Wehrmann)**, 15. Malacia 46' ( 6. Van der Heijden), 23. Kökçü 46' ( 28. Toornstra)*, 26. Wehrmann 46' ( 37. El Bouchataoui), 18. Ayoub 46' ( 35. Burger), 24. Hansson 46' ( 27. El Hankouri), 32. Van Persie 46' ( 34. Vente), 7. Boëtius 46' ( 11. Larsson) |
| Bijz.: * Jens Toornstra nam in de 46e minuut de aanvoerdersband over van Eric Botteghin. ** Jordy Wehrmann was in de rust gewisseld, maar werd halverwege de tweede helft toch opnieuw ingebracht. Afwezig: Vermeer en Haps . Vakantie: Jones, El Ahmadi, Vilhena, Tapia, Amrabat en Berghuis Rust: Bijlow, St. Juste. Interlandverplichtingen: : Jørgensen |                       |           | |                       | |

### Juli
| zaterdag 7 juli 2018 17:00 uur, Vriendschappelijk | Zeeuws elftal | 0-2 (0-0) | Feyenoord                                   | Opstelling Zeeuws elftal | Opstelling Feyenoord |
| Stadion: Sportpark De Veerse Poort, Middelburg Scheidsrechter: Van de Ketterij                                                                                               |               |           | 54' 34. Vente 28. Toornstra 62' 11. Larsson |                          | 22. Bijlow, 2. Nieuwkoop 46' ( 4. St. Juste), 33. Botteghin 46' ( 3. Van Beek), 38. Geertruida 46' ( 6. Van der Heijden), 15. Malacia 46' ( 29. Verdonk), 26. Wehrmann 46' ( 37. El Bouchataoui), 23. Kökçü 46' ( 28. Toornstra * 81'), 18. Ayoub 46' ( 10. Vilhena), 19. Berghuis 46' ( 27. El Hankouri), 32. Van Persie 46' ( 34. Vente), 7. Boëtius 46' ( 11. Larsson) |
| Stadion: Sportpark De Veerse Poort, Middelburg Scheidsrechter: Van de Ketterij                                                                                               |               |           |                                             |                          | 22. Bijlow, 2. Nieuwkoop 46' ( 4. St. Juste), 33. Botteghin 46' ( 3. Van Beek), 38. Geertruida 46' ( 6. Van der Heijden), 15. Malacia 46' ( 29. Verdonk), 26. Wehrmann 46' ( 37. El Bouchataoui), 23. Kökçü 46' ( 28. Toornstra * 81'), 18. Ayoub 46' ( 10. Vilhena), 19. Berghuis 46' ( 27. El Hankouri), 32. Van Persie 46' ( 34. Vente), 7. Boëtius 46' ( 11. Larsson) |
| Stadion: Sportpark De Veerse Poort, Middelburg Scheidsrechter: Van de Ketterij                                                                                               |               |           |                                             |                          | 22. Bijlow, 2. Nieuwkoop 46' ( 4. St. Juste), 33. Botteghin 46' ( 3. Van Beek), 38. Geertruida 46' ( 6. Van der Heijden), 15. Malacia 46' ( 29. Verdonk), 26. Wehrmann 46' ( 37. El Bouchataoui), 23. Kökçü 46' ( 28. Toornstra * 81'), 18. Ayoub 46' ( 10. Vilhena), 19. Berghuis 46' ( 27. El Hankouri), 32. Van Persie 46' ( 34. Vente), 7. Boëtius 46' ( 11. Larsson) |
| Bijz.: * Jens Toornstra nam in de 46e minuut de aanvoerdersband over van Eric Botteghin. Afwezig: Vermeer en Haps . Vakantie: Jones, El Ahmadi, Tapia, Amrabat en Jørgensen. |               |           |                                             |                          | |

| woensdag 11 juli 2018 18:00 uur, Vriendschappelijk, Uhrencup, (Trainingskamp ) | BSC Young Boys                                | 3-0 (1-0) | Feyenoord | Opstelling BSC Young Boys | Opstelling Feyenoord |
| Stadion: Tissot Arena, Biel/Bienne Scheidsrechter: Fähndrich | 99. Hoarau 31' 18. Nsame 76' 22. Wüthrich 80' |           |           |                           | 30. Ten Hove, 2. Nieuwkoop 62' ( 36. Touré), 3. Van Beek 62' ( 33. Botteghin *), 38. Geertruida 62' ( 6. Van der Heijden), 15. Malacia 62' ( 29. Verdonk), 37. El Bouchataoui 62' ( 26. Wehrmann), 23. Kökçü 62' ( 28. Toornstra), 10. Vilhena 62' ( 24. Hansson), 27. El Hankouri 62' ( 19. Berghuis), 34. Vente 62' ( 35. Burger), 7. Boëtius 62' ( 11. Larsson) |
| Stadion: Tissot Arena, Biel/Bienne Scheidsrechter: Fähndrich |                                               |           |           |                           | 30. Ten Hove, 2. Nieuwkoop 62' ( 36. Touré), 3. Van Beek 62' ( 33. Botteghin *), 38. Geertruida 62' ( 6. Van der Heijden), 15. Malacia 62' ( 29. Verdonk), 37. El Bouchataoui 62' ( 26. Wehrmann), 23. Kökçü 62' ( 28. Toornstra), 10. Vilhena 62' ( 24. Hansson), 27. El Hankouri 62' ( 19. Berghuis), 34. Vente 62' ( 35. Burger), 7. Boëtius 62' ( 11. Larsson) |
| Stadion: Tissot Arena, Biel/Bienne Scheidsrechter: Fähndrich |                                               |           |           |                           | 30. Ten Hove, 2. Nieuwkoop 62' ( 36. Touré), 3. Van Beek 62' ( 33. Botteghin *), 38. Geertruida 62' ( 6. Van der Heijden), 15. Malacia 62' ( 29. Verdonk), 37. El Bouchataoui 62' ( 26. Wehrmann), 23. Kökçü 62' ( 28. Toornstra), 10. Vilhena 62' ( 24. Hansson), 27. El Hankouri 62' ( 19. Berghuis), 34. Vente 62' ( 35. Burger), 7. Boëtius 62' ( 11. Larsson) |
| Bijz.: * Eric Botteghin nam in de 62e minuut de aanvoerdersband over van Tonny Vilhena. Afwezig: Vermeer , Haps en Ayoub . Vakantie: Jones, Tapia en Jørgensen. Rust: Sinisterra en Van Persie. |                                               |           |           |                           | |

| vrijdag 13 juli 2018 20:00 uur, Vriendschappelijk, Uhrencup, (Trainingskamp )                                                                                                   | FC Basel | 0-5 (0-2) | Feyenoord | Opstelling FC Basel | Opstelling Feyenoord |
| Stadion: Tissot Arena, Biel/Bienne Toeschouwers: 1.900 Scheidsrechter: Jaccottet                                                                                                |          |           | 2', 62' 32. Van Persie 19. Berghuis 45' 19. Berghuis 32. Van Persie 72' 33. Botteghin 19. Berghuis 79' 10. Vilhena 7. Boëtius |                     | 22. Bijlow, 4. St. Juste 46' ( 2. Nieuwkoop), 33. Botteghin 72' ( 3. Van Beek), 6. Van der Heijden 72' ( 38. Geertruida), 29. Verdonk 72' ( 15. Malacia), 26. Wehrmann 72' ( 23. Kökçü), 28. Toornstra 72' ( 35. Burger), 18. Ayoub 62' ( 10. Vilhena), 19. Berghuis 72' ( 17. Sinisterra), 32. Van Persie 62' ( 36. Touré), 11. Larsson 72' ( 7. Boëtius) |
| Stadion: Tissot Arena, Biel/Bienne Toeschouwers: 1.900 Scheidsrechter: Jaccottet                                                                                                |          |           | |                     | 22. Bijlow, 4. St. Juste 46' ( 2. Nieuwkoop), 33. Botteghin 72' ( 3. Van Beek), 6. Van der Heijden 72' ( 38. Geertruida), 29. Verdonk 72' ( 15. Malacia), 26. Wehrmann 72' ( 23. Kökçü), 28. Toornstra 72' ( 35. Burger), 18. Ayoub 62' ( 10. Vilhena), 19. Berghuis 72' ( 17. Sinisterra), 32. Van Persie 62' ( 36. Touré), 11. Larsson 72' ( 7. Boëtius) |
| Stadion: Tissot Arena, Biel/Bienne Toeschouwers: 1.900 Scheidsrechter: Jaccottet                                                                                                |          |           | |                     | 22. Bijlow, 4. St. Juste 46' ( 2. Nieuwkoop), 33. Botteghin 72' ( 3. Van Beek), 6. Van der Heijden 72' ( 38. Geertruida), 29. Verdonk 72' ( 15. Malacia), 26. Wehrmann 72' ( 23. Kökçü), 28. Toornstra 72' ( 35. Burger), 18. Ayoub 62' ( 10. Vilhena), 19. Berghuis 72' ( 17. Sinisterra), 32. Van Persie 62' ( 36. Touré), 11. Larsson 72' ( 7. Boëtius) |
| Bijz.: * In de 72e minuut nam Tonny Vilhena de aanvoerdersband over van Eric Botteghin. Afwezig: Vermeer en Haps . Vakantie: Jones, Tapia en Jørgensen. Rust: Amrabat en Vente. |          |           | |                     | |

| zaterdag 21 juli 2018 20:00 uur, Vriendschappelijk * | Fenerbahçe SK                                                                  | 3-3 (3-0) | Feyenoord                                                     | Opstelling Fenerbahçe SK | Opstelling Feyenoord |
| Stadion: Şükrü Saracoğlustadion, Istanboel Scheidsrechter: Kardeşler | 99. Elmas 7' 10. Guiliano 14' (pen.), 33' (pen.) 28. Valbuena 18' 10. Guiliano |           | 87', 90+6' (pen.) 19. Berghuis 90' 28. Toornstra 19. Berghuis |                          | 22. Bijlow, 4. St. Juste 63' ( 2. Nieuwkoop), 33. Botteghin , 6. Van der Heijden, 15. Malacia 80' ( 29. Verdonk), 26. Wehrmann 73' ( 18. Ayoub), 28. Toornstra, 10. Vilhena, 19. Berghuis 81', 32. Van Persie 73' ( 34. Vente), 11. Larsson |
| Stadion: Şükrü Saracoğlustadion, Istanboel Scheidsrechter: Kardeşler |                                                                                |           |                                                               |                          | 22. Bijlow, 4. St. Juste 63' ( 2. Nieuwkoop), 33. Botteghin , 6. Van der Heijden, 15. Malacia 80' ( 29. Verdonk), 26. Wehrmann 73' ( 18. Ayoub), 28. Toornstra, 10. Vilhena, 19. Berghuis 81', 32. Van Persie 73' ( 34. Vente), 11. Larsson |
| Stadion: Şükrü Saracoğlustadion, Istanboel Scheidsrechter: Kardeşler |                                                                                |           |                                                               |                          | 22. Bijlow, 4. St. Juste 63' ( 2. Nieuwkoop), 33. Botteghin , 6. Van der Heijden, 15. Malacia 80' ( 29. Verdonk), 26. Wehrmann 73' ( 18. Ayoub), 28. Toornstra, 10. Vilhena, 19. Berghuis 81', 32. Van Persie 73' ( 34. Vente), 11. Larsson |
| Bijz.: * Trainer Giovanni van Bronckhorst moest deze wedstrijd vanwege familieomstandigheden aan zich voorbij laten gaan. Hierdoor was Jean-Paul van Gastel tijdens deze wedstrijd de hoofdtrainer. Afwezig: Vermeer en Haps . Vakantie: Jørgensen. Rust: Tapia en Amrabat. Andere redenen: Sinisterra. |                                                                                |           |                                                               |                          | |

| woensdag 25 juli 2018 13:00 uur, Vriendschappelijk | Feyenoord            | 2-1 (1-0) | Plymouth Argyle FC | Opstelling Feyenoord | Opstelling Plymouth Argyle FC |
| Stadion: Trainingscomplex 1908, Rotterdam Toeschouwers: 0* Scheidsrechter: Dieperink | 34. Vente 35. Burger |           | 85' 11. Lameiras   | Opstelling onbekend  |                               |
| Stadion: Trainingscomplex 1908, Rotterdam Toeschouwers: 0* Scheidsrechter: Dieperink |                      |           |                    | Opstelling onbekend  |                               |
| Stadion: Trainingscomplex 1908, Rotterdam Toeschouwers: 0* Scheidsrechter: Dieperink |                      |           |                    | Opstelling onbekend  |                               |
| Bijz.: * Deze wedstrijd werd achter gesloten deuren gespeeld. ** Jean-Paul Boëtius weigerde na afloop van de wedstrijd tegen Fenerbahçe SK om mee te doen aan een looptraining voor invallers en ongebruikte spelers. Hierop werd hij voor een week teruggezet naar het beloftenelftal en kreeg hij een geldboete. Afwezig: Haps , Tapia en Boëtius **. Niet speelgerechtigd: Clasie. |                      |           |                    |                      |                               |

| zondag 29 juli 2018 14:30 uur, Vriendschappelijk * | Feyenoord                                                      | 2-1 (0-0) | Levante UD    | Opstelling Feyenoord | Opstelling Levante UD |
| Stadion: De Kuip, Rotterdam Toeschouwers: ± 30.000 Makkelie Assistenten: H. Steegstra Assistenten: M. Diks 4de official: Bijl | 28. Toornstra 53' 4. St. Juste 19. Berghuis 70' 32. Van Persie |           | 83' 23. Jason | 25. Jones , 4. St. Juste, 3. Van Beek, 6. Van der Heijden, 29. Verdonk 77' ( 15. Malacia), 8. Clasie 62' ( 21. Amrabat), 28. Toornstra, 10. Vilhena, 19. Berghuis, 32. Van Persie 77' ( 34. Vente), 11. Larsson |                       |
| Stadion: De Kuip, Rotterdam Toeschouwers: ± 30.000 Makkelie Assistenten: H. Steegstra Assistenten: M. Diks 4de official: Bijl |                                                                |           |               | 25. Jones , 4. St. Juste, 3. Van Beek, 6. Van der Heijden, 29. Verdonk 77' ( 15. Malacia), 8. Clasie 62' ( 21. Amrabat), 28. Toornstra, 10. Vilhena, 19. Berghuis, 32. Van Persie 77' ( 34. Vente), 11. Larsson |                       |
| Stadion: De Kuip, Rotterdam Toeschouwers: ± 30.000 Makkelie Assistenten: H. Steegstra Assistenten: M. Diks 4de official: Bijl |                                                                |           |               | 25. Jones , 4. St. Juste, 3. Van Beek, 6. Van der Heijden, 29. Verdonk 77' ( 15. Malacia), 8. Clasie 62' ( 21. Amrabat), 28. Toornstra, 10. Vilhena, 19. Berghuis, 32. Van Persie 77' ( 34. Vente), 11. Larsson |                       |
| Bijz.: * Voorafgaand aan dit duel werd een minuut stilte in acht worden genomen. Dit om de in het afgelopen jaar overleden Feyenoorders te herdenken. ** Jean-Paul Boëtius weigerde na afloop van de wedstrijd tegen Fenerbahçe SK om mee te doen aan een looptraining voor invallers en ongebruikte spelers. Hierop werd hij voor een week teruggezet naar het beloftenelftal en kreeg hij een geldboete. Afwezig: Vermeer , Haps , Ayoub , Tapia , Jørgensen en Boëtius . Andere redenen: Sinisterra. |                                                                |           |               | |                       |

### Augustus
| zaterdag 4 augustus 2018 18:00 uur, Johan Cruijff Schaal XXIII Finale * | PSV                                                                                          | 0-0 (0-0) 5-6 pen. | Feyenoord **                                                                                        | Opstelling PSV | Opstelling Feyenoord ** |  |
| Stadion: Philips Stadion, Eindhoven Toeschouwers: 31.000 Scheidsrechter: Gözübüyük Assistenten: R. van de Ven Assistenten: C. Schaap 4de official: Higler Video-assistenten: Makkelie Video-assistenten: E. Zeinstra | 9. De Jong 51'                                                                               |                    | | 1. Zoet, 22. Dumfries, 5. Schwaab, 4. Viergever, 6. Angeliño 56', 18. Rosario, 7. Pereiro, 8. Hendrix, 17. Bergwijn 83' ( 47. Mauro Jr.), 9. De Jong , 14. Malen 59' ( 11. Lozano) | 22. Bijlow, 4. St. Juste 50' 85' ( 2. Nieuwkoop), 33. Botteghin, 6. Van der Heijden, 29. Verdonk 78', 8. Clasie, 28. Toornstra 62' ( 21. Amrabat), 10. Vilhena, 19. Berghuis, 32. Van Persie 84' ( 34. Vente), 11. Larsson RESERVEBANK: 1. Vermeer, 30. Ten Hove, 2. Nieuwkoop, 3. Van Beek, 15. Malacia, 38. Geertruida, 21. Amrabat, 23. Kökçü, 27. El Hankouri, 35. Burger, 7. Boëtius, 34. Vente |  |
| Stadion: Philips Stadion, Eindhoven Toeschouwers: 31.000 Scheidsrechter: Gözübüyük Assistenten: R. van de Ven Assistenten: C. Schaap 4de official: Higler Video-assistenten: Makkelie Video-assistenten: E. Zeinstra | Pen.-serie                                                                                   |                    | | 1. Zoet, 22. Dumfries, 5. Schwaab, 4. Viergever, 6. Angeliño 56', 18. Rosario, 7. Pereiro, 8. Hendrix, 17. Bergwijn 83' ( 47. Mauro Jr.), 9. De Jong , 14. Malen 59' ( 11. Lozano) | 22. Bijlow, 4. St. Juste 50' 85' ( 2. Nieuwkoop), 33. Botteghin, 6. Van der Heijden, 29. Verdonk 78', 8. Clasie, 28. Toornstra 62' ( 21. Amrabat), 10. Vilhena, 19. Berghuis, 32. Van Persie 84' ( 34. Vente), 11. Larsson RESERVEBANK: 1. Vermeer, 30. Ten Hove, 2. Nieuwkoop, 3. Van Beek, 15. Malacia, 38. Geertruida, 21. Amrabat, 23. Kökçü, 27. El Hankouri, 35. Burger, 7. Boëtius, 34. Vente |  |
| Stadion: Philips Stadion, Eindhoven Toeschouwers: 31.000 Scheidsrechter: Gözübüyük Assistenten: R. van de Ven Assistenten: C. Schaap 4de official: Higler Video-assistenten: Makkelie Video-assistenten: E. Zeinstra | 7. Pereiro 8. Hendrix 5. Schwaab 9. De Jong 11. Lozano 47. Mauro Jr. 6. Angeliño 18. Rosario |                    | 6. Van der Heijden 19. Berghuis 34. Vente 11. Larsson 10. Vilhena 29. Verdonk 21. Amrabat 8. Clasie | 1. Zoet, 22. Dumfries, 5. Schwaab, 4. Viergever, 6. Angeliño 56', 18. Rosario, 7. Pereiro, 8. Hendrix, 17. Bergwijn 83' ( 47. Mauro Jr.), 9. De Jong , 14. Malen 59' ( 11. Lozano) | 22. Bijlow, 4. St. Juste 50' 85' ( 2. Nieuwkoop), 33. Botteghin, 6. Van der Heijden, 29. Verdonk 78', 8. Clasie, 28. Toornstra 62' ( 21. Amrabat), 10. Vilhena, 19. Berghuis, 32. Van Persie 84' ( 34. Vente), 11. Larsson RESERVEBANK: 1. Vermeer, 30. Ten Hove, 2. Nieuwkoop, 3. Van Beek, 15. Malacia, 38. Geertruida, 21. Amrabat, 23. Kökçü, 27. El Hankouri, 35. Burger, 7. Boëtius, 34. Vente |  |
| Bijz.: * Door een gelijke stand na 90 minuten werd de wedstrijd direct beslist door een strafschoppenserie. ** Winnaar Afwezig: Haps , Ayoub , Tapia , Jørgensen en Sinisterra                                       |                                                                                              |                    | | | |  |

| donderdag 9 augustus 2018 19:00 uur, Derde kwalificatieronde Europa League                                                                    | AS Trenčín                                                                        | 4-0 (3-0) | Feyenoord | Opstelling AS Trenčín | Opstelling Feyenoord |  |
| Stadion: Štadión pod Dubňom, Žilina Scheidsrechter: Schörgenhofer Assistenten: M. Gutschi Assistenten: A. Staudinger 4de official: Altmann    | 77. Mance 6', 37', 63' 8. Lawrence; 7. Čataković (2x) 13. Azango 44' 11. Sleegers |           |           | 24. Šemrinec, 5. Yem, 6. Šulek, 8. Lawrence, 2. Skovajsa, 7. Čataković, 25. El Mahdioui , 4. Zubairu 52' 84' ( 10. Ubbink), 11. Sleegers 42' 85' ( 15. Bukari), 77. Mance 66', 13. Azango | 22. Bijlow, 2. Nieuwkoop 90' ( 38. Geertruida), 3. Van Beek, 6. Van der Heijden, 29. Verdonk, 21. Amrabat 78', 8. Clasie 84', 28. Toornstra, 19. Berghuis, 34. Vente, 11. Larsson 61' ( 7. Boëtius) RESERVEBANK: 1. Vermeer, 15. Malacia, 38. Geertruida, 26. Wehrmann, 35. Burger, 7. Boëtius, 27. El Hankouri |  |
| Stadion: Štadión pod Dubňom, Žilina Scheidsrechter: Schörgenhofer Assistenten: M. Gutschi Assistenten: A. Staudinger 4de official: Altmann    |                                                                                   |           |           | 24. Šemrinec, 5. Yem, 6. Šulek, 8. Lawrence, 2. Skovajsa, 7. Čataković, 25. El Mahdioui , 4. Zubairu 52' 84' ( 10. Ubbink), 11. Sleegers 42' 85' ( 15. Bukari), 77. Mance 66', 13. Azango | 22. Bijlow, 2. Nieuwkoop 90' ( 38. Geertruida), 3. Van Beek, 6. Van der Heijden, 29. Verdonk, 21. Amrabat 78', 8. Clasie 84', 28. Toornstra, 19. Berghuis, 34. Vente, 11. Larsson 61' ( 7. Boëtius) RESERVEBANK: 1. Vermeer, 15. Malacia, 38. Geertruida, 26. Wehrmann, 35. Burger, 7. Boëtius, 27. El Hankouri |  |
| Stadion: Štadión pod Dubňom, Žilina Scheidsrechter: Schörgenhofer Assistenten: M. Gutschi Assistenten: A. Staudinger 4de official: Altmann    |                                                                                   |           |           | 24. Šemrinec, 5. Yem, 6. Šulek, 8. Lawrence, 2. Skovajsa, 7. Čataković, 25. El Mahdioui , 4. Zubairu 52' 84' ( 10. Ubbink), 11. Sleegers 42' 85' ( 15. Bukari), 77. Mance 66', 13. Azango | 22. Bijlow, 2. Nieuwkoop 90' ( 38. Geertruida), 3. Van Beek, 6. Van der Heijden, 29. Verdonk, 21. Amrabat 78', 8. Clasie 84', 28. Toornstra, 19. Berghuis, 34. Vente, 11. Larsson 61' ( 7. Boëtius) RESERVEBANK: 1. Vermeer, 15. Malacia, 38. Geertruida, 26. Wehrmann, 35. Burger, 7. Boëtius, 27. El Hankouri |  |
| Afwezig: Delle , St. Juste , Haps , Botteghin (privé-omstandigheden), Ayoub , Tapia , Jørgensen , Sinisterra , Van Persie (rust) en Vilhena . |                                                                                   |           |           | | |  |

| zondag 12 augustus 2018 14:30 uur, Speelronde 1 Eredivisie | De Graafschap                       | 2-0 (1-0) | Feyenoord | Opstelling De Graafschap | Opstelling Feyenoord |  |
| Stadion: Stadion De Vijverberg, Doetinchem Toeschouwers: 12.600 Scheidsrechter: Van Boekel Assistenten: E. Zeinstra Assistenten: C. Schaap 4de official: Van den Kerkhof Video-assistenten: Van de Graaf Video-assistenten: Van Herk | 22. Serrarens 31' 10. Nijland 90+4' |           |           | 17. Jurjus, 12. Abena, 23. S. Nieuwpoort , 3. Van de Pavert, 44. Owusu 74' ( 6. Klaasen), 18. Bakker 62' ( 28. Olijve), 10. Nijland 45+1', 5. Tutuarima, 11. Van Mieghem 70' ( 7. Narsingh), 22. Serrarens, 20. El Jebli 89' | 22. Bijlow, 4. St. Juste 46' ( 2. Nieuwkoop), 33. Botteghin 59', 67', 6. Van der Heijden, 29. Verdonk, 8. Clasie, 28. Toornstra 80' ( 17. Sinisterra), 10. Vilhena, 19. Berghuis, 32. Van Persie 74' ( 34. Vente), 7. Boëtius 80', 80' RESERVEBANK: 1. Vermeer, 13. Delle, 2. Nieuwkoop, 3. Van Beek, 15. Malacia, 38. Geertruida, 26. Wehrmann, 35. Burger, 11. Larsson, 17. Sinisterra, 34. Vente |  |
| Stadion: Stadion De Vijverberg, Doetinchem Toeschouwers: 12.600 Scheidsrechter: Van Boekel Assistenten: E. Zeinstra Assistenten: C. Schaap 4de official: Van den Kerkhof Video-assistenten: Van de Graaf Video-assistenten: Van Herk |                                     |           |           | 17. Jurjus, 12. Abena, 23. S. Nieuwpoort , 3. Van de Pavert, 44. Owusu 74' ( 6. Klaasen), 18. Bakker 62' ( 28. Olijve), 10. Nijland 45+1', 5. Tutuarima, 11. Van Mieghem 70' ( 7. Narsingh), 22. Serrarens, 20. El Jebli 89' | 22. Bijlow, 4. St. Juste 46' ( 2. Nieuwkoop), 33. Botteghin 59', 67', 6. Van der Heijden, 29. Verdonk, 8. Clasie, 28. Toornstra 80' ( 17. Sinisterra), 10. Vilhena, 19. Berghuis, 32. Van Persie 74' ( 34. Vente), 7. Boëtius 80', 80' RESERVEBANK: 1. Vermeer, 13. Delle, 2. Nieuwkoop, 3. Van Beek, 15. Malacia, 38. Geertruida, 26. Wehrmann, 35. Burger, 11. Larsson, 17. Sinisterra, 34. Vente |  |
| Stadion: Stadion De Vijverberg, Doetinchem Toeschouwers: 12.600 Scheidsrechter: Van Boekel Assistenten: E. Zeinstra Assistenten: C. Schaap 4de official: Van den Kerkhof Video-assistenten: Van de Graaf Video-assistenten: Van Herk |                                     |           |           | 17. Jurjus, 12. Abena, 23. S. Nieuwpoort , 3. Van de Pavert, 44. Owusu 74' ( 6. Klaasen), 18. Bakker 62' ( 28. Olijve), 10. Nijland 45+1', 5. Tutuarima, 11. Van Mieghem 70' ( 7. Narsingh), 22. Serrarens, 20. El Jebli 89' | 22. Bijlow, 4. St. Juste 46' ( 2. Nieuwkoop), 33. Botteghin 59', 67', 6. Van der Heijden, 29. Verdonk, 8. Clasie, 28. Toornstra 80' ( 17. Sinisterra), 10. Vilhena, 19. Berghuis, 32. Van Persie 74' ( 34. Vente), 7. Boëtius 80', 80' RESERVEBANK: 1. Vermeer, 13. Delle, 2. Nieuwkoop, 3. Van Beek, 15. Malacia, 38. Geertruida, 26. Wehrmann, 35. Burger, 11. Larsson, 17. Sinisterra, 34. Vente |  |
| Afwezig: Haps , Ayoub , Tapia , Amrabat en Jørgensen |                                     |           |           | | |  |

| donderdag 16 augustus 2018 20:30 uur, Derde kwalificatieronde Europa League                                                                           | Feyenoord                     | 1-1 (1-1) | AS Trenčín *              | Opstelling Feyenoord | Opstelling AS Trenčín * |  |
| Stadion: De Kuip, Rotterdam Toeschouwers: 31.500 Scheidsrechter: Kehlet Assistenten: H. Larsen Assistenten: H. Sørensen 4de official: Maae            | 33. Botteghin 8' 19. Berghuis |           | 9' 77. Mance 7. Čataković | 1. Vermeer, 2. Nieuwkoop 67' ( 38. Geertruida), 33. Botteghin 50', 6. Van der Heijden, 15. Malacia 83' ( 35. Burger), 8. Clasie, 28. Toornstra, 10. Vilhena, 19. Berghuis 43', 32. Van Persie 71' ( 34. Vente), 11. Larsson RESERVEBANK: 22. Bijlow, 3. Van Beek, 38. Geertruida, 35. Burger, 17. Sinisterra, 27. El Hankouri, 34. Vente | 24. Šemrinec, 5. Yem, 6. Šulek, 8. Lawrence, 2. Skovajsa 34', 7. Čataković, 25. El Mahdioui , 4. Zubairu 90+2' ( 10. Ubbink), 11. Sleegers, 77. Mance 86' ( 14. Umeh), 13. Azango |  |
| Stadion: De Kuip, Rotterdam Toeschouwers: 31.500 Scheidsrechter: Kehlet Assistenten: H. Larsen Assistenten: H. Sørensen 4de official: Maae            |                               |           |                           | 1. Vermeer, 2. Nieuwkoop 67' ( 38. Geertruida), 33. Botteghin 50', 6. Van der Heijden, 15. Malacia 83' ( 35. Burger), 8. Clasie, 28. Toornstra, 10. Vilhena, 19. Berghuis 43', 32. Van Persie 71' ( 34. Vente), 11. Larsson RESERVEBANK: 22. Bijlow, 3. Van Beek, 38. Geertruida, 35. Burger, 17. Sinisterra, 27. El Hankouri, 34. Vente | 24. Šemrinec, 5. Yem, 6. Šulek, 8. Lawrence, 2. Skovajsa 34', 7. Čataković, 25. El Mahdioui , 4. Zubairu 90+2' ( 10. Ubbink), 11. Sleegers, 77. Mance 86' ( 14. Umeh), 13. Azango |  |
| Stadion: De Kuip, Rotterdam Toeschouwers: 31.500 Scheidsrechter: Kehlet Assistenten: H. Larsen Assistenten: H. Sørensen 4de official: Maae            |                               |           |                           | 1. Vermeer, 2. Nieuwkoop 67' ( 38. Geertruida), 33. Botteghin 50', 6. Van der Heijden, 15. Malacia 83' ( 35. Burger), 8. Clasie, 28. Toornstra, 10. Vilhena, 19. Berghuis 43', 32. Van Persie 71' ( 34. Vente), 11. Larsson RESERVEBANK: 22. Bijlow, 3. Van Beek, 38. Geertruida, 35. Burger, 17. Sinisterra, 27. El Hankouri, 34. Vente | 24. Šemrinec, 5. Yem, 6. Šulek, 8. Lawrence, 2. Skovajsa 34', 7. Čataković, 25. El Mahdioui , 4. Zubairu 90+2' ( 10. Ubbink), 11. Sleegers, 77. Mance 86' ( 14. Umeh), 13. Azango |  |
| Bijz.: * Geplaatst voor vierde kwalificatieronde door winst over twee wedstrijden. Afwezig: St. Juste , Haps , Ayoub , Tapia , Jørgensen en Boëtius . |                               |           |                           | | |  |

| zondag 19 augustus 2018 14:30 uur, Speelronde 2 Eredivisie | Feyenoord                                                                                       | 3-0 (1-0) | Excelsior | Opstelling Feyenoord | Opstelling Excelsior |  |
| Stadion: De Kuip, Rotterdam Toeschouwers: 45.000 Scheidsrechter: Makkelie Assistenten: M. Diks Assistenten: H. Steegstra 4de official: C. Mulder Video-assistenten: Blom Video-assistenten: Gerrets | 32. Van Persie 17' 11. Larsson 4. St. Juste 77' 18. Ayoub 6. Van der Heijden 89' 32. Van Persie |           |           | 22. Bijlow, 2. Nieuwkoop 65' ( 4. St. Juste), 3. Van Beek, 6. Van der Heijden, 15. Malacia, 8. Clasie 70' ( 18. Ayoub), 28. Toornstra, 10. Vilhena, 19. Berghuis, 32. Van Persie , 11. Larsson 59' ( 27. El Hankouri) RESERVEBANK: 1. Vermeer, 13. Delle, 4. St. Juste, 29. Verdonk, 38. Geertruida, 18. Ayoub, 20. Tapia, 35. Burger, 17. Sinisterra, 27. El Hankouri, 34. Vente | 20. Stevens, 22. Fortes, 15. Mattheij, 3. Matthys, 28. Burnet, 8. Koolwijk , 14. Messaoud, 6. Schouten, 19. Anderson 86' ( 32. Fermina), 9. Ómarsson 76' ( 11. Caenepeel), 7. Hadouir 27' ( 24. Mahmudov) |  |
| Stadion: De Kuip, Rotterdam Toeschouwers: 45.000 Scheidsrechter: Makkelie Assistenten: M. Diks Assistenten: H. Steegstra 4de official: C. Mulder Video-assistenten: Blom Video-assistenten: Gerrets |                                                                                                 |           |           | 22. Bijlow, 2. Nieuwkoop 65' ( 4. St. Juste), 3. Van Beek, 6. Van der Heijden, 15. Malacia, 8. Clasie 70' ( 18. Ayoub), 28. Toornstra, 10. Vilhena, 19. Berghuis, 32. Van Persie , 11. Larsson 59' ( 27. El Hankouri) RESERVEBANK: 1. Vermeer, 13. Delle, 4. St. Juste, 29. Verdonk, 38. Geertruida, 18. Ayoub, 20. Tapia, 35. Burger, 17. Sinisterra, 27. El Hankouri, 34. Vente | 20. Stevens, 22. Fortes, 15. Mattheij, 3. Matthys, 28. Burnet, 8. Koolwijk , 14. Messaoud, 6. Schouten, 19. Anderson 86' ( 32. Fermina), 9. Ómarsson 76' ( 11. Caenepeel), 7. Hadouir 27' ( 24. Mahmudov) |  |
| Stadion: De Kuip, Rotterdam Toeschouwers: 45.000 Scheidsrechter: Makkelie Assistenten: M. Diks Assistenten: H. Steegstra 4de official: C. Mulder Video-assistenten: Blom Video-assistenten: Gerrets |                                                                                                 |           |           | 22. Bijlow, 2. Nieuwkoop 65' ( 4. St. Juste), 3. Van Beek, 6. Van der Heijden, 15. Malacia, 8. Clasie 70' ( 18. Ayoub), 28. Toornstra, 10. Vilhena, 19. Berghuis, 32. Van Persie , 11. Larsson 59' ( 27. El Hankouri) RESERVEBANK: 1. Vermeer, 13. Delle, 4. St. Juste, 29. Verdonk, 38. Geertruida, 18. Ayoub, 20. Tapia, 35. Burger, 17. Sinisterra, 27. El Hankouri, 34. Vente | 20. Stevens, 22. Fortes, 15. Mattheij, 3. Matthys, 28. Burnet, 8. Koolwijk , 14. Messaoud, 6. Schouten, 19. Anderson 86' ( 32. Fermina), 9. Ómarsson 76' ( 11. Caenepeel), 7. Hadouir 27' ( 24. Mahmudov) |  |
| Afwezig: Haps , Jørgensen , Botteghin en Boëtius . |                                                                                                 |           |           | | |  |

| zondag 26 augustus 2018 14:30 uur, Speelronde 3 Eredivisie | sc Heerenveen                                            | 3-5 (0-3) | Feyenoord | Opstelling sc Heerenveen | Opstelling Feyenoord |  |
| Stadion: Abe Lenstra Stadion, Heerenveen Toeschouwers: 21.700 Scheidsrechter: Kamphuis Assistenten: N. Siebert Assistenten: C. Dobre 4de official: Van der Laan Video-assistenten: Lindhout Video-assistenten: Cantineau | 8. Thorsby 71' 5. Pierie 86' 14. Bulthuis 89' 9. Lammers |           | 4', 45+1' 28. Toornstra 19. Berghuis 15' 32. Van Persie 8. Clasie 47' 15. Malacia 22. Bijlow 90+1' 18. Ayoub 11. Larsson | 1. Hahn, 12. Schmidt 84' ( 16. Woudenberg), 3. Høegh , 14. Bulthuis, 5. Pierie, 8. Thorsby, 18. Vlap, 21. Kobayashi, 17. Mihajlović 46' ( 10. Rienstra), 9. Lammers, 13. Zeneli 72' ( 26. Bruijn) | 22. Bijlow 89', 4. St. Juste, 33. Botteghin, 6. Van der Heijden, 15. Malacia, 8. Clasie 83' ( 18. Ayoub), 28. Toornstra 90+2' ( 20. Tapia), 10. Vilhena, 19. Berghuis, 32. Van Persie , 11. Larsson RESERVEBANK: 1. Vermeer, 13. Delle, 2. Nieuwkoop, 3. Van Beek, 29. Verdonk, 18. Ayoub, 20. Tapia, 17. Sinisterra, 27. El Hankouri, 34. Vente |  |
| Stadion: Abe Lenstra Stadion, Heerenveen Toeschouwers: 21.700 Scheidsrechter: Kamphuis Assistenten: N. Siebert Assistenten: C. Dobre 4de official: Van der Laan Video-assistenten: Lindhout Video-assistenten: Cantineau |                                                          |           | | 1. Hahn, 12. Schmidt 84' ( 16. Woudenberg), 3. Høegh , 14. Bulthuis, 5. Pierie, 8. Thorsby, 18. Vlap, 21. Kobayashi, 17. Mihajlović 46' ( 10. Rienstra), 9. Lammers, 13. Zeneli 72' ( 26. Bruijn) | 22. Bijlow 89', 4. St. Juste, 33. Botteghin, 6. Van der Heijden, 15. Malacia, 8. Clasie 83' ( 18. Ayoub), 28. Toornstra 90+2' ( 20. Tapia), 10. Vilhena, 19. Berghuis, 32. Van Persie , 11. Larsson RESERVEBANK: 1. Vermeer, 13. Delle, 2. Nieuwkoop, 3. Van Beek, 29. Verdonk, 18. Ayoub, 20. Tapia, 17. Sinisterra, 27. El Hankouri, 34. Vente |  |
| Stadion: Abe Lenstra Stadion, Heerenveen Toeschouwers: 21.700 Scheidsrechter: Kamphuis Assistenten: N. Siebert Assistenten: C. Dobre 4de official: Van der Laan Video-assistenten: Lindhout Video-assistenten: Cantineau |                                                          |           | | 1. Hahn, 12. Schmidt 84' ( 16. Woudenberg), 3. Høegh , 14. Bulthuis, 5. Pierie, 8. Thorsby, 18. Vlap, 21. Kobayashi, 17. Mihajlović 46' ( 10. Rienstra), 9. Lammers, 13. Zeneli 72' ( 26. Bruijn) | 22. Bijlow 89', 4. St. Juste, 33. Botteghin, 6. Van der Heijden, 15. Malacia, 8. Clasie 83' ( 18. Ayoub), 28. Toornstra 90+2' ( 20. Tapia), 10. Vilhena, 19. Berghuis, 32. Van Persie , 11. Larsson RESERVEBANK: 1. Vermeer, 13. Delle, 2. Nieuwkoop, 3. Van Beek, 29. Verdonk, 18. Ayoub, 20. Tapia, 17. Sinisterra, 27. El Hankouri, 34. Vente |  |
| Afwezig: Haps en Jørgensen |                                                          |           | | | |  |

### September
| zondag 2 september 2018 16:45 uur, Speelronde 4 Eredivisie | Feyenoord                                                                                            | 4-2 (1-1) | NAC Breda                                       | Opstelling Feyenoord | Opstelling NAC Breda |  |
| Stadion: De Kuip, Rotterdam Toeschouwers: 45.000 Scheidsrechter: Nijhuis Assistenten: R. van de Ven Assistenten: J. de Vries 4de official: Teuben Video-assistenten: Lindhout Video-assistenten: Gerrets | 32. Van Persie 24', 72' 19. Berghuis; 33. Botteghin 1. Van Leer 62' (e.d.) 10. Vilhena 78' 18. Ayoub |           | 34' (pen.) 28. Nijholt 81' 9. Te Vrede 40. Ilić | 22. Bijlow, 4. St. Juste, 33. Botteghin, 6. Van der Heijden, 15. Malacia 34', 8. Clasie, 28. Toornstra 74' ( 18. Ayoub), 10. Vilhena, 19. Berghuis, 32. Van Persie , 11. Larsson 46' ( 27. El Hankouri) RESERVEBANK: 1. Vermeer, 13. Delle, 2. Nieuwkoop, 3. Van Beek, 29. Verdonk, 18. Ayoub, 20. Tapia, 17. Sinisterra, 27. El Hankouri, 34. Vente | 1. Van Leer, 6. Verschueren, 4. Koch , 5. Mets, 21. Leigh, 27. Kali, 10. Fernandes 69' ( 33. Kastaneer), 28. Nijholt 68', 17. Rosheuvel, 9. Te Vrede, 8. El Allouchi 77' ( 40. Ilić) |  |
| Stadion: De Kuip, Rotterdam Toeschouwers: 45.000 Scheidsrechter: Nijhuis Assistenten: R. van de Ven Assistenten: J. de Vries 4de official: Teuben Video-assistenten: Lindhout Video-assistenten: Gerrets | |           |                                                 | 22. Bijlow, 4. St. Juste, 33. Botteghin, 6. Van der Heijden, 15. Malacia 34', 8. Clasie, 28. Toornstra 74' ( 18. Ayoub), 10. Vilhena, 19. Berghuis, 32. Van Persie , 11. Larsson 46' ( 27. El Hankouri) RESERVEBANK: 1. Vermeer, 13. Delle, 2. Nieuwkoop, 3. Van Beek, 29. Verdonk, 18. Ayoub, 20. Tapia, 17. Sinisterra, 27. El Hankouri, 34. Vente | 1. Van Leer, 6. Verschueren, 4. Koch , 5. Mets, 21. Leigh, 27. Kali, 10. Fernandes 69' ( 33. Kastaneer), 28. Nijholt 68', 17. Rosheuvel, 9. Te Vrede, 8. El Allouchi 77' ( 40. Ilić) |  |
| Stadion: De Kuip, Rotterdam Toeschouwers: 45.000 Scheidsrechter: Nijhuis Assistenten: R. van de Ven Assistenten: J. de Vries 4de official: Teuben Video-assistenten: Lindhout Video-assistenten: Gerrets | |           |                                                 | 22. Bijlow, 4. St. Juste, 33. Botteghin, 6. Van der Heijden, 15. Malacia 34', 8. Clasie, 28. Toornstra 74' ( 18. Ayoub), 10. Vilhena, 19. Berghuis, 32. Van Persie , 11. Larsson 46' ( 27. El Hankouri) RESERVEBANK: 1. Vermeer, 13. Delle, 2. Nieuwkoop, 3. Van Beek, 29. Verdonk, 18. Ayoub, 20. Tapia, 17. Sinisterra, 27. El Hankouri, 34. Vente | 1. Van Leer, 6. Verschueren, 4. Koch , 5. Mets, 21. Leigh, 27. Kali, 10. Fernandes 69' ( 33. Kastaneer), 28. Nijholt 68', 17. Rosheuvel, 9. Te Vrede, 8. El Allouchi 77' ( 40. Ilić) |  |
| Afwezig: Haps en Jørgensen | |           |                                                 | | |  |

| donderdag 6 september 2018 13:00 uur, Vriendschappelijk | Feyenoord **                                    | 4-1 | Jong N.E.C | Opstelling Feyenoord ** | Opstelling Jong N.E.C |
| Stadion: Trainingscomplex 1908, Rotterdam Toeschouwers: 0* | 9. Jørgensen 17. Sinisterra 19. Berghuis Zwarts |     |            | Opstelling onbekend     |                       |
| Stadion: Trainingscomplex 1908, Rotterdam Toeschouwers: 0* |                                                 |     |            | Opstelling onbekend     |                       |
| Stadion: Trainingscomplex 1908, Rotterdam Toeschouwers: 0* |                                                 |     |            | Opstelling onbekend     |                       |
| Bijz.: * Deze wedstrijd werd achter gesloten deuren gespeeld. ** Feyenoord speelde deze wedstrijd in het gele trainingsshirt. Afwezig: Haps Interlandverplichtingen: Nederland -20: Malacia, Wehrmann en Vente Jong Oranje: Bijlow en St. Juste : Vilhena : Larsson Jong Marokko: El Hankouri |                                                 |     |            |                         |                       |

| zondag 16 september 2018 12:15 uur, Speelronde 5 Eredivisie | AZ                           | 1-1 (1-1) | Feyenoord                    | Opstelling AZ | Opstelling Feyenoord |  |
| Stadion: AFAS Stadion, Alkmaar Scheidsrechter: Kuipers Assistenten: S. van Roekel Assistenten: E. Zeinstra 4de official: Van den Kerkhof Video-assistenten: Makkelie Video-assistenten: R. van de Ven | 28. Guðmundsson 5' 21. Boadu |           | 40' 19. Berghuis 11. Larsson | 1. Bizot, Jonas Svensson 37', 34. Van Rhijn, 12. Hatzidiakos 65' ( 26. Maher), 5. Ouwejan, 6. Midtsjø, 8. Koopmeiners, 10. Til , 28. Guðmundsson, 21. Boadu 34' ( 9. Johnsen), 11. Idrissi 81' ( 20. Seuntjens) | 22. Bijlow, 4. St. Juste, 33. Botteghin, 6. Van der Heijden, 15. Malacia, 8. Clasie 28', 28. Toornstra, 10. Vilhena, 19. Berghuis, 32. Van Persie 85' ( 9. Jørgensen), 11. Larsson 74' ( 17. Sinisterra) RESERVEBANK: 1. Vermeer, 13. Delle, 2. Nieuwkoop, 3. Van Beek, 29. Verdonk, 18. Ayoub, 20. Tapia, 9. Jørgensen, 17. Sinisterra, 27. El Hankouri, 34. Vente |  |
| Stadion: AFAS Stadion, Alkmaar Scheidsrechter: Kuipers Assistenten: S. van Roekel Assistenten: E. Zeinstra 4de official: Van den Kerkhof Video-assistenten: Makkelie Video-assistenten: R. van de Ven |                              |           |                              | 1. Bizot, Jonas Svensson 37', 34. Van Rhijn, 12. Hatzidiakos 65' ( 26. Maher), 5. Ouwejan, 6. Midtsjø, 8. Koopmeiners, 10. Til , 28. Guðmundsson, 21. Boadu 34' ( 9. Johnsen), 11. Idrissi 81' ( 20. Seuntjens) | 22. Bijlow, 4. St. Juste, 33. Botteghin, 6. Van der Heijden, 15. Malacia, 8. Clasie 28', 28. Toornstra, 10. Vilhena, 19. Berghuis, 32. Van Persie 85' ( 9. Jørgensen), 11. Larsson 74' ( 17. Sinisterra) RESERVEBANK: 1. Vermeer, 13. Delle, 2. Nieuwkoop, 3. Van Beek, 29. Verdonk, 18. Ayoub, 20. Tapia, 9. Jørgensen, 17. Sinisterra, 27. El Hankouri, 34. Vente |  |
| Stadion: AFAS Stadion, Alkmaar Scheidsrechter: Kuipers Assistenten: S. van Roekel Assistenten: E. Zeinstra 4de official: Van den Kerkhof Video-assistenten: Makkelie Video-assistenten: R. van de Ven |                              |           |                              | 1. Bizot, Jonas Svensson 37', 34. Van Rhijn, 12. Hatzidiakos 65' ( 26. Maher), 5. Ouwejan, 6. Midtsjø, 8. Koopmeiners, 10. Til , 28. Guðmundsson, 21. Boadu 34' ( 9. Johnsen), 11. Idrissi 81' ( 20. Seuntjens) | 22. Bijlow, 4. St. Juste, 33. Botteghin, 6. Van der Heijden, 15. Malacia, 8. Clasie 28', 28. Toornstra, 10. Vilhena, 19. Berghuis, 32. Van Persie 85' ( 9. Jørgensen), 11. Larsson 74' ( 17. Sinisterra) RESERVEBANK: 1. Vermeer, 13. Delle, 2. Nieuwkoop, 3. Van Beek, 29. Verdonk, 18. Ayoub, 20. Tapia, 9. Jørgensen, 17. Sinisterra, 27. El Hankouri, 34. Vente |  |
| Afwezig: Haps |                              |           |                              | | |  |

| zondag 23 september 2018 12:15 uur, Speelronde 6 Eredivisie | Feyenoord                       | 1-0 (0-0) | FC Utrecht | Opstelling Feyenoord | Opstelling FC Utrecht |  |
| Stadion: De Kuip, Rotterdam Toeschouwers: 45.000 Scheidsrechter: Higler Assistenten: R. Polman Assistenten: P. Langkamp 4de official: S. Mulder Video-assistenten: Kamphuis Video-assistenten: C. Schaap | 32. Van Persie 87' 4. St. Juste |           |            | 22. Bijlow, 4. St. Juste, 33. Botteghin, 6. Van der Heijden, 15. Malacia 70', 8. Clasie, 28. Toornstra 62' ( 9. Jørgensen), 10. Vilhena, 19. Berghuis, 32. Van Persie 88' ( 20. Tapia), 11. Larsson RESERVEBANK: 1. Vermeer, 13. Delle, 2. Nieuwkoop, 3. Van Beek, 29. Verdonk, 18. Ayoub, 20. Tapia, 9. Jørgensen, 17. Sinisterra, 27. El Hankouri, 34. Vente | 1. Jensen, 17. Klaiber, 15. Letschert, 14. Janssen , 5. Guwara, 8. Van Overeem, 24. Gavory 88' ( 27. Görtler), 10. Gustafson, 21. Tannane, 11. Dessers 71' ( 29. Venema), 7. Kerk |  |
| Stadion: De Kuip, Rotterdam Toeschouwers: 45.000 Scheidsrechter: Higler Assistenten: R. Polman Assistenten: P. Langkamp 4de official: S. Mulder Video-assistenten: Kamphuis Video-assistenten: C. Schaap |                                 |           |            | 22. Bijlow, 4. St. Juste, 33. Botteghin, 6. Van der Heijden, 15. Malacia 70', 8. Clasie, 28. Toornstra 62' ( 9. Jørgensen), 10. Vilhena, 19. Berghuis, 32. Van Persie 88' ( 20. Tapia), 11. Larsson RESERVEBANK: 1. Vermeer, 13. Delle, 2. Nieuwkoop, 3. Van Beek, 29. Verdonk, 18. Ayoub, 20. Tapia, 9. Jørgensen, 17. Sinisterra, 27. El Hankouri, 34. Vente | 1. Jensen, 17. Klaiber, 15. Letschert, 14. Janssen , 5. Guwara, 8. Van Overeem, 24. Gavory 88' ( 27. Görtler), 10. Gustafson, 21. Tannane, 11. Dessers 71' ( 29. Venema), 7. Kerk |  |
| Stadion: De Kuip, Rotterdam Toeschouwers: 45.000 Scheidsrechter: Higler Assistenten: R. Polman Assistenten: P. Langkamp 4de official: S. Mulder Video-assistenten: Kamphuis Video-assistenten: C. Schaap |                                 |           |            | 22. Bijlow, 4. St. Juste, 33. Botteghin, 6. Van der Heijden, 15. Malacia 70', 8. Clasie, 28. Toornstra 62' ( 9. Jørgensen), 10. Vilhena, 19. Berghuis, 32. Van Persie 88' ( 20. Tapia), 11. Larsson RESERVEBANK: 1. Vermeer, 13. Delle, 2. Nieuwkoop, 3. Van Beek, 29. Verdonk, 18. Ayoub, 20. Tapia, 9. Jørgensen, 17. Sinisterra, 27. El Hankouri, 34. Vente | 1. Jensen, 17. Klaiber, 15. Letschert, 14. Janssen , 5. Guwara, 8. Van Overeem, 24. Gavory 88' ( 27. Görtler), 10. Gustafson, 21. Tannane, 11. Dessers 71' ( 29. Venema), 7. Kerk |  |
| Afwezig: Haps |                                 |           |            | | |  |

| donderdag 27 september 2018 20:45 uur, KNVB Beker eerste ronde * | VV Gemert | 0-4 (0-2) | Feyenoord ***                                                                    | Opstelling VV Gemert | Opstelling Feyenoord *** |  |
| Stadion: SolarUnie Stadion, Helmond ** Toeschouwers: 4.200 Scheidsrechter: Van Boekel Assistenten: Y. Weterings Assistenten: D. Frijn 4de official: Gerrets |           |           | 11', 65', 71' 34. Vente 27. El Hankouri; 20. Tapia 45' 23. Kökçü 27. El Hankouri | 1. Barten, 3. Vermeulen 75' ( 4. Brugmans), 5. Van den Broek, 6. Den Dekker, 7. Kemper, 9. Van Pol , 12. Groen, 13. Jacobs, 15. Vereijken 81' ( 11. Lalisang), 18. Teuben, 25. Leyten 70' ( 34. Van Osch) | 1. Vermeer , 2. Nieuwkoop, 3. Van Beek, 6. Van der Heijden 61' ( 38. Geertruida), 29. Verdonk, 23. Kökçü 71' ( 35. Burger), 18. Ayoub, 20. Tapia, 17. Sinisterra, 34. Vente, 27. El Hankouri RESERVEBANK: 13. Delle, 22. Bijlow, 4. St. Juste, 15. Malacia, 38. Geertruida, 8. Clasie, 28. Toornstra, 35. Burger, 19. Berghuis, 32. Van Persie |  |
| Stadion: SolarUnie Stadion, Helmond ** Toeschouwers: 4.200 Scheidsrechter: Van Boekel Assistenten: Y. Weterings Assistenten: D. Frijn 4de official: Gerrets |           |           |                                                                                  | 1. Barten, 3. Vermeulen 75' ( 4. Brugmans), 5. Van den Broek, 6. Den Dekker, 7. Kemper, 9. Van Pol , 12. Groen, 13. Jacobs, 15. Vereijken 81' ( 11. Lalisang), 18. Teuben, 25. Leyten 70' ( 34. Van Osch) | 1. Vermeer , 2. Nieuwkoop, 3. Van Beek, 6. Van der Heijden 61' ( 38. Geertruida), 29. Verdonk, 23. Kökçü 71' ( 35. Burger), 18. Ayoub, 20. Tapia, 17. Sinisterra, 34. Vente, 27. El Hankouri RESERVEBANK: 13. Delle, 22. Bijlow, 4. St. Juste, 15. Malacia, 38. Geertruida, 8. Clasie, 28. Toornstra, 35. Burger, 19. Berghuis, 32. Van Persie |  |
| Stadion: SolarUnie Stadion, Helmond ** Toeschouwers: 4.200 Scheidsrechter: Van Boekel Assistenten: Y. Weterings Assistenten: D. Frijn 4de official: Gerrets |           |           |                                                                                  | 1. Barten, 3. Vermeulen 75' ( 4. Brugmans), 5. Van den Broek, 6. Den Dekker, 7. Kemper, 9. Van Pol , 12. Groen, 13. Jacobs, 15. Vereijken 81' ( 11. Lalisang), 18. Teuben, 25. Leyten 70' ( 34. Van Osch) | 1. Vermeer , 2. Nieuwkoop, 3. Van Beek, 6. Van der Heijden 61' ( 38. Geertruida), 29. Verdonk, 23. Kökçü 71' ( 35. Burger), 18. Ayoub, 20. Tapia, 17. Sinisterra, 34. Vente, 27. El Hankouri RESERVEBANK: 13. Delle, 22. Bijlow, 4. St. Juste, 15. Malacia, 38. Geertruida, 8. Clasie, 28. Toornstra, 35. Burger, 19. Berghuis, 32. Van Persie |  |
| Bijz.: * Alle betaalde voetbalorganisaties in Nederland stroomden tijdens deze ronde van dit toernooi in. Daarbij konden clubs die gedurende het seizoen Europees actief waren niet tegen elkaar loten. ** De wedstrijd vond plaats in Helmond, omdat de accommodatie van Gemert niet toereikend bevonden werd. *** Geplaatst voor de volgende ronde. Afwezig: Haps |           |           |                                                                                  | | |  |

| zondag 30 september 2018 16:45 uur, Speelronde 7 Eredivisie | Feyenoord                                             | 2-1 (0-1) | Vitesse      | Opstelling Feyenoord | Opstelling Vitesse |  |
| Stadion: De Kuip, Rotterdam Toeschouwers: 45.000 Scheidsrechter: Gözübüyük Assistenten: D. Goossens Assistenten: B. van Dongen 4de official: Blank Video-assistenten: Van den Kerkhof Video-assistenten: P. Langkamp | 33. Botteghin 47' 19. Berghuis 54' 32. Van Persie 88' |           | 32' 21. Bero | 1. Vermeer, 4. St. Juste, 33. Botteghin, 6. Van der Heijden, 15. Malacia, 8. Clasie 82' ( 18. Ayoub), 10. Vilhena, 28. Toornstra 46' ( 11. Larsson), 19. Berghuis, 32. Van Persie 90+1', 34. Vente 57' ( 9. Jørgensen) RESERVEBANK: 13. Delle, 30. Ten Hove, 2. Nieuwkoop, 3. Van Beek, 29. Verdonk, 18. Ayoub, 20. Tapia, 9. Jørgensen, 11. Larsson, 17. Sinisterra, 27. El Hankouri | 1. Eduardo, 8. Karavajev, 30. Doekhi 86', 90+5', 14. Clarke-Salter, 28. Büttner 63', 17. Serero, 10. Bruns 63', Foor, 7. Beerens 60' ( 13. Darfalou), 9. Matavž 75' ( 5. Clark), 21. Bero |  |
| Stadion: De Kuip, Rotterdam Toeschouwers: 45.000 Scheidsrechter: Gözübüyük Assistenten: D. Goossens Assistenten: B. van Dongen 4de official: Blank Video-assistenten: Van den Kerkhof Video-assistenten: P. Langkamp |                                                       |           |              | 1. Vermeer, 4. St. Juste, 33. Botteghin, 6. Van der Heijden, 15. Malacia, 8. Clasie 82' ( 18. Ayoub), 10. Vilhena, 28. Toornstra 46' ( 11. Larsson), 19. Berghuis, 32. Van Persie 90+1', 34. Vente 57' ( 9. Jørgensen) RESERVEBANK: 13. Delle, 30. Ten Hove, 2. Nieuwkoop, 3. Van Beek, 29. Verdonk, 18. Ayoub, 20. Tapia, 9. Jørgensen, 11. Larsson, 17. Sinisterra, 27. El Hankouri | 1. Eduardo, 8. Karavajev, 30. Doekhi 86', 90+5', 14. Clarke-Salter, 28. Büttner 63', 17. Serero, 10. Bruns 63', Foor, 7. Beerens 60' ( 13. Darfalou), 9. Matavž 75' ( 5. Clark), 21. Bero |  |
| Stadion: De Kuip, Rotterdam Toeschouwers: 45.000 Scheidsrechter: Gözübüyük Assistenten: D. Goossens Assistenten: B. van Dongen 4de official: Blank Video-assistenten: Van den Kerkhof Video-assistenten: P. Langkamp |                                                       |           |              | 1. Vermeer, 4. St. Juste, 33. Botteghin, 6. Van der Heijden, 15. Malacia, 8. Clasie 82' ( 18. Ayoub), 10. Vilhena, 28. Toornstra 46' ( 11. Larsson), 19. Berghuis, 32. Van Persie 90+1', 34. Vente 57' ( 9. Jørgensen) RESERVEBANK: 13. Delle, 30. Ten Hove, 2. Nieuwkoop, 3. Van Beek, 29. Verdonk, 18. Ayoub, 20. Tapia, 9. Jørgensen, 11. Larsson, 17. Sinisterra, 27. El Hankouri | 1. Eduardo, 8. Karavajev, 30. Doekhi 86', 90+5', 14. Clarke-Salter, 28. Büttner 63', 17. Serero, 10. Bruns 63', Foor, 7. Beerens 60' ( 13. Darfalou), 9. Matavž 75' ( 5. Clark), 21. Bero |  |
| Afwezig: Bijlow en Haps . |                                                       |           |              | | |  |

### Oktober
| zondag 7 oktober 2018 14:30 uur, Speelronde 8 Eredivisie | Willem II              | 1-1 (0-0) | Feyenoord               | Opstelling Willem II | Opstelling Feyenoord |  |
| Stadion: Koning Willem II Stadion, Tilburg Toeschouwers: 13.550 Scheidsrechter: Blom Assistenten: R. van de Ven Assistenten: R. Honig 4de official: Dieperink Video-assistenten: Martens Video-assistenten: S. van Roekel | 9. Sol 84' 18. Avdijaj |           | 72' (pen.) 19. Berghuis | 1. Wellenreuther, 15. Dankerlui, 2. Lewis, 3. Heerkens , 25. Meißner 72' 78' ( 11. Croux), 8. Llonch 36' 78' ( 21. Kristinsson 80'), 14. Crowley, 6. Lieftink 60', 7. Özbiliz 50' ( 17. Saddiki), 9. Sol, 18. Avdijaj | 1. Vermeer, 4. St. Juste, 33. Botteghin, 6. Van der Heijden, 15. Malacia 3', 8. Clasie 75', 32. Van Persie 73' ( 28. Toornstra), 10. Vilhena, 19. Berghuis, 9. Jørgensen, 11. Larsson 80' ( 3. Van Beek) RESERVEBANK: 13. Delle, 30. Ten Hove, 2. Nieuwkoop, 3. Van Beek, 29. Verdonk, 20. Tapia, 28. Toornstra, 35. Burger, 17. Sinisterra, 27. El Hankouri, 34. Vente |  |
| Stadion: Koning Willem II Stadion, Tilburg Toeschouwers: 13.550 Scheidsrechter: Blom Assistenten: R. van de Ven Assistenten: R. Honig 4de official: Dieperink Video-assistenten: Martens Video-assistenten: S. van Roekel |                        |           |                         | 1. Wellenreuther, 15. Dankerlui, 2. Lewis, 3. Heerkens , 25. Meißner 72' 78' ( 11. Croux), 8. Llonch 36' 78' ( 21. Kristinsson 80'), 14. Crowley, 6. Lieftink 60', 7. Özbiliz 50' ( 17. Saddiki), 9. Sol, 18. Avdijaj | 1. Vermeer, 4. St. Juste, 33. Botteghin, 6. Van der Heijden, 15. Malacia 3', 8. Clasie 75', 32. Van Persie 73' ( 28. Toornstra), 10. Vilhena, 19. Berghuis, 9. Jørgensen, 11. Larsson 80' ( 3. Van Beek) RESERVEBANK: 13. Delle, 30. Ten Hove, 2. Nieuwkoop, 3. Van Beek, 29. Verdonk, 20. Tapia, 28. Toornstra, 35. Burger, 17. Sinisterra, 27. El Hankouri, 34. Vente |  |
| Stadion: Koning Willem II Stadion, Tilburg Toeschouwers: 13.550 Scheidsrechter: Blom Assistenten: R. van de Ven Assistenten: R. Honig 4de official: Dieperink Video-assistenten: Martens Video-assistenten: S. van Roekel |                        |           |                         | 1. Wellenreuther, 15. Dankerlui, 2. Lewis, 3. Heerkens , 25. Meißner 72' 78' ( 11. Croux), 8. Llonch 36' 78' ( 21. Kristinsson 80'), 14. Crowley, 6. Lieftink 60', 7. Özbiliz 50' ( 17. Saddiki), 9. Sol, 18. Avdijaj | 1. Vermeer, 4. St. Juste, 33. Botteghin, 6. Van der Heijden, 15. Malacia 3', 8. Clasie 75', 32. Van Persie 73' ( 28. Toornstra), 10. Vilhena, 19. Berghuis, 9. Jørgensen, 11. Larsson 80' ( 3. Van Beek) RESERVEBANK: 13. Delle, 30. Ten Hove, 2. Nieuwkoop, 3. Van Beek, 29. Verdonk, 20. Tapia, 28. Toornstra, 35. Burger, 17. Sinisterra, 27. El Hankouri, 34. Vente |  |
| Afwezig: Bijlow , Haps en Ayoub . |                        |           |                         | | |  |

| zondag 21 oktober 2018 14:30 uur, Speelronde 9 Eredivisie | Feyenoord                                                   | 3-0 (2-0) | PEC Zwolle | Opstelling Feyenoord | Opstelling PEC Zwolle |  |
| Stadion: De Kuip, Rotterdam Toeschouwers: 45.600 Scheidsrechter: S. Mulder* Assistenten: R. Bluemink Assistenten: T. Hoekstra 4de official: Kooij Video-assistenten: Kuipers Video-assistenten: S. van Roekel | 8. Clasie 18' 9. Jørgensen 44' 19. Berghuis 73' 10. Vilhena |           |            | 22. Bijlow, 4. St. Juste 58', 33. Botteghin, 6. Van der Heijden, 29. Verdonk, 8. Clasie, 32. Van Persie , 10. Vilhena 82' ( 18. Ayoub), 19. Berghuis 76' ( 28. Toornstra), 9. Jørgensen, 11. Larsson 84' ( 27. El Hankouri) RESERVEBANK: 1. Vermeer, 13. Delle, 2. Nieuwkoop, 3. Van Beek, 15. Malacia, 18. Ayoub, 20. Tapia, 28. Toornstra, 17. Sinisterra, 27. El Hankouri, 34. Vente | 16. Van der Hart, 20. Ehizibue, 3. Lam, 29. Lachman, 5. Paal, 6. Hamer, 19. Dekker 76' ( 34. Bouy), 21. Namli, 14. Flemming 46' ( 13. Tripaldelli), 10. Scamacca), 9. Van Duinen) |  |
| Stadion: De Kuip, Rotterdam Toeschouwers: 45.600 Scheidsrechter: S. Mulder* Assistenten: R. Bluemink Assistenten: T. Hoekstra 4de official: Kooij Video-assistenten: Kuipers Video-assistenten: S. van Roekel |                                                             |           |            | 22. Bijlow, 4. St. Juste 58', 33. Botteghin, 6. Van der Heijden, 29. Verdonk, 8. Clasie, 32. Van Persie , 10. Vilhena 82' ( 18. Ayoub), 19. Berghuis 76' ( 28. Toornstra), 9. Jørgensen, 11. Larsson 84' ( 27. El Hankouri) RESERVEBANK: 1. Vermeer, 13. Delle, 2. Nieuwkoop, 3. Van Beek, 15. Malacia, 18. Ayoub, 20. Tapia, 28. Toornstra, 17. Sinisterra, 27. El Hankouri, 34. Vente | 16. Van der Hart, 20. Ehizibue, 3. Lam, 29. Lachman, 5. Paal, 6. Hamer, 19. Dekker 76' ( 34. Bouy), 21. Namli, 14. Flemming 46' ( 13. Tripaldelli), 10. Scamacca), 9. Van Duinen) |  |
| Stadion: De Kuip, Rotterdam Toeschouwers: 45.600 Scheidsrechter: S. Mulder* Assistenten: R. Bluemink Assistenten: T. Hoekstra 4de official: Kooij Video-assistenten: Kuipers Video-assistenten: S. van Roekel |                                                             |           |            | 22. Bijlow, 4. St. Juste 58', 33. Botteghin, 6. Van der Heijden, 29. Verdonk, 8. Clasie, 32. Van Persie , 10. Vilhena 82' ( 18. Ayoub), 19. Berghuis 76' ( 28. Toornstra), 9. Jørgensen, 11. Larsson 84' ( 27. El Hankouri) RESERVEBANK: 1. Vermeer, 13. Delle, 2. Nieuwkoop, 3. Van Beek, 15. Malacia, 18. Ayoub, 20. Tapia, 28. Toornstra, 17. Sinisterra, 27. El Hankouri, 34. Vente | 16. Van der Hart, 20. Ehizibue, 3. Lam, 29. Lachman, 5. Paal, 6. Hamer, 19. Dekker 76' ( 34. Bouy), 21. Namli, 14. Flemming 46' ( 13. Tripaldelli), 10. Scamacca), 9. Van Duinen) |  |
| Bijz.: * Oorspronkelijk zou Dennis Higler deze wedstrijd leiden. Hij meldde zich echter geblesseerd af, waardoor Siemen Mulder werd aangesteld. Afwezig: Haps                                                 |                                                             |           |            | | |  |

| zondag 28 oktober 2018 14:30 uur, Speelronde 10 Eredivisie | Ajax                                                                                                 | 3-0 (2-0) | Feyenoord | Opstelling Ajax | Opstelling Feyenoord |  |
| Stadion: Johan Cruijff ArenA, Amsterdam Toeschouwers: 53.720 Scheidsrechter: Kuipers Assistenten: S. van Roekel Assistenten: E. Zeinstra 4de official: S. Mulder Video-assistenten: Makkelie Video-assistenten: J. Balder | 22. Bijlow 23' (e.d.) 22. Ziyech 41' 7. Neres 58' 10. Tadić 80' 7. Neres 12. Mazraoui 84' 22. Ziyech |           |           | 24. Onana, 12. Mazraoui 50', 4. De Ligt , 17. Blind, 31. Tagliafico, 6. Van de Beek 86' ( 30. De Wit), 20. Schöne 46' ( 7. Neres), 21. De Jong, 22. Ziyech, 25. Dolberg 64' ( 9. Huntelaar), 10. Tadić | 22. Bijlow, 4. St. Juste 6' *, 33. Botteghin, 6. Van der Heijden, 29. Verdonk, 8. Clasie, 32. Van Persie 46' ( 2. Nieuwkoop), 10. Vilhena, 19. Berghuis 15', 9. Jørgensen 81' ( 34. Vente), 28. Toornstra 3' 66' ( 11. Larsson) RESERVEBANK: 1. Vermeer, 13. Delle, 2. Nieuwkoop, 3. Van Beek, 15. Malacia, 38. Geertruida, 18. Ayoub, 20. Tapia, 11. Larsson, 27. El Hankouri, 34. Vente |  |
| Stadion: Johan Cruijff ArenA, Amsterdam Toeschouwers: 53.720 Scheidsrechter: Kuipers Assistenten: S. van Roekel Assistenten: E. Zeinstra 4de official: S. Mulder Video-assistenten: Makkelie Video-assistenten: J. Balder | |           |           | 24. Onana, 12. Mazraoui 50', 4. De Ligt , 17. Blind, 31. Tagliafico, 6. Van de Beek 86' ( 30. De Wit), 20. Schöne 46' ( 7. Neres), 21. De Jong, 22. Ziyech, 25. Dolberg 64' ( 9. Huntelaar), 10. Tadić | 22. Bijlow, 4. St. Juste 6' *, 33. Botteghin, 6. Van der Heijden, 29. Verdonk, 8. Clasie, 32. Van Persie 46' ( 2. Nieuwkoop), 10. Vilhena, 19. Berghuis 15', 9. Jørgensen 81' ( 34. Vente), 28. Toornstra 3' 66' ( 11. Larsson) RESERVEBANK: 1. Vermeer, 13. Delle, 2. Nieuwkoop, 3. Van Beek, 15. Malacia, 38. Geertruida, 18. Ayoub, 20. Tapia, 11. Larsson, 27. El Hankouri, 34. Vente |  |
| Stadion: Johan Cruijff ArenA, Amsterdam Toeschouwers: 53.720 Scheidsrechter: Kuipers Assistenten: S. van Roekel Assistenten: E. Zeinstra 4de official: S. Mulder Video-assistenten: Makkelie Video-assistenten: J. Balder | |           |           | 24. Onana, 12. Mazraoui 50', 4. De Ligt , 17. Blind, 31. Tagliafico, 6. Van de Beek 86' ( 30. De Wit), 20. Schöne 46' ( 7. Neres), 21. De Jong, 22. Ziyech, 25. Dolberg 64' ( 9. Huntelaar), 10. Tadić | 22. Bijlow, 4. St. Juste 6' *, 33. Botteghin, 6. Van der Heijden, 29. Verdonk, 8. Clasie, 32. Van Persie 46' ( 2. Nieuwkoop), 10. Vilhena, 19. Berghuis 15', 9. Jørgensen 81' ( 34. Vente), 28. Toornstra 3' 66' ( 11. Larsson) RESERVEBANK: 1. Vermeer, 13. Delle, 2. Nieuwkoop, 3. Van Beek, 15. Malacia, 38. Geertruida, 18. Ayoub, 20. Tapia, 11. Larsson, 27. El Hankouri, 34. Vente |  |
| Bijz.: * Scheidsrechter Kuipers toonde Jerry. St. Juste eerst de gele kaart. Na ingreep van VAR Danny Makkelie werd dit echter omgedraaid naar een rode kaart. Afwezig: Haps en Sinisterra                                | |           |           | | |  |

### November
| donderdag 1 november 2018 20:45 uur, KNVB Beker tweede ronde                                                          | Feyenoord * | 5-1 (2-1) | ADO Den Haag      | Opstelling Feyenoord * | Opstelling ADO Den Haag |  |
| Stadion: De Kuip, Rotterdam Scheidsrechter: Kamphuis Assistenten: R. Honig Assistenten: P. Langkamp 4de official: Bax | 9. Jørgensen 17', 55', 81' 2. Nieuwkoop; 11. Larsson 33. Botteghin 44' 19. Berghuis 11. Larsson 89' 10. Vilhena |           | 7' 23. El Khayati | 1. Vermeer, 2. Nieuwkoop, 33. Botteghin, 6. Van der Heijden, 15. Malacia, 8. Clasie, 32. Van Persie 83' ( 18. Ayoub), 10. Vilhena, 19. Berghuis, 9. Jørgensen 82' ( 34. Vente), 11. Larsson RESERVEBANK: 13. Delle, 22. Bijlow, 3. Van Beek, 29. Verdonk, 38. Geertruida, 18. Ayoub, 20. Tapia, 28. Toornstra, 27. El Hankouri, 34. Vente | 22. Zwinkels, 3. Troupée 68' ( 11. Goossens), 4. Beugelsdijk 58', 5. Kanon, 8. Meijers , 2. Malone, 19. Pinas, 10. Immers 75' ( 33. Lorenzen), 77. Hooi, 23. El Khayati 63' ( 9. Necid), 7. Becker |  |
| Stadion: De Kuip, Rotterdam Scheidsrechter: Kamphuis Assistenten: R. Honig Assistenten: P. Langkamp 4de official: Bax | |           |                   | 1. Vermeer, 2. Nieuwkoop, 33. Botteghin, 6. Van der Heijden, 15. Malacia, 8. Clasie, 32. Van Persie 83' ( 18. Ayoub), 10. Vilhena, 19. Berghuis, 9. Jørgensen 82' ( 34. Vente), 11. Larsson RESERVEBANK: 13. Delle, 22. Bijlow, 3. Van Beek, 29. Verdonk, 38. Geertruida, 18. Ayoub, 20. Tapia, 28. Toornstra, 27. El Hankouri, 34. Vente | 22. Zwinkels, 3. Troupée 68' ( 11. Goossens), 4. Beugelsdijk 58', 5. Kanon, 8. Meijers , 2. Malone, 19. Pinas, 10. Immers 75' ( 33. Lorenzen), 77. Hooi, 23. El Khayati 63' ( 9. Necid), 7. Becker |  |
| Stadion: De Kuip, Rotterdam Scheidsrechter: Kamphuis Assistenten: R. Honig Assistenten: P. Langkamp 4de official: Bax | |           |                   | 1. Vermeer, 2. Nieuwkoop, 33. Botteghin, 6. Van der Heijden, 15. Malacia, 8. Clasie, 32. Van Persie 83' ( 18. Ayoub), 10. Vilhena, 19. Berghuis, 9. Jørgensen 82' ( 34. Vente), 11. Larsson RESERVEBANK: 13. Delle, 22. Bijlow, 3. Van Beek, 29. Verdonk, 38. Geertruida, 18. Ayoub, 20. Tapia, 28. Toornstra, 27. El Hankouri, 34. Vente | 22. Zwinkels, 3. Troupée 68' ( 11. Goossens), 4. Beugelsdijk 58', 5. Kanon, 8. Meijers , 2. Malone, 19. Pinas, 10. Immers 75' ( 33. Lorenzen), 77. Hooi, 23. El Khayati 63' ( 9. Necid), 7. Becker |  |
| Bijz.: * Geplaatst voor de volgende ronde. Afwezig: St. Juste , Haps en Sinisterra                                    | |           |                   | | |  |

| zondag 4 november 2018 16:45 uur, Speelronde 11 Eredivisie | Feyenoord | Gestaakt * | VVV-Venlo | Opstelling Feyenoord | Opstelling VVV-Venlo |  |
| Stadion: De Kuip, Rotterdam Scheidsrechter: Nijhuis Assistenten: R. De Nas Assistenten: N. Siebert 4de official: Van Herk Video-assistenten: Blank Video-assistenten: B. van Dongen                            |           |            |           | 22. Bijlow, 2. Nieuwkoop, 33. Botteghin, 6. Van der Heijden, 15. Malacia, 8. Clasie, 32. Van Persie , 10. Vilhena, 19. Berghuis, 9. Jørgensen, 11. Larsson RESERVEBANK: 1. Vermeer, 13. Delle, 3. Van Beek, 29. Verdonk, 38. Geertruida, 18. Ayoub, 20. Tapia, 28. Toornstra, 27. El Hankouri, 34. Vente | 1. Unnerstall, 2. Rutten, 13. Röseler, 3. Promes, 21. Borgmann, 9. Seuntjens, 6. Post , 31. Sušić, 10. Opoku, 26. Mlapa, 11. Grot |  |
| Stadion: De Kuip, Rotterdam Scheidsrechter: Nijhuis Assistenten: R. De Nas Assistenten: N. Siebert 4de official: Van Herk Video-assistenten: Blank Video-assistenten: B. van Dongen                            |           |            |           | 22. Bijlow, 2. Nieuwkoop, 33. Botteghin, 6. Van der Heijden, 15. Malacia, 8. Clasie, 32. Van Persie , 10. Vilhena, 19. Berghuis, 9. Jørgensen, 11. Larsson RESERVEBANK: 1. Vermeer, 13. Delle, 3. Van Beek, 29. Verdonk, 38. Geertruida, 18. Ayoub, 20. Tapia, 28. Toornstra, 27. El Hankouri, 34. Vente | 1. Unnerstall, 2. Rutten, 13. Röseler, 3. Promes, 21. Borgmann, 9. Seuntjens, 6. Post , 31. Sušić, 10. Opoku, 26. Mlapa, 11. Grot |  |
| Stadion: De Kuip, Rotterdam Scheidsrechter: Nijhuis Assistenten: R. De Nas Assistenten: N. Siebert 4de official: Van Herk Video-assistenten: Blank Video-assistenten: B. van Dongen                            |           |            |           | 22. Bijlow, 2. Nieuwkoop, 33. Botteghin, 6. Van der Heijden, 15. Malacia, 8. Clasie, 32. Van Persie , 10. Vilhena, 19. Berghuis, 9. Jørgensen, 11. Larsson RESERVEBANK: 1. Vermeer, 13. Delle, 3. Van Beek, 29. Verdonk, 38. Geertruida, 18. Ayoub, 20. Tapia, 28. Toornstra, 27. El Hankouri, 34. Vente | 1. Unnerstall, 2. Rutten, 13. Röseler, 3. Promes, 21. Borgmann, 9. Seuntjens, 6. Post , 31. Sušić, 10. Opoku, 26. Mlapa, 11. Grot |  |
| Bijz.: * Na 35 seconden spelen viel het stadionlicht uit. Nadat er een half uur tevergeefs was geprobeerd om dit te herstellen, werd de wedstrijd definitief gestaakt. Afwezig: St. Juste , Haps en Sinisterra |           |            |           | | |  |

| zondag 11 november 2018 16:45 uur, Speelronde 12 Eredivisie | Heracles Almelo | 0-2 (0-0) | Feyenoord                                            | Opstelling Heracles Almelo | Opstelling Feyenoord |  |
| Stadion: Polman Stadion, Almelo Toeschouwers: 11.754 Scheidsrechter: Lindhout Assistenten: R. Brondijk Assistenten: F. Jansen 4de official: C. Mulder Video-assistenten: Blom Video-assistenten: C. Schaap |                 |           | 59' (e.d.) 1. Blaswich 63' 28. Toornstra 29. Verdonk | 1. Blaswich, 2. Breukers , 31. Sama, 6. Van den Buijs, 5. Van Hintum 50', 14. Osman, 52. Merkel 66', 8. Duarte 71' ( 18. Drost), 17. Kuwas, 9. Dalmau 80' ( 19. Vermeij), 7. Peterson 80' ( 24. Dos Santos) | 22. Bijlow, 2. Nieuwkoop 83', 3. Van Beek, 6. Van der Heijden, 29. Verdonk, 8. Clasie , 28. Toornstra, 10. Vilhena, 19. Berghuis, 9. Jørgensen 81' ( 34. Vente), 11. Larsson 85' ( 27. El Hankouri) RESERVEBANK: 1. Vermeer, 13. Delle, 15. Malacia, 33. Botteghin, 38. Geertruida, 18. Ayoub, 20. Tapia, 27. El Hankouri, 34. Vente |  |
| Stadion: Polman Stadion, Almelo Toeschouwers: 11.754 Scheidsrechter: Lindhout Assistenten: R. Brondijk Assistenten: F. Jansen 4de official: C. Mulder Video-assistenten: Blom Video-assistenten: C. Schaap |                 |           |                                                      | 1. Blaswich, 2. Breukers , 31. Sama, 6. Van den Buijs, 5. Van Hintum 50', 14. Osman, 52. Merkel 66', 8. Duarte 71' ( 18. Drost), 17. Kuwas, 9. Dalmau 80' ( 19. Vermeij), 7. Peterson 80' ( 24. Dos Santos) | 22. Bijlow, 2. Nieuwkoop 83', 3. Van Beek, 6. Van der Heijden, 29. Verdonk, 8. Clasie , 28. Toornstra, 10. Vilhena, 19. Berghuis, 9. Jørgensen 81' ( 34. Vente), 11. Larsson 85' ( 27. El Hankouri) RESERVEBANK: 1. Vermeer, 13. Delle, 15. Malacia, 33. Botteghin, 38. Geertruida, 18. Ayoub, 20. Tapia, 27. El Hankouri, 34. Vente |  |
| Stadion: Polman Stadion, Almelo Toeschouwers: 11.754 Scheidsrechter: Lindhout Assistenten: R. Brondijk Assistenten: F. Jansen 4de official: C. Mulder Video-assistenten: Blom Video-assistenten: C. Schaap |                 |           |                                                      | 1. Blaswich, 2. Breukers , 31. Sama, 6. Van den Buijs, 5. Van Hintum 50', 14. Osman, 52. Merkel 66', 8. Duarte 71' ( 18. Drost), 17. Kuwas, 9. Dalmau 80' ( 19. Vermeij), 7. Peterson 80' ( 24. Dos Santos) | 22. Bijlow, 2. Nieuwkoop 83', 3. Van Beek, 6. Van der Heijden, 29. Verdonk, 8. Clasie , 28. Toornstra, 10. Vilhena, 19. Berghuis, 9. Jørgensen 81' ( 34. Vente), 11. Larsson 85' ( 27. El Hankouri) RESERVEBANK: 1. Vermeer, 13. Delle, 15. Malacia, 33. Botteghin, 38. Geertruida, 18. Ayoub, 20. Tapia, 27. El Hankouri, 34. Vente |  |
| Afwezig: St. Juste , Haps , Sinisterra en Van Persie |                 |           |                                                      | | |  |

| zondag 25 november 2018 14:30 uur, Speelronde 13 Eredivisie | Feyenoord                  | 1-0 (1-0) | FC Groningen | Opstelling Feyenoord | Opstelling FC Groningen |  |
| Stadion: De Kuip, Rotterdam Toeschouwers: 45.000 Scheidsrechter: Blom Assistenten: D. Goossens Assistenten: J. Balder 4de official: Martens Video-assistenten: Higler Video-assistenten: R. Bexkens | 28. Toornstra 7' 8. Clasie |           |              | 22. Bijlow, 2. Nieuwkoop, 33. Botteghin, 6. Van der Heijden, 15. Malacia 18', 8. Clasie , 28. Toornstra, 10. Vilhena, 19. Berghuis, 9. Jørgensen 69' ( 34. Vente), 11. Larsson 78' ( 18. Ayoub) RESERVEBANK: 1. Vermeer, 13. Delle, 3. Van Beek, 29. Verdonk, 38. Geertruida, 18. Ayoub, 20. Tapia, 23. Kökçü, 35. Burger, 27. El Hankouri, 34. Vente | 1. Padt, 42. Zeefuik, 4. Te Wierik , 24. Chabot, 29. Handwerker 39' 86' ( 33. Freriks), 7. Doan, 5. Memišević, 6. Reis 49' 82' ( 18. Mendes Moreira), 21. Warmerdam, 9. Cassierra 46' ( 23. Hrustić), 10. Mahi |  |
| Stadion: De Kuip, Rotterdam Toeschouwers: 45.000 Scheidsrechter: Blom Assistenten: D. Goossens Assistenten: J. Balder 4de official: Martens Video-assistenten: Higler Video-assistenten: R. Bexkens |                            |           |              | 22. Bijlow, 2. Nieuwkoop, 33. Botteghin, 6. Van der Heijden, 15. Malacia 18', 8. Clasie , 28. Toornstra, 10. Vilhena, 19. Berghuis, 9. Jørgensen 69' ( 34. Vente), 11. Larsson 78' ( 18. Ayoub) RESERVEBANK: 1. Vermeer, 13. Delle, 3. Van Beek, 29. Verdonk, 38. Geertruida, 18. Ayoub, 20. Tapia, 23. Kökçü, 35. Burger, 27. El Hankouri, 34. Vente | 1. Padt, 42. Zeefuik, 4. Te Wierik , 24. Chabot, 29. Handwerker 39' 86' ( 33. Freriks), 7. Doan, 5. Memišević, 6. Reis 49' 82' ( 18. Mendes Moreira), 21. Warmerdam, 9. Cassierra 46' ( 23. Hrustić), 10. Mahi |  |
| Stadion: De Kuip, Rotterdam Toeschouwers: 45.000 Scheidsrechter: Blom Assistenten: D. Goossens Assistenten: J. Balder 4de official: Martens Video-assistenten: Higler Video-assistenten: R. Bexkens |                            |           |              | 22. Bijlow, 2. Nieuwkoop, 33. Botteghin, 6. Van der Heijden, 15. Malacia 18', 8. Clasie , 28. Toornstra, 10. Vilhena, 19. Berghuis, 9. Jørgensen 69' ( 34. Vente), 11. Larsson 78' ( 18. Ayoub) RESERVEBANK: 1. Vermeer, 13. Delle, 3. Van Beek, 29. Verdonk, 38. Geertruida, 18. Ayoub, 20. Tapia, 23. Kökçü, 35. Burger, 27. El Hankouri, 34. Vente | 1. Padt, 42. Zeefuik, 4. Te Wierik , 24. Chabot, 29. Handwerker 39' 86' ( 33. Freriks), 7. Doan, 5. Memišević, 6. Reis 49' 82' ( 18. Mendes Moreira), 21. Warmerdam, 9. Cassierra 46' ( 23. Hrustić), 10. Mahi |  |
| Afwezig: St. Juste , Haps en Van Persie |                            |           |              | | |  |

### December
| zondag 2 december 2018 14:30 uur, Speelronde 14 Eredivisie | Feyenoord                                                  | 2-1 (2-0) | PSV                            | Opstelling Feyenoord | Opstelling PSV |  |
| Stadion: De Kuip, Rotterdam Toeschouwers: 47.500 Scheidsrechter: Gözübüyük Assistenten: C. Schaap Assistenten: J. de Vries 4de official: S. Mulder Video-assistenten: Nijhuis Video-assistenten: P. Langkamp | 9. Jørgensen 28' 19. Berghuis 11. Larsson 33' 4. St. Juste |           | 72' 17. Bergwijn 25. Gutiérrez | 22. Bijlow, 4. St. Juste, 3. Van Beek 26', 6. Van der Heijden, 15. Malacia 68', 8. Clasie 63' ( 18. Ayoub), 28. Toornstra, 10. Vilhena, 19. Berghuis, 9. Jørgensen 44' ( 34. Vente), 11. Larsson RESERVEBANK: 1. Vermeer, 13. Delle, 2. Nieuwkoop, 29. Verdonk, 38. Geertruida, 18. Ayoub, 20. Tapia, 17. Sinisterra, 27. El Hankouri, 32. Van Persie, 34. Vente | 1. Zoet, 22. Dumfries, 5. Schwaab, 4. Viergever 15', 6. Angeliño, 18. Rosario 52', 7. Pereiro 46' ( 14. Malen), 8. Hendrix 68' ( 25. Gutiérrez), 11. Lozano, 9. De Jong , 17. Bergwijn |  |
| Stadion: De Kuip, Rotterdam Toeschouwers: 47.500 Scheidsrechter: Gözübüyük Assistenten: C. Schaap Assistenten: J. de Vries 4de official: S. Mulder Video-assistenten: Nijhuis Video-assistenten: P. Langkamp |                                                            |           |                                | 22. Bijlow, 4. St. Juste, 3. Van Beek 26', 6. Van der Heijden, 15. Malacia 68', 8. Clasie 63' ( 18. Ayoub), 28. Toornstra, 10. Vilhena, 19. Berghuis, 9. Jørgensen 44' ( 34. Vente), 11. Larsson RESERVEBANK: 1. Vermeer, 13. Delle, 2. Nieuwkoop, 29. Verdonk, 38. Geertruida, 18. Ayoub, 20. Tapia, 17. Sinisterra, 27. El Hankouri, 32. Van Persie, 34. Vente | 1. Zoet, 22. Dumfries, 5. Schwaab, 4. Viergever 15', 6. Angeliño, 18. Rosario 52', 7. Pereiro 46' ( 14. Malen), 8. Hendrix 68' ( 25. Gutiérrez), 11. Lozano, 9. De Jong , 17. Bergwijn |  |
| Stadion: De Kuip, Rotterdam Toeschouwers: 47.500 Scheidsrechter: Gözübüyük Assistenten: C. Schaap Assistenten: J. de Vries 4de official: S. Mulder Video-assistenten: Nijhuis Video-assistenten: P. Langkamp |                                                            |           |                                | 22. Bijlow, 4. St. Juste, 3. Van Beek 26', 6. Van der Heijden, 15. Malacia 68', 8. Clasie 63' ( 18. Ayoub), 28. Toornstra, 10. Vilhena, 19. Berghuis, 9. Jørgensen 44' ( 34. Vente), 11. Larsson RESERVEBANK: 1. Vermeer, 13. Delle, 2. Nieuwkoop, 29. Verdonk, 38. Geertruida, 18. Ayoub, 20. Tapia, 17. Sinisterra, 27. El Hankouri, 32. Van Persie, 34. Vente | 1. Zoet, 22. Dumfries, 5. Schwaab, 4. Viergever 15', 6. Angeliño, 18. Rosario 52', 7. Pereiro 46' ( 14. Malen), 8. Hendrix 68' ( 25. Gutiérrez), 11. Lozano, 9. De Jong , 17. Bergwijn |  |
| Afwezig: Haps en Botteghin |                                                            |           |                                | | |  |

| donderdag 6 december 2018 20:00 uur, Inhaalronde 11 Eredivisie * | Feyenoord                                                                       | 4-1 (2-0) | VVV-Venlo               | Opstelling Feyenoord | Opstelling VVV-Venlo |  |
| Stadion: De Kuip, Rotterdam Toeschouwers: 40.000 Scheidsrechter: Higler Assistenten: R. de Nas Assistenten: N. Siebert 4de official: Van der Eijk Video-assistenten: Blom Video-assistenten: H. Steegstra                | 10. Vilhena 28' 32. Van Persie 33' 11. Larsson 55', 75' 19. Berghuis; 34. Vente |           | 58' 31. Sušić 26. Mlapa | 22. Bijlow, 4. St. Juste, 3. Van Beek, 6. Van der Heijden, 29. Verdonk, 8. Clasie, 28. Toornstra, 10. Vilhena 76' ( 18. Ayoub), 19. Berghuis 82' ( 17. Sinisterra), 32. Van Persie 68' ( 34. Vente), 11. Larsson RESERVEBANK: 1. Vermeer, 13. Delle, 2. Nieuwkoop, 38. Geertruida, 18. Ayoub, 20. Tapia, 23. Kökçü, 17. Sinisterra, 27. El Hankouri, 34. Vente | 1. Unnerstall, 2. Rutten, 3. Promes 78' ( 14. Kum), 13. Röseler, 21. Borgmann, 29. Linthorst 71' ( 34. S. Janssen), 20. Van Bruggen, 31. Sušić, 7. Samuelsen, 26. Mlapa 82' ( 35. Steijn), 11. Grot |  |
| Stadion: De Kuip, Rotterdam Toeschouwers: 40.000 Scheidsrechter: Higler Assistenten: R. de Nas Assistenten: N. Siebert 4de official: Van der Eijk Video-assistenten: Blom Video-assistenten: H. Steegstra                |                                                                                 |           |                         | 22. Bijlow, 4. St. Juste, 3. Van Beek, 6. Van der Heijden, 29. Verdonk, 8. Clasie, 28. Toornstra, 10. Vilhena 76' ( 18. Ayoub), 19. Berghuis 82' ( 17. Sinisterra), 32. Van Persie 68' ( 34. Vente), 11. Larsson RESERVEBANK: 1. Vermeer, 13. Delle, 2. Nieuwkoop, 38. Geertruida, 18. Ayoub, 20. Tapia, 23. Kökçü, 17. Sinisterra, 27. El Hankouri, 34. Vente | 1. Unnerstall, 2. Rutten, 3. Promes 78' ( 14. Kum), 13. Röseler, 21. Borgmann, 29. Linthorst 71' ( 34. S. Janssen), 20. Van Bruggen, 31. Sušić, 7. Samuelsen, 26. Mlapa 82' ( 35. Steijn), 11. Grot |  |
| Stadion: De Kuip, Rotterdam Toeschouwers: 40.000 Scheidsrechter: Higler Assistenten: R. de Nas Assistenten: N. Siebert 4de official: Van der Eijk Video-assistenten: Blom Video-assistenten: H. Steegstra                |                                                                                 |           |                         | 22. Bijlow, 4. St. Juste, 3. Van Beek, 6. Van der Heijden, 29. Verdonk, 8. Clasie, 28. Toornstra, 10. Vilhena 76' ( 18. Ayoub), 19. Berghuis 82' ( 17. Sinisterra), 32. Van Persie 68' ( 34. Vente), 11. Larsson RESERVEBANK: 1. Vermeer, 13. Delle, 2. Nieuwkoop, 38. Geertruida, 18. Ayoub, 20. Tapia, 23. Kökçü, 17. Sinisterra, 27. El Hankouri, 34. Vente | 1. Unnerstall, 2. Rutten, 3. Promes 78' ( 14. Kum), 13. Röseler, 21. Borgmann, 29. Linthorst 71' ( 34. S. Janssen), 20. Van Bruggen, 31. Sušić, 7. Samuelsen, 26. Mlapa 82' ( 35. Steijn), 11. Grot |  |
| Bijz.: * Deze wedstrijd was op zondag 4 november al begonnen, maar werd gestaakt omdat na 35 seconden het licht uitviel. De wedstrijd werd in zijn geheel overgespeeld. Afwezig: Haps , Jørgensen , Botteghin en Malacia |                                                                                 |           |                         | | |  |

| zondag 9 december 2018 14:30 uur, Speelronde 15 Eredivisie | FC Emmen      | 1-4 (0-0) | Feyenoord | Opstelling FC Emmen | Opstelling Feyenoord |  |
| Stadion: De Oude Meerdijk, Emmen Toeschouwers: 8.301 Scheidsrechter: Van Boekel Assistenten: R. van de Ven Assistenten: T. Hoekstra 4de official: Kooij Video-assistenten: Van den Kerkhof Video-assistenten: P. Inia | 6. Jansen 72' |           | 62' 6. Van der Heijden 19. Berghuis 66' (pen.), 70' 19. Berghuis 23. Kökçü 77' 23. Kökçü 19. Berghuis 89' (pen.) 10. Vilhena | 12. Scherpen, 2. Gronsveld 69' ( 25. Arias), 13. Veendorp, 4. Bakker 89', 3. Siekman 65', 22. Cavlan, 10. Bannink 78' ( 7. Marinus), 23. Bijl, 20. Chacón, 6. Jansen 88', 11. Niemeijer 87' ( 15. Suliman) | 22. Bijlow, 4. St. Juste 34' ( 2. Nieuwkoop), 3. Van Beek, 6. Van der Heijden, 15. Malacia, 8. Clasie , 28. Toornstra 45+1' ( 23. Kökçü), 10. Vilhena, 19. Berghuis, 34. Vente, 11. Larsson RESERVEBANK: 1. Vermeer, 13. Delle, 2. Nieuwkoop, 29. Verdonk, 33. Botteghin, 38. Geertruida, 18. Ayoub, 20. Tapia, 23. Kökçü, 17. Sinisterra, 27. El Hankouri, 39. Zwarts |  |
| Stadion: De Oude Meerdijk, Emmen Toeschouwers: 8.301 Scheidsrechter: Van Boekel Assistenten: R. van de Ven Assistenten: T. Hoekstra 4de official: Kooij Video-assistenten: Van den Kerkhof Video-assistenten: P. Inia |               |           | | 12. Scherpen, 2. Gronsveld 69' ( 25. Arias), 13. Veendorp, 4. Bakker 89', 3. Siekman 65', 22. Cavlan, 10. Bannink 78' ( 7. Marinus), 23. Bijl, 20. Chacón, 6. Jansen 88', 11. Niemeijer 87' ( 15. Suliman) | 22. Bijlow, 4. St. Juste 34' ( 2. Nieuwkoop), 3. Van Beek, 6. Van der Heijden, 15. Malacia, 8. Clasie , 28. Toornstra 45+1' ( 23. Kökçü), 10. Vilhena, 19. Berghuis, 34. Vente, 11. Larsson RESERVEBANK: 1. Vermeer, 13. Delle, 2. Nieuwkoop, 29. Verdonk, 33. Botteghin, 38. Geertruida, 18. Ayoub, 20. Tapia, 23. Kökçü, 17. Sinisterra, 27. El Hankouri, 39. Zwarts |  |
| Stadion: De Oude Meerdijk, Emmen Toeschouwers: 8.301 Scheidsrechter: Van Boekel Assistenten: R. van de Ven Assistenten: T. Hoekstra 4de official: Kooij Video-assistenten: Van den Kerkhof Video-assistenten: P. Inia |               |           | | 12. Scherpen, 2. Gronsveld 69' ( 25. Arias), 13. Veendorp, 4. Bakker 89', 3. Siekman 65', 22. Cavlan, 10. Bannink 78' ( 7. Marinus), 23. Bijl, 20. Chacón, 6. Jansen 88', 11. Niemeijer 87' ( 15. Suliman) | 22. Bijlow, 4. St. Juste 34' ( 2. Nieuwkoop), 3. Van Beek, 6. Van der Heijden, 15. Malacia, 8. Clasie , 28. Toornstra 45+1' ( 23. Kökçü), 10. Vilhena, 19. Berghuis, 34. Vente, 11. Larsson RESERVEBANK: 1. Vermeer, 13. Delle, 2. Nieuwkoop, 29. Verdonk, 33. Botteghin, 38. Geertruida, 18. Ayoub, 20. Tapia, 23. Kökçü, 17. Sinisterra, 27. El Hankouri, 39. Zwarts |  |
| Afwezig: Haps , Jørgensen en Van Persie . |               |           | | | |  |

| zondag 16 december 2018 16:45 uur, Speelronde 16 Eredivisie | Feyenoord | 0-2 (0-0) | Fortuna Sittard                                  | Opstelling Feyenoord | Opstelling Fortuna Sittard |  |
| Stadion: De Kuip, Rotterdam Toeschouwers: 42.500 Scheidsrechter: Manschot Assistenten: R. Bluemink Assistenten: P. Langkamp 4de official: Pérez Video-assistenten: Gözübüyük Video-assistenten: T. Hoekstra |           |           | 51' 25. Hutten 9. Novakovich 90' 8. El Messaoudi | 22. Bijlow, 2. Nieuwkoop, 3. Van Beek, 6. Van der Heijden 53' 67' ( 32. Van Persie), 15. Malacia, 8. Clasie 46' ( 20. Tapia), 23. Kökçü, 10. Vilhena, 19. Berghuis, 34. Vente, 11. Larsson RESERVEBANK: 1. Vermeer, 13. Delle, 29. Verdonk, 38. Geertruida, 20. Tapia, 26. Wehrmann, 35. Burger, 17. Sinisterra, 27. El Hankouri, 32. Van Persie, 39. Zwarts | 77. Koșelev, 4. Heerings, 5. Niňaj 78' ( 17. Ciranni), 3. Dammers, 23. Pinto, 25. Hutten, 10. Diemers 84' ( 2. Essers), 6. Smeets 68' ( 8. El Messaoudi), 34. Rodríguez, 19. Stokkers, 9. Novakovich |  |
| Stadion: De Kuip, Rotterdam Toeschouwers: 42.500 Scheidsrechter: Manschot Assistenten: R. Bluemink Assistenten: P. Langkamp 4de official: Pérez Video-assistenten: Gözübüyük Video-assistenten: T. Hoekstra |           |           |                                                  | 22. Bijlow, 2. Nieuwkoop, 3. Van Beek, 6. Van der Heijden 53' 67' ( 32. Van Persie), 15. Malacia, 8. Clasie 46' ( 20. Tapia), 23. Kökçü, 10. Vilhena, 19. Berghuis, 34. Vente, 11. Larsson RESERVEBANK: 1. Vermeer, 13. Delle, 29. Verdonk, 38. Geertruida, 20. Tapia, 26. Wehrmann, 35. Burger, 17. Sinisterra, 27. El Hankouri, 32. Van Persie, 39. Zwarts | 77. Koșelev, 4. Heerings, 5. Niňaj 78' ( 17. Ciranni), 3. Dammers, 23. Pinto, 25. Hutten, 10. Diemers 84' ( 2. Essers), 6. Smeets 68' ( 8. El Messaoudi), 34. Rodríguez, 19. Stokkers, 9. Novakovich |  |
| Stadion: De Kuip, Rotterdam Toeschouwers: 42.500 Scheidsrechter: Manschot Assistenten: R. Bluemink Assistenten: P. Langkamp 4de official: Pérez Video-assistenten: Gözübüyük Video-assistenten: T. Hoekstra |           |           |                                                  | 22. Bijlow, 2. Nieuwkoop, 3. Van Beek, 6. Van der Heijden 53' 67' ( 32. Van Persie), 15. Malacia, 8. Clasie 46' ( 20. Tapia), 23. Kökçü, 10. Vilhena, 19. Berghuis, 34. Vente, 11. Larsson RESERVEBANK: 1. Vermeer, 13. Delle, 29. Verdonk, 38. Geertruida, 20. Tapia, 26. Wehrmann, 35. Burger, 17. Sinisterra, 27. El Hankouri, 32. Van Persie, 39. Zwarts | 77. Koșelev, 4. Heerings, 5. Niňaj 78' ( 17. Ciranni), 3. Dammers, 23. Pinto, 25. Hutten, 10. Diemers 84' ( 2. Essers), 6. Smeets 68' ( 8. El Messaoudi), 34. Rodríguez, 19. Stokkers, 9. Novakovich |  |
| Afwezig: St. Juste , Haps , Jørgensen , Ayoub , Toornstra en Botteghin . |           |           |                                                  | | |  |

| donderdag 20 december 2018 20:45 uur, KNVB Beker achtste finale                                                                                   | Feyenoord *                 | 1-0 (1-0) | FC Utrecht | Opstelling Feyenoord * | Opstelling FC Utrecht |  |
| Stadion: De Kuip, Rotterdam Toeschouwers: 35.000 Scheidsrechter: Kuipers Assistenten: S. van Roekel Assistenten: E. Zeinstra 4de official: Teuben | 10. Vilhena 27' 11. Larsson |           |            | 1. Vermeer, 2. Nieuwkoop, 3. Van Beek, 6. Van der Heijden, 29. Verdonk, 8. Clasie 66' ( 20. Tapia), 28. Toornstra, 10. Vilhena 90+4', 19. Berghuis 46' ( 17. Sinisterra), 32. Van Persie 82' ( 9. Jørgensen), 11. Larsson RESERVEBANK: 13. Delle, 22. Bijlow, 15. Malacia, 38. Geertruida, 20. Tapia, 23. Kökçü, 26. Wehrmann, 35. Burger, 9. Jørgensen, 17. Sinisterra, 27. El Hankouri, 34. Vente | 1. Jensen, 17. Klaiber, 15. Letschert, 14. Janssen 75', 24. Gavory, 8. Van Overeem, 28. Emanuelson 71' ( 29. Venema), 10. Gustafson, 7. Kerk 78' ( 27. Görtler), 22. Van de Streek 57' ( 19. Bahebeck), 21. Tannane 77' |  |
| Stadion: De Kuip, Rotterdam Toeschouwers: 35.000 Scheidsrechter: Kuipers Assistenten: S. van Roekel Assistenten: E. Zeinstra 4de official: Teuben |                             |           |            | 1. Vermeer, 2. Nieuwkoop, 3. Van Beek, 6. Van der Heijden, 29. Verdonk, 8. Clasie 66' ( 20. Tapia), 28. Toornstra, 10. Vilhena 90+4', 19. Berghuis 46' ( 17. Sinisterra), 32. Van Persie 82' ( 9. Jørgensen), 11. Larsson RESERVEBANK: 13. Delle, 22. Bijlow, 15. Malacia, 38. Geertruida, 20. Tapia, 23. Kökçü, 26. Wehrmann, 35. Burger, 9. Jørgensen, 17. Sinisterra, 27. El Hankouri, 34. Vente | 1. Jensen, 17. Klaiber, 15. Letschert, 14. Janssen 75', 24. Gavory, 8. Van Overeem, 28. Emanuelson 71' ( 29. Venema), 10. Gustafson, 7. Kerk 78' ( 27. Görtler), 22. Van de Streek 57' ( 19. Bahebeck), 21. Tannane 77' |  |
| Stadion: De Kuip, Rotterdam Toeschouwers: 35.000 Scheidsrechter: Kuipers Assistenten: S. van Roekel Assistenten: E. Zeinstra 4de official: Teuben |                             |           |            | 1. Vermeer, 2. Nieuwkoop, 3. Van Beek, 6. Van der Heijden, 29. Verdonk, 8. Clasie 66' ( 20. Tapia), 28. Toornstra, 10. Vilhena 90+4', 19. Berghuis 46' ( 17. Sinisterra), 32. Van Persie 82' ( 9. Jørgensen), 11. Larsson RESERVEBANK: 13. Delle, 22. Bijlow, 15. Malacia, 38. Geertruida, 20. Tapia, 23. Kökçü, 26. Wehrmann, 35. Burger, 9. Jørgensen, 17. Sinisterra, 27. El Hankouri, 34. Vente | 1. Jensen, 17. Klaiber, 15. Letschert, 14. Janssen 75', 24. Gavory, 8. Van Overeem, 28. Emanuelson 71' ( 29. Venema), 10. Gustafson, 7. Kerk 78' ( 27. Görtler), 22. Van de Streek 57' ( 19. Bahebeck), 21. Tannane 77' |  |
| Bijz.: * Geplaatst voor de volgende ronde. Afwezig: St. Juste , Haps , Ayoub en Botteghin .                                                       |                             |           |            | | |  |

| zondag 23 december 2018 14:30 uur, Speelronde 17 Eredivisie | ADO Den Haag                  | 2-2 (1-1) | Feyenoord                                                   | Opstelling ADO Den Haag | Opstelling Feyenoord |  |
| Stadion: Cars Jeans Stadion, Den Haag Toeschouwers: 13.851 Scheidsrechter: Blom Assistenten: R. Brondijk Assistenten: R. Polman 4de official: Blank Video-assistenten: Nijhuis Video-assistenten: M. Diks | 23. El Khayati 4', 77' (pen.) |           | 45' 19. Berghuis 32. Van Persie 68' 11. Larsson 29. Verdonk | 22. Zwinkels, 3. Troupée, 4. Beugelsdijk 71', 5. Kanon, 8. Meijers , 10. Immers, 23. El Khayati, 17. Bakker, 7. Becker, 30. Falkenburg 78' ( 26. Goppel), 33. Lorenzen 78' ( 97. Zhang) | 22. Bijlow, 2. Nieuwkoop 3', 74', 3. Van Beek, 6. Van der Heijden, 29. Verdonk, 20. Tapia, 28. Toornstra 70' ( 23. Kökçü), 10. Vilhena, 19. Berghuis 43', 32. Van Persie 78' ( 38. Geertruida), 11. Larsson 89' ( 27. El Hankouri) RESERVEBANK: 1. Vermeer, 13. Delle, 15. Malacia, 38. Geertruida, 23. Kökçü, 26. Wehrmann, 35. Burger, 9. Jørgensen, 17. Sinisterra, 27. El Hankouri, 34. Vente |  |
| Stadion: Cars Jeans Stadion, Den Haag Toeschouwers: 13.851 Scheidsrechter: Blom Assistenten: R. Brondijk Assistenten: R. Polman 4de official: Blank Video-assistenten: Nijhuis Video-assistenten: M. Diks |                               |           |                                                             | 22. Zwinkels, 3. Troupée, 4. Beugelsdijk 71', 5. Kanon, 8. Meijers , 10. Immers, 23. El Khayati, 17. Bakker, 7. Becker, 30. Falkenburg 78' ( 26. Goppel), 33. Lorenzen 78' ( 97. Zhang) | 22. Bijlow, 2. Nieuwkoop 3', 74', 3. Van Beek, 6. Van der Heijden, 29. Verdonk, 20. Tapia, 28. Toornstra 70' ( 23. Kökçü), 10. Vilhena, 19. Berghuis 43', 32. Van Persie 78' ( 38. Geertruida), 11. Larsson 89' ( 27. El Hankouri) RESERVEBANK: 1. Vermeer, 13. Delle, 15. Malacia, 38. Geertruida, 23. Kökçü, 26. Wehrmann, 35. Burger, 9. Jørgensen, 17. Sinisterra, 27. El Hankouri, 34. Vente |  |
| Stadion: Cars Jeans Stadion, Den Haag Toeschouwers: 13.851 Scheidsrechter: Blom Assistenten: R. Brondijk Assistenten: R. Polman 4de official: Blank Video-assistenten: Nijhuis Video-assistenten: M. Diks |                               |           |                                                             | 22. Zwinkels, 3. Troupée, 4. Beugelsdijk 71', 5. Kanon, 8. Meijers , 10. Immers, 23. El Khayati, 17. Bakker, 7. Becker, 30. Falkenburg 78' ( 26. Goppel), 33. Lorenzen 78' ( 97. Zhang) | 22. Bijlow, 2. Nieuwkoop 3', 74', 3. Van Beek, 6. Van der Heijden, 29. Verdonk, 20. Tapia, 28. Toornstra 70' ( 23. Kökçü), 10. Vilhena, 19. Berghuis 43', 32. Van Persie 78' ( 38. Geertruida), 11. Larsson 89' ( 27. El Hankouri) RESERVEBANK: 1. Vermeer, 13. Delle, 15. Malacia, 38. Geertruida, 23. Kökçü, 26. Wehrmann, 35. Burger, 9. Jørgensen, 17. Sinisterra, 27. El Hankouri, 34. Vente |  |
| Afwezig: St. Juste , Haps , Clasie , Ayoub en Botteghin . |                               |           |                                                             | | |  |

De winterstop begon op 24 december 2018 en liep tot en met 17 januari 2019.

### Januari
| vrijdag 11 januari 2019 17:00 uur, Vriendschappelijk (Trainingskamp )    | Borussia Dortmund                 | 2-1 (0-0) | Feyenoord        | Opstelling Borussia Dortmund | Opstelling Feyenoord |
| Stadion: Estadio Municipal de Marbella, Marbella Scheidsrechter: Delgado | 20. Philipp 52' 13. Guerreiro 70' |           | 75' 2. Nieuwkoop |                              | 22. Bijlow, 4. St. Juste 64' ( 2. Nieuwkoop), 3. Van Beek, 6. Van der Heijden, 29. Verdonk 64' ( 15. Malacia), 8. Clasie , 28. Toornstra, 10. Vilhena, 19. Berghuis 71' ( 23. Kökçü), 9. Jørgensen 64' ( 34. Vente), 11. Larsson RESERVEBANK: 1. Vermeer, 13. Delle, 2. Nieuwkoop, 15. Malacia, 38. Geertruida, 18. Ayoub, 20. Tapia, 23. Kökçü, 17. Sinisterra, 27. El Hankouri, 34. Vente |
| Stadion: Estadio Municipal de Marbella, Marbella Scheidsrechter: Delgado |                                   |           |                  |                              | 22. Bijlow, 4. St. Juste 64' ( 2. Nieuwkoop), 3. Van Beek, 6. Van der Heijden, 29. Verdonk 64' ( 15. Malacia), 8. Clasie , 28. Toornstra, 10. Vilhena, 19. Berghuis 71' ( 23. Kökçü), 9. Jørgensen 64' ( 34. Vente), 11. Larsson RESERVEBANK: 1. Vermeer, 13. Delle, 2. Nieuwkoop, 15. Malacia, 38. Geertruida, 18. Ayoub, 20. Tapia, 23. Kökçü, 17. Sinisterra, 27. El Hankouri, 34. Vente |
| Stadion: Estadio Municipal de Marbella, Marbella Scheidsrechter: Delgado |                                   |           |                  |                              | 22. Bijlow, 4. St. Juste 64' ( 2. Nieuwkoop), 3. Van Beek, 6. Van der Heijden, 29. Verdonk 64' ( 15. Malacia), 8. Clasie , 28. Toornstra, 10. Vilhena, 19. Berghuis 71' ( 23. Kökçü), 9. Jørgensen 64' ( 34. Vente), 11. Larsson RESERVEBANK: 1. Vermeer, 13. Delle, 2. Nieuwkoop, 15. Malacia, 38. Geertruida, 18. Ayoub, 20. Tapia, 23. Kökçü, 17. Sinisterra, 27. El Hankouri, 34. Vente |
|                                                                          |                                   |           |                  |                              | |

| zaterdag 12 januari 2019 12:00 uur, Vriendschappelijk (Trainingskamp ) | Feyenoord                                                           | 4-2 (3-2) | Karlsruher SC                | Opstelling Feyenoord | Opstelling Karlsruher SC |
| Stadion: Marbella Football Center, Marbella Scheidsrechter: Onbekend   | 32. Van Persie 7', 25' 17. Sinisterra 9' 27. El Hankouri 54' (pen.) |           | 16' 9. Pourié 43' 2. Camoğlu | 1. Vermeer, 2. Nieuwkoop 67' ( 26. Wehrmann), 33. Botteghin, 38. Geertruida 76' ( 35. Burger), 5. Haps 46' ( 15. Malacia) 60' ( 24. Knoester), 20. Tapia, 23. Kökçü, 18. Ayoub, 17. Sinisterra, 32. Van Persie 60' ( 34. Vente), 27. El Hankouri RESERVEBANK: 13. Delle, 30. Ten Hove, 15. Malacia, 24. Knoester, 26. Wehrmann, 34. Vente, 35. Burger |                          |
| Stadion: Marbella Football Center, Marbella Scheidsrechter: Onbekend   |                                                                     |           |                              | 1. Vermeer, 2. Nieuwkoop 67' ( 26. Wehrmann), 33. Botteghin, 38. Geertruida 76' ( 35. Burger), 5. Haps 46' ( 15. Malacia) 60' ( 24. Knoester), 20. Tapia, 23. Kökçü, 18. Ayoub, 17. Sinisterra, 32. Van Persie 60' ( 34. Vente), 27. El Hankouri RESERVEBANK: 13. Delle, 30. Ten Hove, 15. Malacia, 24. Knoester, 26. Wehrmann, 34. Vente, 35. Burger |                          |
| Stadion: Marbella Football Center, Marbella Scheidsrechter: Onbekend   |                                                                     |           |                              | 1. Vermeer, 2. Nieuwkoop 67' ( 26. Wehrmann), 33. Botteghin, 38. Geertruida 76' ( 35. Burger), 5. Haps 46' ( 15. Malacia) 60' ( 24. Knoester), 20. Tapia, 23. Kökçü, 18. Ayoub, 17. Sinisterra, 32. Van Persie 60' ( 34. Vente), 27. El Hankouri RESERVEBANK: 13. Delle, 30. Ten Hove, 15. Malacia, 24. Knoester, 26. Wehrmann, 34. Vente, 35. Burger |                          |
|                                                                        |                                                                     |           |                              | |                          |

| zaterdag 19 januari 2019 19:45 uur, Speelronde 18 Eredivisie | PEC Zwolle                                                       | 3-1 (1-1) | Feyenoord                                           | Opstelling PEC Zwolle | Opstelling Feyenoord |  |
| Stadion: MAC³PARK stadion, Zwolle Toeschouwers: 13.850 Scheidsrechter: Van Boekel Assistenten: J. van Zuilen Assistenten: P. Langkamp 4de official: Dieperink Video-assistenten: Van de Graaf Video-assistenten: F. Vandeursen | 2. Van Polen 30' 7. Van Crooij 56' 5. Paal 21. Namli 77' 10. Thy |           | 34' 32. Van Persie 90+1' 28. Toornstra 4. St. Juste | 16. Van der Hart, 24. Ligeon, 2. Van Polen 66', 3. Lam, 5. Paal, 34. Bouy 87' ( 8. Leemans), 21. Namli, 22. Clement 79' ( 19. Dekker), 7. Van Crooij 74' ( 25. Elbers), 10. Thy, 9. Van Duinen | 22. Bijlow 61' ( 1. Vermeer), 4. St. Juste, 3. Van Beek, 6. Van der Heijden 82' ( 33. Botteghin), 29. Verdonk, 8. Clasie 85', 32. Van Persie 70' ( 28. Toornstra 90+6'), 10. Vilhena, 19. Berghuis, 9. Jørgensen, 11. Larsson RESERVEBANK: 1. Vermeer, 13. Delle, 5. Haps, 33. Botteghin, 18. Ayoub, 23. Kökçü, 26. Wehrmann, 28. Toornstra, 17. Sinisterra, 34. Vente |  |
| Stadion: MAC³PARK stadion, Zwolle Toeschouwers: 13.850 Scheidsrechter: Van Boekel Assistenten: J. van Zuilen Assistenten: P. Langkamp 4de official: Dieperink Video-assistenten: Van de Graaf Video-assistenten: F. Vandeursen |                                                                  |           |                                                     | 16. Van der Hart, 24. Ligeon, 2. Van Polen 66', 3. Lam, 5. Paal, 34. Bouy 87' ( 8. Leemans), 21. Namli, 22. Clement 79' ( 19. Dekker), 7. Van Crooij 74' ( 25. Elbers), 10. Thy, 9. Van Duinen | 22. Bijlow 61' ( 1. Vermeer), 4. St. Juste, 3. Van Beek, 6. Van der Heijden 82' ( 33. Botteghin), 29. Verdonk, 8. Clasie 85', 32. Van Persie 70' ( 28. Toornstra 90+6'), 10. Vilhena, 19. Berghuis, 9. Jørgensen, 11. Larsson RESERVEBANK: 1. Vermeer, 13. Delle, 5. Haps, 33. Botteghin, 18. Ayoub, 23. Kökçü, 26. Wehrmann, 28. Toornstra, 17. Sinisterra, 34. Vente |  |
| Stadion: MAC³PARK stadion, Zwolle Toeschouwers: 13.850 Scheidsrechter: Van Boekel Assistenten: J. van Zuilen Assistenten: P. Langkamp 4de official: Dieperink Video-assistenten: Van de Graaf Video-assistenten: F. Vandeursen |                                                                  |           |                                                     | 16. Van der Hart, 24. Ligeon, 2. Van Polen 66', 3. Lam, 5. Paal, 34. Bouy 87' ( 8. Leemans), 21. Namli, 22. Clement 79' ( 19. Dekker), 7. Van Crooij 74' ( 25. Elbers), 10. Thy, 9. Van Duinen | 22. Bijlow 61' ( 1. Vermeer), 4. St. Juste, 3. Van Beek, 6. Van der Heijden 82' ( 33. Botteghin), 29. Verdonk, 8. Clasie 85', 32. Van Persie 70' ( 28. Toornstra 90+6'), 10. Vilhena, 19. Berghuis, 9. Jørgensen, 11. Larsson RESERVEBANK: 1. Vermeer, 13. Delle, 5. Haps, 33. Botteghin, 18. Ayoub, 23. Kökçü, 26. Wehrmann, 28. Toornstra, 17. Sinisterra, 34. Vente |  |
| Afwezig: Nieuwkoop , Malacia en Geertruida . |                                                                  |           |                                                     | | |  |

| woensdag 23 januari 2019 20:45 uur, KNVB Beker kwartfinale | Feyenoord *                                                                                       | 4-1 (1-0) | Fortuna Sittard   | Opstelling Feyenoord * | Opstelling Fortuna Sittard |  |
| Stadion: De Kuip, Rotterdam Toeschouwers: 25.000 Scheidsrechter: Gözübüyük Assistenten: C. Schaap Assistenten: J. de Vries 4de official: Oostrom Video-assistenten: Lindhout Video-assistenten: J. Balder | 32. Van Persie 34', 68' (pen.) 4. St. Juste 3. Van Beek 82' 11. Larsson 19. Berghuis 90+4' (pen.) |           | 54' 9. Novakovich | 1. Vermeer, 4. St. Juste, 3. Van Beek, 6. Van der Heijden, 29. Verdonk, 8. Clasie, 32. Van Persie 86' ( 28. Toornstra), 10. Vilhena, 19. Berghuis, 9. Jørgensen 87' ( 34. Vente), 11. Larsson RESERVEBANK: 13. Delle, 30. Ten Hove, 2. Nieuwkoop, 5. Haps, 33. Botteghin, 18. Ayoub, 23. Kökçü, 26. Wehrmann, 28. Toornstra, 17. Sinisterra, 34. Vente | 77. Koșelev, 2. Essers, 6. Smeets, 4. Heerings, 23. Pinto 75' 86' ( 13. Ospitalieri), 25. Hutten 78' ( 7. Vidigal), 34. Rodríguez, 10. Diemers, 8. El Messaoudi, 19. Stokkers, 9. Novakovich 86' ( 14. Semedo) |  |
| Stadion: De Kuip, Rotterdam Toeschouwers: 25.000 Scheidsrechter: Gözübüyük Assistenten: C. Schaap Assistenten: J. de Vries 4de official: Oostrom Video-assistenten: Lindhout Video-assistenten: J. Balder |                                                                                                   |           |                   | 1. Vermeer, 4. St. Juste, 3. Van Beek, 6. Van der Heijden, 29. Verdonk, 8. Clasie, 32. Van Persie 86' ( 28. Toornstra), 10. Vilhena, 19. Berghuis, 9. Jørgensen 87' ( 34. Vente), 11. Larsson RESERVEBANK: 13. Delle, 30. Ten Hove, 2. Nieuwkoop, 5. Haps, 33. Botteghin, 18. Ayoub, 23. Kökçü, 26. Wehrmann, 28. Toornstra, 17. Sinisterra, 34. Vente | 77. Koșelev, 2. Essers, 6. Smeets, 4. Heerings, 23. Pinto 75' 86' ( 13. Ospitalieri), 25. Hutten 78' ( 7. Vidigal), 34. Rodríguez, 10. Diemers, 8. El Messaoudi, 19. Stokkers, 9. Novakovich 86' ( 14. Semedo) |  |
| Stadion: De Kuip, Rotterdam Toeschouwers: 25.000 Scheidsrechter: Gözübüyük Assistenten: C. Schaap Assistenten: J. de Vries 4de official: Oostrom Video-assistenten: Lindhout Video-assistenten: J. Balder |                                                                                                   |           |                   | 1. Vermeer, 4. St. Juste, 3. Van Beek, 6. Van der Heijden, 29. Verdonk, 8. Clasie, 32. Van Persie 86' ( 28. Toornstra), 10. Vilhena, 19. Berghuis, 9. Jørgensen 87' ( 34. Vente), 11. Larsson RESERVEBANK: 13. Delle, 30. Ten Hove, 2. Nieuwkoop, 5. Haps, 33. Botteghin, 18. Ayoub, 23. Kökçü, 26. Wehrmann, 28. Toornstra, 17. Sinisterra, 34. Vente | 77. Koșelev, 2. Essers, 6. Smeets, 4. Heerings, 23. Pinto 75' 86' ( 13. Ospitalieri), 25. Hutten 78' ( 7. Vidigal), 34. Rodríguez, 10. Diemers, 8. El Messaoudi, 19. Stokkers, 9. Novakovich 86' ( 14. Semedo) |  |
| Bijz.: * Geplaatst voor de volgende ronde. Afwezig: Bijlow , Malacia en Geertruida |                                                                                                   |           |                   | | |  |

| zondag 27 januari 2019 14:30 uur, Speelronde 19 Eredivisie | Feyenoord | 6-2 (3-2) | Ajax                         | Opstelling Feyenoord | Opstelling Ajax |  |
| Stadion: De Kuip, Rotterdam Toeschouwers: 47.500 Scheidsrechter: Makkelie Assistenten: M. Diks Assistenten: H. Steegstra 4de official: Lindhout Video-assistenten: Kuipers Video-assistenten: S. van Roekel | 28. Toornstra 16' 19. Berghuis 31' 28. Toornstra 32. Van Persie 42', 56' 28. Toornstra; 19. Berghuis 10. Vilhena 75' 28. Toornstra 18. Ayoub 84' 9. Jørgensen |           | 8' 20. Schöne 33' 22. Ziyech | 1. Vermeer, 4. St. Juste, 33. Botteghin, 3. Van Beek, 29. Verdonk 73' ( 5. Haps), 8. Clasie, 28. Toornstra, 10. Vilhena, 19. Berghuis 83' ( 18. Ayoub), 32. Van Persie 68' ( 9. Jørgensen), 11. Larsson RESERVEBANK: 13. Delle, 30. Ten Hove, 2. Nieuwkoop, 5. Haps, 6. Van der Heijden, 18. Ayoub, 23. Kökçü, 26. Wehrmann, 9. Jørgensen, 17. Sinisterra, 34. Vente | 24. Onana, 12. Mazraoui, 4. De Ligt , 16. Magallán 60' ( 8. Sinkgraven), 17. Blind, 20. Schöne, 6. Van de Beek 59' ( 7. Neres), 21. De Jong, 22. Ziyech, 25. Dolberg 72' ( 9. Huntelaar), 10. Tadić |  |
| Stadion: De Kuip, Rotterdam Toeschouwers: 47.500 Scheidsrechter: Makkelie Assistenten: M. Diks Assistenten: H. Steegstra 4de official: Lindhout Video-assistenten: Kuipers Video-assistenten: S. van Roekel | |           |                              | 1. Vermeer, 4. St. Juste, 33. Botteghin, 3. Van Beek, 29. Verdonk 73' ( 5. Haps), 8. Clasie, 28. Toornstra, 10. Vilhena, 19. Berghuis 83' ( 18. Ayoub), 32. Van Persie 68' ( 9. Jørgensen), 11. Larsson RESERVEBANK: 13. Delle, 30. Ten Hove, 2. Nieuwkoop, 5. Haps, 6. Van der Heijden, 18. Ayoub, 23. Kökçü, 26. Wehrmann, 9. Jørgensen, 17. Sinisterra, 34. Vente | 24. Onana, 12. Mazraoui, 4. De Ligt , 16. Magallán 60' ( 8. Sinkgraven), 17. Blind, 20. Schöne, 6. Van de Beek 59' ( 7. Neres), 21. De Jong, 22. Ziyech, 25. Dolberg 72' ( 9. Huntelaar), 10. Tadić |  |
| Stadion: De Kuip, Rotterdam Toeschouwers: 47.500 Scheidsrechter: Makkelie Assistenten: M. Diks Assistenten: H. Steegstra 4de official: Lindhout Video-assistenten: Kuipers Video-assistenten: S. van Roekel | |           |                              | 1. Vermeer, 4. St. Juste, 33. Botteghin, 3. Van Beek, 29. Verdonk 73' ( 5. Haps), 8. Clasie, 28. Toornstra, 10. Vilhena, 19. Berghuis 83' ( 18. Ayoub), 32. Van Persie 68' ( 9. Jørgensen), 11. Larsson RESERVEBANK: 13. Delle, 30. Ten Hove, 2. Nieuwkoop, 5. Haps, 6. Van der Heijden, 18. Ayoub, 23. Kökçü, 26. Wehrmann, 9. Jørgensen, 17. Sinisterra, 34. Vente | 24. Onana, 12. Mazraoui, 4. De Ligt , 16. Magallán 60' ( 8. Sinkgraven), 17. Blind, 20. Schöne, 6. Van de Beek 59' ( 7. Neres), 21. De Jong, 22. Ziyech, 25. Dolberg 72' ( 9. Huntelaar), 10. Tadić |  |
| Afwezig: Bijlow , Malacia en Geertruida | |           |                              | | |  |

### Februari
| zondag 3 februari 2019 12:15 uur, Speelronde 20 Eredivisie | Excelsior                                                       | 2-1 (0-0) | Feyenoord          | Opstelling Excelsior | Opstelling Feyenoord |  |
| Stadion: Van Donge & De Roo Stadion, Rotterdam Toeschouwers: 4.400 Scheidsrechter: Kamphuis Assistenten: D. Goossens Assistenten: B. van Dongen 4de official: Teuben Video-assistenten: Higler Video-assistenten: R. Bluemink | 14. Messaoud 63' 10. Bruins 5. Van der Meer 90' 34. El Hamdaoui |           | 54' 32. Van Persie | 1. Damen, 2. Horemans, 15. Mattheij, 4. Oude Kotte, 28. Burnet, 6. Schouten 59', 14. Messaoud 77' ( 11. Eckert), 8. Koolwijk, 18. Edwards 90' ( 5. Van der Meer 90'), 34. El Hamdaoui, 10. Bruins 72' ( 19. Anderson) | 1. Vermeer, 4. St. Juste, 3. Van Beek, 6. Van der Heijden 84' ( 9. Jørgensen), 29. Verdonk 66' ( 5. Haps), 8. Clasie, 28. Toornstra 76' ( 18. Ayoub), 10. Vilhena 73', 19. Berghuis, 32. Van Persie , 11. Larsson RESERVEBANK: 13. Delle, 30. Ten Hove, 2. Nieuwkoop, 5. Haps, 24. Martina, 18. Ayoub, 23. Kökçü, 26. Wehrmann, 9. Jørgensen, 17. Sinisterra, 34. Vente |  |
| Stadion: Van Donge & De Roo Stadion, Rotterdam Toeschouwers: 4.400 Scheidsrechter: Kamphuis Assistenten: D. Goossens Assistenten: B. van Dongen 4de official: Teuben Video-assistenten: Higler Video-assistenten: R. Bluemink |                                                                 |           |                    | 1. Damen, 2. Horemans, 15. Mattheij, 4. Oude Kotte, 28. Burnet, 6. Schouten 59', 14. Messaoud 77' ( 11. Eckert), 8. Koolwijk, 18. Edwards 90' ( 5. Van der Meer 90'), 34. El Hamdaoui, 10. Bruins 72' ( 19. Anderson) | 1. Vermeer, 4. St. Juste, 3. Van Beek, 6. Van der Heijden 84' ( 9. Jørgensen), 29. Verdonk 66' ( 5. Haps), 8. Clasie, 28. Toornstra 76' ( 18. Ayoub), 10. Vilhena 73', 19. Berghuis, 32. Van Persie , 11. Larsson RESERVEBANK: 13. Delle, 30. Ten Hove, 2. Nieuwkoop, 5. Haps, 24. Martina, 18. Ayoub, 23. Kökçü, 26. Wehrmann, 9. Jørgensen, 17. Sinisterra, 34. Vente |  |
| Stadion: Van Donge & De Roo Stadion, Rotterdam Toeschouwers: 4.400 Scheidsrechter: Kamphuis Assistenten: D. Goossens Assistenten: B. van Dongen 4de official: Teuben Video-assistenten: Higler Video-assistenten: R. Bluemink |                                                                 |           |                    | 1. Damen, 2. Horemans, 15. Mattheij, 4. Oude Kotte, 28. Burnet, 6. Schouten 59', 14. Messaoud 77' ( 11. Eckert), 8. Koolwijk, 18. Edwards 90' ( 5. Van der Meer 90'), 34. El Hamdaoui, 10. Bruins 72' ( 19. Anderson) | 1. Vermeer, 4. St. Juste, 3. Van Beek, 6. Van der Heijden 84' ( 9. Jørgensen), 29. Verdonk 66' ( 5. Haps), 8. Clasie, 28. Toornstra 76' ( 18. Ayoub), 10. Vilhena 73', 19. Berghuis, 32. Van Persie , 11. Larsson RESERVEBANK: 13. Delle, 30. Ten Hove, 2. Nieuwkoop, 5. Haps, 24. Martina, 18. Ayoub, 23. Kökçü, 26. Wehrmann, 9. Jørgensen, 17. Sinisterra, 34. Vente |  |
| Afwezig: Bijlow , Malacia , Botteghin en Geertruida . |                                                                 |           |                    | | |  |

| zaterdag 9 februari 2019 20:45 uur, Speelronde 21 Eredivisie | Feyenoord                                                                                          | 4-0 (1-0) | De Graafschap | Opstelling Feyenoord | Opstelling De Graafschap |  |
| Stadion: De Kuip, Rotterdam Toeschouwers: 40.000 Scheidsrechter: Lindhout Assistenten: R. de Nas Assistenten: N. Siebert 4de official: Kooij Video-assistenten: Nijhuis Video-assistenten: M. Osseweijer | 10. Vilhena 28' 11. Larsson 29. Verdonk 52' 4. St. Juste 54' 8. Clasie 28. Toornstra 63' 8. Clasie |           |               | 1. Vermeer, 4. St. Juste, 3. Van Beek, 24. Martina, 29. Verdonk 72' ( 18. Ayoub), 8. Clasie, 28. Toornstra, 10. Vilhena, 19. Berghuis, 32. Van Persie 64' ( 9. Jørgensen), 11. Larsson 79' ( 23. Kökçü) RESERVEBANK: 13. Delle, 30. Ten Hove, 2. Nieuwkoop, 6. Van der Heijden, 38. Geertruida, 18. Ayoub, 23. Kökçü, 26. Wehrmann, 9. Jørgensen, 17. Sinisterra, 34. Vente | 1. Jurjus, 44. Owusu, 23. S. Nieuwpoort, 2. Straalman , 15. Ligeon, 28. Olijve 75' ( 18. Bakker), 21. Matusiwa, 20. El Jebli, 7. Narsingh 69' ( 22. Serrarens), 35. Benschop 38' 85' ( 11. Van Mieghem), 25. Burgzorg |  |
| Stadion: De Kuip, Rotterdam Toeschouwers: 40.000 Scheidsrechter: Lindhout Assistenten: R. de Nas Assistenten: N. Siebert 4de official: Kooij Video-assistenten: Nijhuis Video-assistenten: M. Osseweijer | |           |               | 1. Vermeer, 4. St. Juste, 3. Van Beek, 24. Martina, 29. Verdonk 72' ( 18. Ayoub), 8. Clasie, 28. Toornstra, 10. Vilhena, 19. Berghuis, 32. Van Persie 64' ( 9. Jørgensen), 11. Larsson 79' ( 23. Kökçü) RESERVEBANK: 13. Delle, 30. Ten Hove, 2. Nieuwkoop, 6. Van der Heijden, 38. Geertruida, 18. Ayoub, 23. Kökçü, 26. Wehrmann, 9. Jørgensen, 17. Sinisterra, 34. Vente | 1. Jurjus, 44. Owusu, 23. S. Nieuwpoort, 2. Straalman , 15. Ligeon, 28. Olijve 75' ( 18. Bakker), 21. Matusiwa, 20. El Jebli, 7. Narsingh 69' ( 22. Serrarens), 35. Benschop 38' 85' ( 11. Van Mieghem), 25. Burgzorg |  |
| Stadion: De Kuip, Rotterdam Toeschouwers: 40.000 Scheidsrechter: Lindhout Assistenten: R. de Nas Assistenten: N. Siebert 4de official: Kooij Video-assistenten: Nijhuis Video-assistenten: M. Osseweijer | |           |               | 1. Vermeer, 4. St. Juste, 3. Van Beek, 24. Martina, 29. Verdonk 72' ( 18. Ayoub), 8. Clasie, 28. Toornstra, 10. Vilhena, 19. Berghuis, 32. Van Persie 64' ( 9. Jørgensen), 11. Larsson 79' ( 23. Kökçü) RESERVEBANK: 13. Delle, 30. Ten Hove, 2. Nieuwkoop, 6. Van der Heijden, 38. Geertruida, 18. Ayoub, 23. Kökçü, 26. Wehrmann, 9. Jørgensen, 17. Sinisterra, 34. Vente | 1. Jurjus, 44. Owusu, 23. S. Nieuwpoort, 2. Straalman , 15. Ligeon, 28. Olijve 75' ( 18. Bakker), 21. Matusiwa, 20. El Jebli, 7. Narsingh 69' ( 22. Serrarens), 35. Benschop 38' 85' ( 11. Van Mieghem), 25. Burgzorg |  |
| Afwezig: Bijlow , Haps , Malacia en Botteghin . | |           |               | | |  |

| zondag 17 februari 2019 14:30 uur, Speelronde 22 Eredivisie | FC Groningen                     | 1-0 (1-0) | Feyenoord | Opstelling FC Groningen | Opstelling Feyenoord |  |
| Stadion: NoordLease Stadion, Groningen Toeschouwers: 20.259 Scheidsrechter: Makkelie Assistenten: M. Diks Assistenten: H. Steegstra 4de official: Van der Eijk Video-assistenten: Bax Video-assistenten: A. Boonman | 3. Van Beek 26' (e.d.) 15. Bruns |           |           | 1. Padt, 42. Zeefuik, 4. Te Wierik , 24. Chabot, 29. Handwerker, 7. Doan, 5. Memišević, 6. Reis, 15. Bruns 81' ( 19. Gladon), 10. Mahi 86' ( 14. El Hankouri), 9. Sierhuis 71' ( 8. Bel Hassani) | 1. Vermeer, 4. St. Juste, 3. Van Beek, 24. Martina, 29. Verdonk 72' ( 18. Ayoub), 8. Clasie, 32. Van Persie , 10. Vilhena 61', 19. Berghuis, 9. Jørgensen, 28. Toornstra 54' ( 11. Larsson) RESERVEBANK: 13. Delle, 30. Ten Hove, 2. Nieuwkoop, 6. Van der Heijden, 38. Geertruida, 18. Ayoub, 23. Kökçü, 26. Wehrmann, 11. Larsson, 17. Sinisterra, 34. Vente |  |
| Stadion: NoordLease Stadion, Groningen Toeschouwers: 20.259 Scheidsrechter: Makkelie Assistenten: M. Diks Assistenten: H. Steegstra 4de official: Van der Eijk Video-assistenten: Bax Video-assistenten: A. Boonman |                                  |           |           | 1. Padt, 42. Zeefuik, 4. Te Wierik , 24. Chabot, 29. Handwerker, 7. Doan, 5. Memišević, 6. Reis, 15. Bruns 81' ( 19. Gladon), 10. Mahi 86' ( 14. El Hankouri), 9. Sierhuis 71' ( 8. Bel Hassani) | 1. Vermeer, 4. St. Juste, 3. Van Beek, 24. Martina, 29. Verdonk 72' ( 18. Ayoub), 8. Clasie, 32. Van Persie , 10. Vilhena 61', 19. Berghuis, 9. Jørgensen, 28. Toornstra 54' ( 11. Larsson) RESERVEBANK: 13. Delle, 30. Ten Hove, 2. Nieuwkoop, 6. Van der Heijden, 38. Geertruida, 18. Ayoub, 23. Kökçü, 26. Wehrmann, 11. Larsson, 17. Sinisterra, 34. Vente |  |
| Stadion: NoordLease Stadion, Groningen Toeschouwers: 20.259 Scheidsrechter: Makkelie Assistenten: M. Diks Assistenten: H. Steegstra 4de official: Van der Eijk Video-assistenten: Bax Video-assistenten: A. Boonman |                                  |           |           | 1. Padt, 42. Zeefuik, 4. Te Wierik , 24. Chabot, 29. Handwerker, 7. Doan, 5. Memišević, 6. Reis, 15. Bruns 81' ( 19. Gladon), 10. Mahi 86' ( 14. El Hankouri), 9. Sierhuis 71' ( 8. Bel Hassani) | 1. Vermeer, 4. St. Juste, 3. Van Beek, 24. Martina, 29. Verdonk 72' ( 18. Ayoub), 8. Clasie, 32. Van Persie , 10. Vilhena 61', 19. Berghuis, 9. Jørgensen, 28. Toornstra 54' ( 11. Larsson) RESERVEBANK: 13. Delle, 30. Ten Hove, 2. Nieuwkoop, 6. Van der Heijden, 38. Geertruida, 18. Ayoub, 23. Kökçü, 26. Wehrmann, 11. Larsson, 17. Sinisterra, 34. Vente |  |
| Afwezig: Bijlow , Haps , Malacia en Botteghin . |                                  |           |           | | |  |

| zondag 24 februari 2019 14:30 uur, Speelronde 23 Eredivisie | PSV                      | 1-1 (0-0) | Feyenoord                      | Opstelling PSV | Opstelling Feyenoord |  |
| Stadion: Philips Stadion, Eindhoven Toeschouwers: 34.600 Scheidsrechter: Higler Assistenten: J. van Zuilen Assistenten: J. Balder 4de official: Lindhout Video-assistenten: Nijhuis Video-assistenten: R. Brondijk | 11. Lozano 72' 19. Gakpo |           | 71' 9. Jørgensen 28. Toornstra | 1. Zoet, 22. Dumfries, 5. Schwaab, 4. Viergever, 6. Angeliño, 18. Rosario, 8. Hendrix 82' ( 52. Ihattaren), 7. Pereiro 46' ( 19. Gakpo), 11. Lozano, 9. De Jong , 17. Bergwijn | 1. Vermeer, 24. Martina, 3. Van Beek 57', 59', 6. Van der Heijden 76', 29. Verdonk, 8. Clasie 90', 28. Toornstra 85' ( 5. Haps), 10. Vilhena 47', 19. Berghuis, 9. Jørgensen, 11. Larsson 62' ( 2. Nieuwkoop) RESERVEBANK: 13. Delle, 30. Ten Hove, 2. Nieuwkoop, 5. Haps, 15. Malacia, 38. Geertruida, 23. Kökçü, 26. Wehrmann, 17. Sinisterra, 32. Van Persie, 34. Vente |  |
| Stadion: Philips Stadion, Eindhoven Toeschouwers: 34.600 Scheidsrechter: Higler Assistenten: J. van Zuilen Assistenten: J. Balder 4de official: Lindhout Video-assistenten: Nijhuis Video-assistenten: R. Brondijk |                          |           |                                | 1. Zoet, 22. Dumfries, 5. Schwaab, 4. Viergever, 6. Angeliño, 18. Rosario, 8. Hendrix 82' ( 52. Ihattaren), 7. Pereiro 46' ( 19. Gakpo), 11. Lozano, 9. De Jong , 17. Bergwijn | 1. Vermeer, 24. Martina, 3. Van Beek 57', 59', 6. Van der Heijden 76', 29. Verdonk, 8. Clasie 90', 28. Toornstra 85' ( 5. Haps), 10. Vilhena 47', 19. Berghuis, 9. Jørgensen, 11. Larsson 62' ( 2. Nieuwkoop) RESERVEBANK: 13. Delle, 30. Ten Hove, 2. Nieuwkoop, 5. Haps, 15. Malacia, 38. Geertruida, 23. Kökçü, 26. Wehrmann, 17. Sinisterra, 32. Van Persie, 34. Vente |  |
| Stadion: Philips Stadion, Eindhoven Toeschouwers: 34.600 Scheidsrechter: Higler Assistenten: J. van Zuilen Assistenten: J. Balder 4de official: Lindhout Video-assistenten: Nijhuis Video-assistenten: R. Brondijk |                          |           |                                | 1. Zoet, 22. Dumfries, 5. Schwaab, 4. Viergever, 6. Angeliño, 18. Rosario, 8. Hendrix 82' ( 52. Ihattaren), 7. Pereiro 46' ( 19. Gakpo), 11. Lozano, 9. De Jong , 17. Bergwijn | 1. Vermeer, 24. Martina, 3. Van Beek 57', 59', 6. Van der Heijden 76', 29. Verdonk, 8. Clasie 90', 28. Toornstra 85' ( 5. Haps), 10. Vilhena 47', 19. Berghuis, 9. Jørgensen, 11. Larsson 62' ( 2. Nieuwkoop) RESERVEBANK: 13. Delle, 30. Ten Hove, 2. Nieuwkoop, 5. Haps, 15. Malacia, 38. Geertruida, 23. Kökçü, 26. Wehrmann, 17. Sinisterra, 32. Van Persie, 34. Vente |  |
| Afwezig: Bijlow , St. Juste , Botteghin en Ayoub . |                          |           |                                | | |  |

| woensdag 27 februari 2019 20:45 uur, KNVB Beker halve finale | Feyenoord | 0-3 (0-1) | Ajax *                                                                     | Opstelling Feyenoord | Opstelling Ajax * |  |
| Stadion: De Kuip, Rotterdam Toeschouwers: 47.500 Scheidsrechter: Blom Assistenten: C. Schaap Assistenten: J. de Vries 4de official: Manschot Video-assistenten: S. Mulder Video-assistenten: M. Diks |           |           | 45' 4. De Ligt 22. Ziyech 49' 31. Tagliafico 65' 6. Van de Beek 22. Ziyech | 1. Vermeer, 4. St. Juste 56', 24. Martina, 6. Van der Heijden 28', 29. Verdonk 73' ( 5. Haps), 8. Clasie, 28. Toornstra, 10. Vilhena, 19. Berghuis 77', 32. Van Persie 66' ( 9. Jørgensen), 11. Larsson RESERVEBANK: 13. Delle, 30. Ten Hove, 2. Nieuwkoop, 5. Haps, 15. Malacia, 33. Botteghin, 23. Kökçü, 26. Wehrmann, 9. Jørgensen, 17. Sinisterra, 34. Vente | 24. Onana, 12. Mazraoui 67', 4. De Ligt , 17. Blind, 31. Tagliafico, 20. Schöne, 6. Van de Beek 12' 85' ( 30. De Wit 90'), 21. De Jong 61', 22. Ziyech, 10. Tadić 88' ( 19. Labyad), 7. Neres 79' ( 25. Dolberg) |  |
| Stadion: De Kuip, Rotterdam Toeschouwers: 47.500 Scheidsrechter: Blom Assistenten: C. Schaap Assistenten: J. de Vries 4de official: Manschot Video-assistenten: S. Mulder Video-assistenten: M. Diks |           |           |                                                                            | 1. Vermeer, 4. St. Juste 56', 24. Martina, 6. Van der Heijden 28', 29. Verdonk 73' ( 5. Haps), 8. Clasie, 28. Toornstra, 10. Vilhena, 19. Berghuis 77', 32. Van Persie 66' ( 9. Jørgensen), 11. Larsson RESERVEBANK: 13. Delle, 30. Ten Hove, 2. Nieuwkoop, 5. Haps, 15. Malacia, 33. Botteghin, 23. Kökçü, 26. Wehrmann, 9. Jørgensen, 17. Sinisterra, 34. Vente | 24. Onana, 12. Mazraoui 67', 4. De Ligt , 17. Blind, 31. Tagliafico, 20. Schöne, 6. Van de Beek 12' 85' ( 30. De Wit 90'), 21. De Jong 61', 22. Ziyech, 10. Tadić 88' ( 19. Labyad), 7. Neres 79' ( 25. Dolberg) |  |
| Stadion: De Kuip, Rotterdam Toeschouwers: 47.500 Scheidsrechter: Blom Assistenten: C. Schaap Assistenten: J. de Vries 4de official: Manschot Video-assistenten: S. Mulder Video-assistenten: M. Diks |           |           |                                                                            | 1. Vermeer, 4. St. Juste 56', 24. Martina, 6. Van der Heijden 28', 29. Verdonk 73' ( 5. Haps), 8. Clasie, 28. Toornstra, 10. Vilhena, 19. Berghuis 77', 32. Van Persie 66' ( 9. Jørgensen), 11. Larsson RESERVEBANK: 13. Delle, 30. Ten Hove, 2. Nieuwkoop, 5. Haps, 15. Malacia, 33. Botteghin, 23. Kökçü, 26. Wehrmann, 9. Jørgensen, 17. Sinisterra, 34. Vente | 24. Onana, 12. Mazraoui 67', 4. De Ligt , 17. Blind, 31. Tagliafico, 20. Schöne, 6. Van de Beek 12' 85' ( 30. De Wit 90'), 21. De Jong 61', 22. Ziyech, 10. Tadić 88' ( 19. Labyad), 7. Neres 79' ( 25. Dolberg) |  |
| Bijz.: * Geplaatst voor de finale. Afwezig: Bijlow , Ayoub en Van Beek . |           |           |                                                                            | | |  |

### Maart
| zondag 3 maart 2019 16:45 uur, Speelronde 24 Eredivisie | Feyenoord                                                                             | 4-0 (1-0) | FC Emmen | Opstelling Feyenoord | Opstelling FC Emmen |  |
| Stadion: De Kuip, Rotterdam Toeschouwers: 35.000 Scheidsrechter: Kamphuis * Assistenten: R. Brondijk Assistenten: D. Goossens 4de official: Blank Video-assistenten: Makkelie Video-assistenten: M. Osseweijer | 32. Van Persie 38', 52', 62' 11. Larsson; 19. Berghuis; 4. St. Juste 19. Berghuis 76' |           |          | 1. Vermeer 42' ( 13. Delle), 4. St. Juste, 24. Martina, 6. Van der Heijden, 5. Haps, 8. Clasie, 32. Van Persie 87' ( 17. Sinisterra), 10. Vilhena, 19. Berghuis, 9. Jørgensen, 11. Larsson 69' ( 23. Kökçü) RESERVEBANK: 13. Delle, 30. Ten Hove, 2. Nieuwkoop, 3. Van Beek, 15. Malacia, 29. Verdonk, 33. Botteghin, 23. Kökçü, 26. Wehrmann, 28. Toornstra, 17. Sinisterra, 34. Vente | 12. Scherpen, 2. Gronsveld, 13. Veendorp, 44. Lukić, 4. Bakker, 22. Cavlan, 10. Bannink 46' ( 17. Slagveer), 23. Neidhart 30' 68' ( 33. Kuipers), 20. Chacón, 6. Jansen 77' ( 25. Arias), 99. Braken |  |
| Stadion: De Kuip, Rotterdam Toeschouwers: 35.000 Scheidsrechter: Kamphuis * Assistenten: R. Brondijk Assistenten: D. Goossens 4de official: Blank Video-assistenten: Makkelie Video-assistenten: M. Osseweijer |                                                                                       |           |          | 1. Vermeer 42' ( 13. Delle), 4. St. Juste, 24. Martina, 6. Van der Heijden, 5. Haps, 8. Clasie, 32. Van Persie 87' ( 17. Sinisterra), 10. Vilhena, 19. Berghuis, 9. Jørgensen, 11. Larsson 69' ( 23. Kökçü) RESERVEBANK: 13. Delle, 30. Ten Hove, 2. Nieuwkoop, 3. Van Beek, 15. Malacia, 29. Verdonk, 33. Botteghin, 23. Kökçü, 26. Wehrmann, 28. Toornstra, 17. Sinisterra, 34. Vente | 12. Scherpen, 2. Gronsveld, 13. Veendorp, 44. Lukić, 4. Bakker, 22. Cavlan, 10. Bannink 46' ( 17. Slagveer), 23. Neidhart 30' 68' ( 33. Kuipers), 20. Chacón, 6. Jansen 77' ( 25. Arias), 99. Braken |  |
| Stadion: De Kuip, Rotterdam Toeschouwers: 35.000 Scheidsrechter: Kamphuis * Assistenten: R. Brondijk Assistenten: D. Goossens 4de official: Blank Video-assistenten: Makkelie Video-assistenten: M. Osseweijer |                                                                                       |           |          | 1. Vermeer 42' ( 13. Delle), 4. St. Juste, 24. Martina, 6. Van der Heijden, 5. Haps, 8. Clasie, 32. Van Persie 87' ( 17. Sinisterra), 10. Vilhena, 19. Berghuis, 9. Jørgensen, 11. Larsson 69' ( 23. Kökçü) RESERVEBANK: 13. Delle, 30. Ten Hove, 2. Nieuwkoop, 3. Van Beek, 15. Malacia, 29. Verdonk, 33. Botteghin, 23. Kökçü, 26. Wehrmann, 28. Toornstra, 17. Sinisterra, 34. Vente | 12. Scherpen, 2. Gronsveld, 13. Veendorp, 44. Lukić, 4. Bakker, 22. Cavlan, 10. Bannink 46' ( 17. Slagveer), 23. Neidhart 30' 68' ( 33. Kuipers), 20. Chacón, 6. Jansen 77' ( 25. Arias), 99. Braken |  |
| Bijz.: * Oorspronkelijk zou Pol van Boekel deze wedstrijd leiden. Hij meldde zich echter geblesseerd af. Afwezig: Bijlow en Ayoub                                                                              |                                                                                       |           |          | | |  |

| zondag 10 maart 2019 14:30 uur, Speelronde 25 Eredivisie | Vitesse       | 1-1 (0-1) | Feyenoord                      | Opstelling Vitesse | Opstelling Feyenoord |  |
| Stadion: GelreDome, Arnhem Toeschouwers: 17.208 Scheidsrechter: Manschot Assistenten: R. van de Ven Assistenten: F. Jansen 4de official: Martens Video-assistenten: Lindhout Video-assistenten: R. van Vlokhoven | 10. Dauda 48' |           | 45+1' 23. Kökçü 32. Van Persie | 1. Eduardo, 8. Karavaev, 30. Doekhi, 3. Van der Werff, 5. Clark, 18. Ødegaard, 21. Bero 63', 25. Foor 46' ( 17. Serero), 28. Büttner 80' ( 19. Gong), 10. Dauda 62' ( 29. Buitink), 11. Linssen | 13. Delle, 4. St. Juste 69' ( 33. Botteghin), 24. Martina, 6. Van der Heijden, 5. Haps, 8. Clasie, 28. Toornstra, 23. Kökçü 76' ( 9. Jørgensen), 19. Berghuis 35', 32. Van Persie , 11. Larsson RESERVEBANK: 30. Ten Hove, 31. Evora, 2. Nieuwkoop, 3. Van Beek, 15. Malacia, 29. Verdonk, 33. Botteghin, 18. Ayoub, 26. Wehrmann, 9. Jørgensen, 17. Sinisterra, 34. Vente |  |
| Stadion: GelreDome, Arnhem Toeschouwers: 17.208 Scheidsrechter: Manschot Assistenten: R. van de Ven Assistenten: F. Jansen 4de official: Martens Video-assistenten: Lindhout Video-assistenten: R. van Vlokhoven |               |           |                                | 1. Eduardo, 8. Karavaev, 30. Doekhi, 3. Van der Werff, 5. Clark, 18. Ødegaard, 21. Bero 63', 25. Foor 46' ( 17. Serero), 28. Büttner 80' ( 19. Gong), 10. Dauda 62' ( 29. Buitink), 11. Linssen | 13. Delle, 4. St. Juste 69' ( 33. Botteghin), 24. Martina, 6. Van der Heijden, 5. Haps, 8. Clasie, 28. Toornstra, 23. Kökçü 76' ( 9. Jørgensen), 19. Berghuis 35', 32. Van Persie , 11. Larsson RESERVEBANK: 30. Ten Hove, 31. Evora, 2. Nieuwkoop, 3. Van Beek, 15. Malacia, 29. Verdonk, 33. Botteghin, 18. Ayoub, 26. Wehrmann, 9. Jørgensen, 17. Sinisterra, 34. Vente |  |
| Stadion: GelreDome, Arnhem Toeschouwers: 17.208 Scheidsrechter: Manschot Assistenten: R. van de Ven Assistenten: F. Jansen 4de official: Martens Video-assistenten: Lindhout Video-assistenten: R. van Vlokhoven |               |           |                                | 1. Eduardo, 8. Karavaev, 30. Doekhi, 3. Van der Werff, 5. Clark, 18. Ødegaard, 21. Bero 63', 25. Foor 46' ( 17. Serero), 28. Büttner 80' ( 19. Gong), 10. Dauda 62' ( 29. Buitink), 11. Linssen | 13. Delle, 4. St. Juste 69' ( 33. Botteghin), 24. Martina, 6. Van der Heijden, 5. Haps, 8. Clasie, 28. Toornstra, 23. Kökçü 76' ( 9. Jørgensen), 19. Berghuis 35', 32. Van Persie , 11. Larsson RESERVEBANK: 30. Ten Hove, 31. Evora, 2. Nieuwkoop, 3. Van Beek, 15. Malacia, 29. Verdonk, 33. Botteghin, 18. Ayoub, 26. Wehrmann, 9. Jørgensen, 17. Sinisterra, 34. Vente |  |
| Afwezig: Vermeer , Bijlow en Vilhena . |               |           |                                | | |  |

| zaterdag 16 maart 2019 19:45 uur, Speelronde 26 Eredivisie | Feyenoord                                                                    | 2-3 (1-1) | Willem II                                                | Opstelling Feyenoord | Opstelling Willem II |  |
| Stadion: De Kuip, Rotterdam Toeschouwers: 37.000 Scheidsrechter: Van Boekel Assistenten: B. van Dongen Assistenten: R. Honig 4de official: Dieperink Video-assistenten: Van den Kerkhof Video-assistenten: R. van Marrewijk | 19. Berghuis 22' 11. Larsson 33. Botteghin 55' 19. Berghuis 9. Jørgensen 86' |           | 27' 3. Heerkens 61' 2. Lewis 69' 9. Isak 80' 5. Palacios | 1. Vermeer, 24. Martina, 33. Botteghin, 6. Van der Heijden, 5. Haps, 8. Clasie 74' ( 28. Toornstra), 23. Kökçü 74' ( 9. Jørgensen), 10. Vilhena, 19. Berghuis 85', 32. Van Persie, 11. Larsson RESERVEBANK: 13. Delle, 30. Ten Hove, 2. Nieuwkoop, 3. Van Beek, 15. Malacia, 29. Verdonk, 18. Ayoub, 26. Wehrmann, 28. Toornstra, 9. Jørgensen, 17. Sinisterra, 34. Vente | 1. Wellenreuther, 2. Lewis, 3. Heerkens, 4. Peters , 5. Palacios, 26. Tapia, 14. Crowley 85' ( 17. Saddiki), 23. Anita, 16. Vrousai, 9. Isak, 10. Pavlidis 63' ( 15. Dankerlui) |  |
| Stadion: De Kuip, Rotterdam Toeschouwers: 37.000 Scheidsrechter: Van Boekel Assistenten: B. van Dongen Assistenten: R. Honig 4de official: Dieperink Video-assistenten: Van den Kerkhof Video-assistenten: R. van Marrewijk |                                                                              |           |                                                          | 1. Vermeer, 24. Martina, 33. Botteghin, 6. Van der Heijden, 5. Haps, 8. Clasie 74' ( 28. Toornstra), 23. Kökçü 74' ( 9. Jørgensen), 10. Vilhena, 19. Berghuis 85', 32. Van Persie, 11. Larsson RESERVEBANK: 13. Delle, 30. Ten Hove, 2. Nieuwkoop, 3. Van Beek, 15. Malacia, 29. Verdonk, 18. Ayoub, 26. Wehrmann, 28. Toornstra, 9. Jørgensen, 17. Sinisterra, 34. Vente | 1. Wellenreuther, 2. Lewis, 3. Heerkens, 4. Peters , 5. Palacios, 26. Tapia, 14. Crowley 85' ( 17. Saddiki), 23. Anita, 16. Vrousai, 9. Isak, 10. Pavlidis 63' ( 15. Dankerlui) |  |
| Stadion: De Kuip, Rotterdam Toeschouwers: 37.000 Scheidsrechter: Van Boekel Assistenten: B. van Dongen Assistenten: R. Honig 4de official: Dieperink Video-assistenten: Van den Kerkhof Video-assistenten: R. van Marrewijk |                                                                              |           |                                                          | 1. Vermeer, 24. Martina, 33. Botteghin, 6. Van der Heijden, 5. Haps, 8. Clasie 74' ( 28. Toornstra), 23. Kökçü 74' ( 9. Jørgensen), 10. Vilhena, 19. Berghuis 85', 32. Van Persie, 11. Larsson RESERVEBANK: 13. Delle, 30. Ten Hove, 2. Nieuwkoop, 3. Van Beek, 15. Malacia, 29. Verdonk, 18. Ayoub, 26. Wehrmann, 28. Toornstra, 9. Jørgensen, 17. Sinisterra, 34. Vente | 1. Wellenreuther, 2. Lewis, 3. Heerkens, 4. Peters , 5. Palacios, 26. Tapia, 14. Crowley 85' ( 17. Saddiki), 23. Anita, 16. Vrousai, 9. Isak, 10. Pavlidis 63' ( 15. Dankerlui) |  |
| Afwezig: Bijlow en St. Juste . |                                                                              |           |                                                          | | |  |

| zondag 31 maart 2019 14:30 uur, Speelronde 27 Eredivisie | FC Utrecht                                                           | 3-2 (1-0) | Feyenoord                                       | Opstelling FC Utrecht | Opstelling Feyenoord |  |
| Stadion: Stadion Galgenwaard, Utrecht Toeschouwers: 21.758 Scheidsrechter: Gözübüyük Assistenten: C. Schaap Assistenten: J. de Vries 4de official: Van den Kerkhof Video-assistenten: Higler Video-assistenten: M. Beijer | 28. Emanuelson 33' 22. Van de Streek 60' 7. Kerk 15. Letschert 90+5' |           | 64' 11. Larsson 19. Berghuis 75' 32. Van Persie | 1. Jensen, 17. Klaiber, 15. Letschert, 14. Janssen , 24. Gavory, 23. Bazoer, 8. Van Overeem, 22. Van de Streek, 28. Emanuelson 79' ( 6. Strieder), 7. Kerk 76' ( 30. Kramer), 19. Bahebeck | 1. Vermeer, 24. Martina, 33. Botteghin 63' ( 19. Berghuis), 3. Van Beek, 5. Haps, 8. Clasie 82' ( 18. Ayoub), 32. Van Persie , 10. Vilhena, 28. Toornstra 88' ( 23. Kökçü), 9. Jørgensen, 11. Larsson RESERVEBANK: 13. Delle, 30. Ten Hove, 2. Nieuwkoop, 6. Van der Heijden, 15. Malacia, 29. Verdonk, 18. Ayoub, 23. Kökçü, 17. Sinisterra, 19. Berghuis, 34. Vente |  |
| Stadion: Stadion Galgenwaard, Utrecht Toeschouwers: 21.758 Scheidsrechter: Gözübüyük Assistenten: C. Schaap Assistenten: J. de Vries 4de official: Van den Kerkhof Video-assistenten: Higler Video-assistenten: M. Beijer |                                                                      |           |                                                 | 1. Jensen, 17. Klaiber, 15. Letschert, 14. Janssen , 24. Gavory, 23. Bazoer, 8. Van Overeem, 22. Van de Streek, 28. Emanuelson 79' ( 6. Strieder), 7. Kerk 76' ( 30. Kramer), 19. Bahebeck | 1. Vermeer, 24. Martina, 33. Botteghin 63' ( 19. Berghuis), 3. Van Beek, 5. Haps, 8. Clasie 82' ( 18. Ayoub), 32. Van Persie , 10. Vilhena, 28. Toornstra 88' ( 23. Kökçü), 9. Jørgensen, 11. Larsson RESERVEBANK: 13. Delle, 30. Ten Hove, 2. Nieuwkoop, 6. Van der Heijden, 15. Malacia, 29. Verdonk, 18. Ayoub, 23. Kökçü, 17. Sinisterra, 19. Berghuis, 34. Vente |  |
| Stadion: Stadion Galgenwaard, Utrecht Toeschouwers: 21.758 Scheidsrechter: Gözübüyük Assistenten: C. Schaap Assistenten: J. de Vries 4de official: Van den Kerkhof Video-assistenten: Higler Video-assistenten: M. Beijer |                                                                      |           |                                                 | 1. Jensen, 17. Klaiber, 15. Letschert, 14. Janssen , 24. Gavory, 23. Bazoer, 8. Van Overeem, 22. Van de Streek, 28. Emanuelson 79' ( 6. Strieder), 7. Kerk 76' ( 30. Kramer), 19. Bahebeck | 1. Vermeer, 24. Martina, 33. Botteghin 63' ( 19. Berghuis), 3. Van Beek, 5. Haps, 8. Clasie 82' ( 18. Ayoub), 32. Van Persie , 10. Vilhena, 28. Toornstra 88' ( 23. Kökçü), 9. Jørgensen, 11. Larsson RESERVEBANK: 13. Delle, 30. Ten Hove, 2. Nieuwkoop, 6. Van der Heijden, 15. Malacia, 29. Verdonk, 18. Ayoub, 23. Kökçü, 17. Sinisterra, 19. Berghuis, 34. Vente |  |
| Afwezig: Bijlow en St. Juste . |                                                                      |           |                                                 | | |  |

### April
| donderdag 4 april 2019 20:45 uur, Speelronde 28 Eredivisie | Feyenoord                                                                        | 3-0 (1-0) | sc Heerenveen | Opstelling Feyenoord | Opstelling sc Heerenveen |  |
| Stadion: De Kuip, Rotterdam Toeschouwers: 25.000 * Scheidsrechter: Kuipers Assistenten: S. van Roekel Assistenten: E. Zeinstra 4de official: Dieperink Video-assistenten: Makkelie Video-assistenten: R. Langeland                                                                          | 9. Jørgensen 20', 31' 19. Berghuis 40' 28. Toornstra 10. Vilhena 71' 11. Larsson |           |               | 1. Vermeer, 24. Martina 82' ( 2. Nieuwkoop), 33. Botteghin 75', 3. Van Beek, 5. Haps, 8. Clasie 77' ( 18. Ayoub), 28. Toornstra, 10. Vilhena, 19. Berghuis, 9. Jørgensen, 11. Larsson RESERVEBANK: 13. Delle, 30. Ten Hove, 2. Nieuwkoop, 6. Van der Heijden, 15. Malacia, 29. Verdonk, 18. Ayoub, 23. Kökçü, 17. Sinisterra, 34. Vente | 1. Hahn, 35. Hornkamp, 3. Høegh 13' ( 14. Drešević), 5. Pierie, 16. Woudenberg 60', 10. Rienstra, 18. Vlap 72' ( 19. Van Amersfoort 82'), 6. Schaars 50' ( 21. Kobayashi), 11. Van Bergen, 9. Lammers, 17. Johnsen 89' |  |
| Stadion: De Kuip, Rotterdam Toeschouwers: 25.000 * Scheidsrechter: Kuipers Assistenten: S. van Roekel Assistenten: E. Zeinstra 4de official: Dieperink Video-assistenten: Makkelie Video-assistenten: R. Langeland                                                                          |                                                                                  |           |               | 1. Vermeer, 24. Martina 82' ( 2. Nieuwkoop), 33. Botteghin 75', 3. Van Beek, 5. Haps, 8. Clasie 77' ( 18. Ayoub), 28. Toornstra, 10. Vilhena, 19. Berghuis, 9. Jørgensen, 11. Larsson RESERVEBANK: 13. Delle, 30. Ten Hove, 2. Nieuwkoop, 6. Van der Heijden, 15. Malacia, 29. Verdonk, 18. Ayoub, 23. Kökçü, 17. Sinisterra, 34. Vente | 1. Hahn, 35. Hornkamp, 3. Høegh 13' ( 14. Drešević), 5. Pierie, 16. Woudenberg 60', 10. Rienstra, 18. Vlap 72' ( 19. Van Amersfoort 82'), 6. Schaars 50' ( 21. Kobayashi), 11. Van Bergen, 9. Lammers, 17. Johnsen 89' |  |
| Stadion: De Kuip, Rotterdam Toeschouwers: 25.000 * Scheidsrechter: Kuipers Assistenten: S. van Roekel Assistenten: E. Zeinstra 4de official: Dieperink Video-assistenten: Makkelie Video-assistenten: R. Langeland                                                                          |                                                                                  |           |               | 1. Vermeer, 24. Martina 82' ( 2. Nieuwkoop), 33. Botteghin 75', 3. Van Beek, 5. Haps, 8. Clasie 77' ( 18. Ayoub), 28. Toornstra, 10. Vilhena, 19. Berghuis, 9. Jørgensen, 11. Larsson RESERVEBANK: 13. Delle, 30. Ten Hove, 2. Nieuwkoop, 6. Van der Heijden, 15. Malacia, 29. Verdonk, 18. Ayoub, 23. Kökçü, 17. Sinisterra, 34. Vente | 1. Hahn, 35. Hornkamp, 3. Høegh 13' ( 14. Drešević), 5. Pierie, 16. Woudenberg 60', 10. Rienstra, 18. Vlap 72' ( 19. Van Amersfoort 82'), 6. Schaars 50' ( 21. Kobayashi), 11. Van Bergen, 9. Lammers, 17. Johnsen 89' |  |
| Bijz.: * Vanwege het afsteken van vuurwerk voorafgaand aan de wedstrijd tussen Feyenoord en PSV in december, diende vak S leeg te blijven. Uit solidariteit met de supporters die normaal in dat vak zitten, bleven veel andere mensen ook weg. Afwezig: Bijlow , St. Juste en Van Persie . |                                                                                  |           |               | | |  |

| zondag 7 april 2019 14:30 uur, Speelronde 29 Eredivisie | VVV-Venlo | 0-3 (0-1) | Feyenoord                                                                    | Opstelling VVV-Venlo | Opstelling Feyenoord |  |
| Stadion: Seacon Stadion - De Koel -, Venlo Toeschouwers: 8.000 Scheidsrechter: S. Mulder Assistenten: P. Langkamp Assistenten: B. van Dongen 4de official: Martens Video-assistenten: Blom Video-assistenten: N. van Kampen |           |           | 24' 11. Larsson 28. Toornstra 72' 9. Jørgensen 10. Vilhena 90+2' 15. Malacia | 1. Unnerstall, 2. Rutten, 13. Röseler, 14. Kum 46' ( 20. Van Bruggen), 4. R. Janssen, 8. Van Ooijen 78' ( 10. Opoku), 6. Post , 31. Sušić, 19. Joosten, 26. Mlapa, 11. Grot 67' ( 9. Seuntjens) | 1. Vermeer, 24. Martina, 33. Botteghin, 3. Van Beek, 5. Haps 25' ( 15. Malacia 54'), 8. Clasie 71' ( 18. Ayoub), 28. Toornstra 86', 10. Vilhena, 19. Berghuis, 9. Jørgensen 83' ( 34. Vente) RESERVEBANK: 13. Delle, 30. Ten Hove, 2. Nieuwkoop, 6. Van der Heijden, 15. Malacia, 29. Verdonk, 18. Ayoub, 23. Kökçü, 17. Sinisterra, 34. Vente |  |
| Stadion: Seacon Stadion - De Koel -, Venlo Toeschouwers: 8.000 Scheidsrechter: S. Mulder Assistenten: P. Langkamp Assistenten: B. van Dongen 4de official: Martens Video-assistenten: Blom Video-assistenten: N. van Kampen |           |           |                                                                              | 1. Unnerstall, 2. Rutten, 13. Röseler, 14. Kum 46' ( 20. Van Bruggen), 4. R. Janssen, 8. Van Ooijen 78' ( 10. Opoku), 6. Post , 31. Sušić, 19. Joosten, 26. Mlapa, 11. Grot 67' ( 9. Seuntjens) | 1. Vermeer, 24. Martina, 33. Botteghin, 3. Van Beek, 5. Haps 25' ( 15. Malacia 54'), 8. Clasie 71' ( 18. Ayoub), 28. Toornstra 86', 10. Vilhena, 19. Berghuis, 9. Jørgensen 83' ( 34. Vente) RESERVEBANK: 13. Delle, 30. Ten Hove, 2. Nieuwkoop, 6. Van der Heijden, 15. Malacia, 29. Verdonk, 18. Ayoub, 23. Kökçü, 17. Sinisterra, 34. Vente |  |
| Stadion: Seacon Stadion - De Koel -, Venlo Toeschouwers: 8.000 Scheidsrechter: S. Mulder Assistenten: P. Langkamp Assistenten: B. van Dongen 4de official: Martens Video-assistenten: Blom Video-assistenten: N. van Kampen |           |           |                                                                              | 1. Unnerstall, 2. Rutten, 13. Röseler, 14. Kum 46' ( 20. Van Bruggen), 4. R. Janssen, 8. Van Ooijen 78' ( 10. Opoku), 6. Post , 31. Sušić, 19. Joosten, 26. Mlapa, 11. Grot 67' ( 9. Seuntjens) | 1. Vermeer, 24. Martina, 33. Botteghin, 3. Van Beek, 5. Haps 25' ( 15. Malacia 54'), 8. Clasie 71' ( 18. Ayoub), 28. Toornstra 86', 10. Vilhena, 19. Berghuis, 9. Jørgensen 83' ( 34. Vente) RESERVEBANK: 13. Delle, 30. Ten Hove, 2. Nieuwkoop, 6. Van der Heijden, 15. Malacia, 29. Verdonk, 18. Ayoub, 23. Kökçü, 17. Sinisterra, 34. Vente |  |
| Afwezig: Bijlow , St. Juste en Van Persie . |           |           |                                                                              | | |  |

| zaterdag 13 april 2019 20:45 uur, Speelronde 30 Eredivisie | Feyenoord                                 | 2-1 (1-0) | Heracles Almelo           | Opstelling Feyenoord | Opstelling Heracles Almelo |  |
| Stadion: De Kuip, Rotterdam Toeschouwers: 35.000 Scheidsrechter: Kamphuis Assistenten: D. Goossens Assistenten: E. Kleinjan 4de official: Blank Video-assistenten: Teuben Video-assistenten: R. Bluemink | 19. Berghuis 33', 82' (pen.) 9. Jørgensen |           | 47' 18. Drost 7. Peterson | 1. Vermeer, 24. Martina 57' ( 2. Nieuwkoop), 33. Botteghin, 3. Van Beek, 15. Malacia 90', 8. Clasie 76' ( 32. Van Persie), 28. Toornstra, 10. Vilhena, 19. Berghuis, 9. Jørgensen 65', 11. Larsson RESERVEBANK: 13. Delle, 30. Ten Hove, 2. Nieuwkoop, 6. Van der Heijden, 29. Verdonk, 18. Ayoub, 23. Kökçü, 17. Sinisterra, 32. Van Persie | 1. Blaswich, 2. Breukers 86', 23. Rossman 90' ( 25. Konings), 5. Van Hintum, 3. Czyborra, 14. Osman, 52. Merkel, 18. Drost, 24. Dos Santos, 17. Kuwas 76' ( 11. Van der Water), 7. Peterson 58' ( 9. Dalmau 89') |  |
| Stadion: De Kuip, Rotterdam Toeschouwers: 35.000 Scheidsrechter: Kamphuis Assistenten: D. Goossens Assistenten: E. Kleinjan 4de official: Blank Video-assistenten: Teuben Video-assistenten: R. Bluemink |                                           |           |                           | 1. Vermeer, 24. Martina 57' ( 2. Nieuwkoop), 33. Botteghin, 3. Van Beek, 15. Malacia 90', 8. Clasie 76' ( 32. Van Persie), 28. Toornstra, 10. Vilhena, 19. Berghuis, 9. Jørgensen 65', 11. Larsson RESERVEBANK: 13. Delle, 30. Ten Hove, 2. Nieuwkoop, 6. Van der Heijden, 29. Verdonk, 18. Ayoub, 23. Kökçü, 17. Sinisterra, 32. Van Persie | 1. Blaswich, 2. Breukers 86', 23. Rossman 90' ( 25. Konings), 5. Van Hintum, 3. Czyborra, 14. Osman, 52. Merkel, 18. Drost, 24. Dos Santos, 17. Kuwas 76' ( 11. Van der Water), 7. Peterson 58' ( 9. Dalmau 89') |  |
| Stadion: De Kuip, Rotterdam Toeschouwers: 35.000 Scheidsrechter: Kamphuis Assistenten: D. Goossens Assistenten: E. Kleinjan 4de official: Blank Video-assistenten: Teuben Video-assistenten: R. Bluemink |                                           |           |                           | 1. Vermeer, 24. Martina 57' ( 2. Nieuwkoop), 33. Botteghin, 3. Van Beek, 15. Malacia 90', 8. Clasie 76' ( 32. Van Persie), 28. Toornstra, 10. Vilhena, 19. Berghuis, 9. Jørgensen 65', 11. Larsson RESERVEBANK: 13. Delle, 30. Ten Hove, 2. Nieuwkoop, 6. Van der Heijden, 29. Verdonk, 18. Ayoub, 23. Kökçü, 17. Sinisterra, 32. Van Persie | 1. Blaswich, 2. Breukers 86', 23. Rossman 90' ( 25. Konings), 5. Van Hintum, 3. Czyborra, 14. Osman, 52. Merkel, 18. Drost, 24. Dos Santos, 17. Kuwas 76' ( 11. Van der Water), 7. Peterson 58' ( 9. Dalmau 89') |  |
| Afwezig: Bijlow , St. Juste , Haps en Vente . |                                           |           |                           | | |  |

| zaterdag 20 april 2019 20:45 uur, Speelronde 31 Eredivisie | Feyenoord                                                   | 2-1 (0-1) | AZ                          | Opstelling Feyenoord | Opstelling AZ |  |
| Stadion: De Kuip, Rotterdam Toeschouwers: 45.000 Scheidsrechter: Nijhuis Assistenten: J. van Zuilen Assistenten: R. Honig 4de official: Van den Kerkhof Video-assistenten: Manschot Video-assistenten: J. Balder | 15. Malacia 51' 10. Vilhena 32. Van Persie 68' 4. St. Juste |           | 36' 20. Seuntjens 26. Maher | 1. Vermeer, 24. Martina 59' ( 4. St. Juste), 33. Botteghin, 3. Van Beek, 15. Malacia, 8. Clasie, 28. Toornstra, 10. Vilhena, 19. Berghuis 83', 32. Van Persie 84' ( 18. Ayoub 90'), 11. Larsson 87' ( 6. Van der Heijden) RESERVEBANK: 13. Delle, 30. Ten Hove, 2. Nieuwkoop, 4. St. Juste, 6. Van der Heijden, 29. Verdonk, 18. Ayoub, 23. Kökçü, 17. Sinisterra, 39. Bannis | 1. Bizot, 2. Svensson, 4. Vlaar, 30. Wuytens 66' ( 11. Idrissi), 5. Ouwejan, 26. Maher, 10. Til , 8. Koopmeiners, 7. Stengs 74' ( 9. Johnsen), 20. Seuntjens, 28. Guðmundsson 67' ( 21. Boadu) |  |
| Stadion: De Kuip, Rotterdam Toeschouwers: 45.000 Scheidsrechter: Nijhuis Assistenten: J. van Zuilen Assistenten: R. Honig 4de official: Van den Kerkhof Video-assistenten: Manschot Video-assistenten: J. Balder |                                                             |           |                             | 1. Vermeer, 24. Martina 59' ( 4. St. Juste), 33. Botteghin, 3. Van Beek, 15. Malacia, 8. Clasie, 28. Toornstra, 10. Vilhena, 19. Berghuis 83', 32. Van Persie 84' ( 18. Ayoub 90'), 11. Larsson 87' ( 6. Van der Heijden) RESERVEBANK: 13. Delle, 30. Ten Hove, 2. Nieuwkoop, 4. St. Juste, 6. Van der Heijden, 29. Verdonk, 18. Ayoub, 23. Kökçü, 17. Sinisterra, 39. Bannis | 1. Bizot, 2. Svensson, 4. Vlaar, 30. Wuytens 66' ( 11. Idrissi), 5. Ouwejan, 26. Maher, 10. Til , 8. Koopmeiners, 7. Stengs 74' ( 9. Johnsen), 20. Seuntjens, 28. Guðmundsson 67' ( 21. Boadu) |  |
| Stadion: De Kuip, Rotterdam Toeschouwers: 45.000 Scheidsrechter: Nijhuis Assistenten: J. van Zuilen Assistenten: R. Honig 4de official: Van den Kerkhof Video-assistenten: Manschot Video-assistenten: J. Balder |                                                             |           |                             | 1. Vermeer, 24. Martina 59' ( 4. St. Juste), 33. Botteghin, 3. Van Beek, 15. Malacia, 8. Clasie, 28. Toornstra, 10. Vilhena, 19. Berghuis 83', 32. Van Persie 84' ( 18. Ayoub 90'), 11. Larsson 87' ( 6. Van der Heijden) RESERVEBANK: 13. Delle, 30. Ten Hove, 2. Nieuwkoop, 4. St. Juste, 6. Van der Heijden, 29. Verdonk, 18. Ayoub, 23. Kökçü, 17. Sinisterra, 39. Bannis | 1. Bizot, 2. Svensson, 4. Vlaar, 30. Wuytens 66' ( 11. Idrissi), 5. Ouwejan, 26. Maher, 10. Til , 8. Koopmeiners, 7. Stengs 74' ( 9. Johnsen), 20. Seuntjens, 28. Guðmundsson 67' ( 21. Boadu) |  |
| Afwezig: Bijlow , Haps , Jørgensen en Vente . |                                                             |           |                             | | |  |

| woensdag 24 april 2019 20:45 uur, Speelronde 32 Eredivisie | NAC Breda | 0-4 (0-2) | Feyenoord                                                                               | Opstelling NAC Breda | Opstelling Feyenoord |  |
| Stadion: Rat Verlegh Stadion, Breda Toeschouwers: 18.473 Scheidsrechter: Lindhout Assistenten: R. Polman Assistenten: C. Dobre 4de official: Van der Eijk Video-assistenten: Makkelie Video-assistenten: M. Ribbink |           |           | 10' 4. St. Juste 23. Kökçü 45' 34. Vente 10. Vilhena 66', 70' 28. Toornstra 10. Vilhena | 1. Van Leer, 46. Van Anholt, 4. Koch, 18. Damen, 21. Gersbach, 27. Kali, 40. Ilić, 12. Lundqvist, 7. Korte 71' ( 33. Kastaneer), 9. Te Vrede 46' ( 29. Van Hooijdonk), 17. Rosheuvel 46' ( 19. Kaikai) | 1. Vermeer, 4. St. Juste 71' ( 2. Nieuwkoop), 33. Botteghin , 3. Van Beek, 15. Malacia, 8. Clasie, 23. Kökçü 78' ( 17. Sinisterra), 10. Vilhena, 28. Toornstra, 34. Vente, 11. Larsson RESERVEBANK: 13. Delle, 30. Ten Hove, 2. Nieuwkoop, 6. Van der Heijden, 29. Verdonk, 38. Geertruida, 18. Ayoub, 35. Burger, 17. Sinisterra, 39. Bannis |  |
| Stadion: Rat Verlegh Stadion, Breda Toeschouwers: 18.473 Scheidsrechter: Lindhout Assistenten: R. Polman Assistenten: C. Dobre 4de official: Van der Eijk Video-assistenten: Makkelie Video-assistenten: M. Ribbink |           |           |                                                                                         | 1. Van Leer, 46. Van Anholt, 4. Koch, 18. Damen, 21. Gersbach, 27. Kali, 40. Ilić, 12. Lundqvist, 7. Korte 71' ( 33. Kastaneer), 9. Te Vrede 46' ( 29. Van Hooijdonk), 17. Rosheuvel 46' ( 19. Kaikai) | 1. Vermeer, 4. St. Juste 71' ( 2. Nieuwkoop), 33. Botteghin , 3. Van Beek, 15. Malacia, 8. Clasie, 23. Kökçü 78' ( 17. Sinisterra), 10. Vilhena, 28. Toornstra, 34. Vente, 11. Larsson RESERVEBANK: 13. Delle, 30. Ten Hove, 2. Nieuwkoop, 6. Van der Heijden, 29. Verdonk, 38. Geertruida, 18. Ayoub, 35. Burger, 17. Sinisterra, 39. Bannis |  |
| Stadion: Rat Verlegh Stadion, Breda Toeschouwers: 18.473 Scheidsrechter: Lindhout Assistenten: R. Polman Assistenten: C. Dobre 4de official: Van der Eijk Video-assistenten: Makkelie Video-assistenten: M. Ribbink |           |           |                                                                                         | 1. Van Leer, 46. Van Anholt, 4. Koch, 18. Damen, 21. Gersbach, 27. Kali, 40. Ilić, 12. Lundqvist, 7. Korte 71' ( 33. Kastaneer), 9. Te Vrede 46' ( 29. Van Hooijdonk), 17. Rosheuvel 46' ( 19. Kaikai) | 1. Vermeer, 4. St. Juste 71' ( 2. Nieuwkoop), 33. Botteghin , 3. Van Beek, 15. Malacia, 8. Clasie, 23. Kökçü 78' ( 17. Sinisterra), 10. Vilhena, 28. Toornstra, 34. Vente, 11. Larsson RESERVEBANK: 13. Delle, 30. Ten Hove, 2. Nieuwkoop, 6. Van der Heijden, 29. Verdonk, 38. Geertruida, 18. Ayoub, 35. Burger, 17. Sinisterra, 39. Bannis |  |
| Afwezig: Bijlow , Haps , Martina , Jørgensen , Berghuis en Van Persie . |           |           |                                                                                         | | |  |

### Mei
| woensdag 1 mei 2019 13:00 uur, Vriendschappelijk | Feyenoord **      | 1-3 (0-3) | Excelsior                               | Opstelling Feyenoord ** | Opstelling Excelsior |
| Stadion: Trainingscomplex 1908, Rotterdam Toeschouwers: 0* Scheidsrechter: | 28. Toornstra 89' |           | 4', 20' 34. El Hamdaoui 45' 18. Edwards | 1. Vermeer 46' ( 13. Delle), 2. Nieuwkoop, 4. St. Juste, 6. Van der Heijden, 29. Verdonk 46' ( 15. Malacia), 8. Clasie, 34. Vente, 28. Toornstra 22' ( 10. Vilhena), 19. Berghuis , 9. Jørgensen 70' ( 28. Toornstra)***, 17. Sinisterra 46' ( 11. Larsson) RESERVEBANK: 13. Delle, 3. Van Beek, 15. Malacia, 33. Botteghin, 38. Geertruida, 10. Vilhena, 23. Kökçü, 35. Burger, 11. Larsson |                      |
| Stadion: Trainingscomplex 1908, Rotterdam Toeschouwers: 0* Scheidsrechter: |                   |           |                                         | 1. Vermeer 46' ( 13. Delle), 2. Nieuwkoop, 4. St. Juste, 6. Van der Heijden, 29. Verdonk 46' ( 15. Malacia), 8. Clasie, 34. Vente, 28. Toornstra 22' ( 10. Vilhena), 19. Berghuis , 9. Jørgensen 70' ( 28. Toornstra)***, 17. Sinisterra 46' ( 11. Larsson) RESERVEBANK: 13. Delle, 3. Van Beek, 15. Malacia, 33. Botteghin, 38. Geertruida, 10. Vilhena, 23. Kökçü, 35. Burger, 11. Larsson |                      |
| Stadion: Trainingscomplex 1908, Rotterdam Toeschouwers: 0* Scheidsrechter: |                   |           |                                         | 1. Vermeer 46' ( 13. Delle), 2. Nieuwkoop, 4. St. Juste, 6. Van der Heijden, 29. Verdonk 46' ( 15. Malacia), 8. Clasie, 34. Vente, 28. Toornstra 22' ( 10. Vilhena), 19. Berghuis , 9. Jørgensen 70' ( 28. Toornstra)***, 17. Sinisterra 46' ( 11. Larsson) RESERVEBANK: 13. Delle, 3. Van Beek, 15. Malacia, 33. Botteghin, 38. Geertruida, 10. Vilhena, 23. Kökçü, 35. Burger, 11. Larsson |                      |
| Bijz.: * Besloten oefenduel. ** Feyenoord speelde dit duel in de uitshirts. *** Jens Toornstra was al gewisseld, maar werd er later opnieuw ingebracht. Afwezig: Bijlow , Haps , Martina Vrij: Ten Hove, Ayoub, Van Persie |                   |           |                                         | |                      |

| zondag 12 mei 2019 14:30 uur, Speelronde 34 Eredivisie | Feyenoord ** | 0-2 (0-1) | ADO Den Haag                                              | Opstelling Feyenoord ** | Opstelling ADO Den Haag |  |
| Stadion: De Kuip, Rotterdam Toeschouwers: 45.000 Scheidsrechter: S. Mulder Assistenten: N. Siebert Assistenten: P. Langkamp 4de official: Van Herk Video-assistenten: Van de Graaf Video-assistenten: C. Dobre                                              |              |           | 42' 30. Falkenburg 23. El Khayati 58' 7. Becker 2. Malone | 1. Vermeer, 4. St. Juste, 33. Botteghin, 3. Van Beek, 15. Malacia, 8. Clasie 65' ( 9. Jørgensen), 28. Toornstra, 10. Vilhena, 19. Berghuis, 32. Van Persie * 90+2' ( 34. Vente), 11. Larsson 72' ( 23. Kökçü) RESERVEBANK: 13. Delle, 30. Ten Hove, 2. Nieuwkoop, 6. Van der Heijden, 29. Verdonk, 23. Kökçü, 35. Burger, 9. Jørgensen, 34. Vente | 22. Zwinkels, 2. Malone, 4. Beugelsdijk, 5. Kanon, 8. Meijers , 17. Bakker, 23. El Khayati, 11. Goossens 29' ( 9. Necid), 7. Becker, 10. Immers, 30. Falkenburg 88' ( 26. Goppel) |  |
| Stadion: De Kuip, Rotterdam Toeschouwers: 45.000 Scheidsrechter: S. Mulder Assistenten: N. Siebert Assistenten: P. Langkamp 4de official: Van Herk Video-assistenten: Van de Graaf Video-assistenten: C. Dobre                                              |              |           |                                                           | 1. Vermeer, 4. St. Juste, 33. Botteghin, 3. Van Beek, 15. Malacia, 8. Clasie 65' ( 9. Jørgensen), 28. Toornstra, 10. Vilhena, 19. Berghuis, 32. Van Persie * 90+2' ( 34. Vente), 11. Larsson 72' ( 23. Kökçü) RESERVEBANK: 13. Delle, 30. Ten Hove, 2. Nieuwkoop, 6. Van der Heijden, 29. Verdonk, 23. Kökçü, 35. Burger, 9. Jørgensen, 34. Vente | 22. Zwinkels, 2. Malone, 4. Beugelsdijk, 5. Kanon, 8. Meijers , 17. Bakker, 23. El Khayati, 11. Goossens 29' ( 9. Necid), 7. Becker, 10. Immers, 30. Falkenburg 88' ( 26. Goppel) |  |
| Stadion: De Kuip, Rotterdam Toeschouwers: 45.000 Scheidsrechter: S. Mulder Assistenten: N. Siebert Assistenten: P. Langkamp 4de official: Van Herk Video-assistenten: Van de Graaf Video-assistenten: C. Dobre                                              |              |           |                                                           | 1. Vermeer, 4. St. Juste, 33. Botteghin, 3. Van Beek, 15. Malacia, 8. Clasie 65' ( 9. Jørgensen), 28. Toornstra, 10. Vilhena, 19. Berghuis, 32. Van Persie * 90+2' ( 34. Vente), 11. Larsson 72' ( 23. Kökçü) RESERVEBANK: 13. Delle, 30. Ten Hove, 2. Nieuwkoop, 6. Van der Heijden, 29. Verdonk, 23. Kökçü, 35. Burger, 9. Jørgensen, 34. Vente | 22. Zwinkels, 2. Malone, 4. Beugelsdijk, 5. Kanon, 8. Meijers , 17. Bakker, 23. El Khayati, 11. Goossens 29' ( 9. Necid), 7. Becker, 10. Immers, 30. Falkenburg 88' ( 26. Goppel) |  |
| Bijz.: * Robin van Persie nam in deze wedstrijd officieel afscheid als profvoetballer. ** Feyenoord speelde deze wedstrijd uit zonder aanvoerder. Afwezig: Bijlow , Haps , Martina , Ayoub en Wehrmann . Ínterlandverplichtingen: Colombia -20: Sinisterra. |              |           |                                                           | | |  |

| woensdag 15 mei 2019 19:30 uur, Speelronde 33 Eredivisie | Fortuna Sittard | 1-4 (1-1) | Feyenoord *                                                                                                 | Opstelling Fortuna Sittard | Opstelling Feyenoord * |  |
| Stadion: Fortuna Sittard Stadion, Sittard Toeschouwers: 12.300 Scheidsrechter: Gözübüyük Assistenten: C. Schaap Assistenten: J. de Vries 4de official: Bijl Video-assistenten: Dieperink Video-assistenten: S. van Roekel | 6. Smeets 45'   |           | 6' 23. Kökçü 34. Vente 69' (pen.), 90' 19. Berghuis 23. Kökçü 70', 78' 9. Jørgensen 23. Kökçü; 19. Berghuis | 77. Koșelev, 15. Mac-Intosch, 31. Syhre, 4. Heerings 68', 23. Pinto , 6. Smeets, 99. Balić 58' ( 25. Hutten), 34. Rodríguez, 14. Semedo 80' ( 19. Stokkers), 9. Novakovich 74' ( 8. El Messaoudi), 10. Diemers | 1. Vermeer, 2. Nieuwkoop 84' ( 38. Geertruida), 33. Botteghin 41', 3. Van Beek, 15. Malacia, 8. Clasie 46' ( 10. Vilhena), 23. Kökçü, 28. Toornstra, 19. Berghuis, 9. Jørgensen, 34. Vente 79' ( 35. Burger) RESERVEBANK: 13. Delle, 30. Ten Hove, 4. St. Juste, 6. Van der Heijden, 24. Martina, 29. Verdonk, 38. Geertruida, 10. Vilhena, 35. Burger |  |
| Stadion: Fortuna Sittard Stadion, Sittard Toeschouwers: 12.300 Scheidsrechter: Gözübüyük Assistenten: C. Schaap Assistenten: J. de Vries 4de official: Bijl Video-assistenten: Dieperink Video-assistenten: S. van Roekel |                 |           | | 77. Koșelev, 15. Mac-Intosch, 31. Syhre, 4. Heerings 68', 23. Pinto , 6. Smeets, 99. Balić 58' ( 25. Hutten), 34. Rodríguez, 14. Semedo 80' ( 19. Stokkers), 9. Novakovich 74' ( 8. El Messaoudi), 10. Diemers | 1. Vermeer, 2. Nieuwkoop 84' ( 38. Geertruida), 33. Botteghin 41', 3. Van Beek, 15. Malacia, 8. Clasie 46' ( 10. Vilhena), 23. Kökçü, 28. Toornstra, 19. Berghuis, 9. Jørgensen, 34. Vente 79' ( 35. Burger) RESERVEBANK: 13. Delle, 30. Ten Hove, 4. St. Juste, 6. Van der Heijden, 24. Martina, 29. Verdonk, 38. Geertruida, 10. Vilhena, 35. Burger |  |
| Stadion: Fortuna Sittard Stadion, Sittard Toeschouwers: 12.300 Scheidsrechter: Gözübüyük Assistenten: C. Schaap Assistenten: J. de Vries 4de official: Bijl Video-assistenten: Dieperink Video-assistenten: S. van Roekel |                 |           | | 77. Koșelev, 15. Mac-Intosch, 31. Syhre, 4. Heerings 68', 23. Pinto , 6. Smeets, 99. Balić 58' ( 25. Hutten), 34. Rodríguez, 14. Semedo 80' ( 19. Stokkers), 9. Novakovich 74' ( 8. El Messaoudi), 10. Diemers | 1. Vermeer, 2. Nieuwkoop 84' ( 38. Geertruida), 33. Botteghin 41', 3. Van Beek, 15. Malacia, 8. Clasie 46' ( 10. Vilhena), 23. Kökçü, 28. Toornstra, 19. Berghuis, 9. Jørgensen, 34. Vente 79' ( 35. Burger) RESERVEBANK: 13. Delle, 30. Ten Hove, 4. St. Juste, 6. Van der Heijden, 24. Martina, 29. Verdonk, 38. Geertruida, 10. Vilhena, 35. Burger |  |
| Bijz.: * Feyenoord speelde dit duel in het uitshirt van het nieuwe seizoen. Afwezig: Bijlow , Haps , Ayoub , Larsson en Van Persie (Carrière afgesloten) Ínterlandverplichtingen: Colombia -20: Sinisterra.               |                 |           | | | |  |

## Statistieken

### Vriendschappelijk
| Stand  | Gespeeld | Gewonnen | Gelijk | Verloren | Punten | Doelpunten voor | Doelpunten tegen | Gele kaarten | Twee gele kaarten in 1 wedstrijd | Rode kaarten |
| ------ | -------- | -------- | ------ | -------- | ------ | --------------- | ---------------- | ------------ | -------------------------------- | ------------ |
| N.V.T. | 10       | 6        | 1      | 3        | N.V.T  | 28              | 16               | 2            | 0                                | 0            |

#### Keepers: Tegendoelpunten en de nul gehouden
| Speler          | Wed in actie | Doelpunten tegen | Gem  | De nul gehouden |
| --------------- | ------------ | ---------------- | ---- | --------------- |
| Kenneth Vermeer | 2            | 5                | 2,50 | 0               |
| Joris Delle     | 1            | 0                | 0,00 | 1               |
| Justin Bijlow   | 4            | 5                | 1,25 | 2               |
| Brad Jones      | 1            | 1                | 1,00 | 0               |
| Ramón ten Hove  | 2            | 4                | 2,00 | 0               |

### Johan Cruijff Schaal XXIII
| Stand     | Gespeeld | Gewonnen | Gelijk | Verloren | Punten | Doelpunten voor | Doelpunten tegen | Gele kaarten | Twee gele kaarten in 1 wedstrijd | Rode kaarten |
| --------- | -------- | -------- | ------ | -------- | ------ | --------------- | ---------------- | ------------ | -------------------------------- | ------------ |
| Winnaar * | 1        | 1        | 0      | 0        | N.V.T  | 0               | 0                | 2            | 0                                | 0            |

* Winnaar na strafschoppen (5-6).

#### Keepers: Tegendoelpunten en de nul gehouden
| Speler          | Wed in actie | Doelpunten tegen | Gem  | De nul gehouden |
| --------------- | ------------ | ---------------- | ---- | --------------- |
| Kenneth Vermeer | 0            | 0                | 0,00 | 0               |
| Joris Delle     | 0            | 0                | 0,00 | 0               |
| Justin Bijlow   | 1            | 0                | 0,00 | 1               |
| Ramón ten Hove  | 0            | 0                | 0,00 | 0               |

#### Toernooischema
Legenda
| Symbool | Betekenis                                      |
| ------- | ---------------------------------------------- |
| K       | Landskampioen Eredivisie                       |
| BW      | Winnaar KNVB Beker                             |
| FI      | Finalist KNVB Beker (tweede plaats KNVB Beker) |

|  |                                                           |             |                      |       |  |   | Finale                     |       |  |  |
|  |                                                           |             |                      |       |  |   |                            |       |  |  |
|  | Finale TOTO KNVB Beker-seizoen 2017/18 De Kuip, Rotterdam |             |                      |       |  |   |                            |       |  |  |
|  | FI                                                        | AZ          | AZ                   | 0     |  |   |                            |       |  |  |
|  | BW                                                        | Feyenoord * | Feyenoord *          | 3     |  |   |                            |       |  |  |
|  |                                                           |             |                      |       |  |   | Philips Stadion, Eindhoven |       |  |  |
|  |                                                           |             |                      |       |  | K | PSV                        | 0 (5) |  |  |
|  |                                                           | BW          | Feyenoord (w.n.s.) * | 0 (6) |  |   |                            |       |  |  |
|  | Officiële eindstand Eredivisie-seizoen 2017/18            |             |                      |       |  |   |                            |       |  |  |
|  |                                                           |             |                      |       |  |   |                            |       |  |  |
|  |                                                           |             |                      |       |  |   |                            |       |  |  |
|  |                                                           |             |                      |       |  |   |                            |       |  |  |
|  |                                                           |             |                      |       |  |   |                            |       |  |  |
|  |                                                           |             |                      |       |  |   |                            |       |  |  |
|  |                                                           |             |                      |       |  |   |                            |       |  |  |
|  |                                                           |             |                      |       |  |   |                            |       |  |  |
|  |                                                           |             |                      |       |  |   |                            |       |  |  |

| * Winnaar Johan Cruijff Schaal 2018 |
| ----------------------------------- |
| Vierde titel                        |

### Eredivisie

#### Stand en punten historie
| 15 |

| 0 |

| 7 |

| 3 |

| 5 |

| 6 |

| 3 |

| 9 |

| 3 |

| 10 |

| 3 |

| 13 |

| 3 |

| 16 |

| 3 |

| 17 |

| 3 |

| 20 |

| 3 |

| 20 |

| 3 |

| 20 |

| 3 |

| 23 |

| 3 |

| 26 |

| 3 |

| 29 |

| 3 |

| 35 |

| 3 |

| 35 |

| 3 |

| 36 |

| 3 |

| 36 |

| 3 |

| 39 |

| 3 |

| 39 |

| 3 |

| 42 |

| 3 |

| 42 |

| 3 |

| 43 |

| 3 |

| 46 |

| 3 |

| 47 |

| 3 |

| 47 |

| 4 |

| 47 |

| 4 |

| 50 |

| 3 |

| 53 |

| 3 |

| 56 |

| 3 |

| 59 |

| 3 |

| 62 |

| 3 |

| 62 |

| 3 |

| 65 |

| Legenda                 | |
| Plaats:                 | Kwalificatie voor: |
| 1e                      | Derde voorronde, voor kampioenen Champions League |
| 2e                      | Tweede voorronde, voor niet kampioenen Champions League |
|                         | Ticket van het KNVB Bekertoernooi, derde voorronde, voor niet kampioenen Europa League 1 |
| 3e (4e)                 | Tweede voorronde, voor niet kampioenen Europa League (vanaf speelronde 33) 1 |
| 4e t/m 7e (5e t/m 8e)   | Play-offs voor de tweede voorronde, voor niet kampioenen Europa League (vanaf speelronde 33) 1 |
| 8e t/m 15e (9e t/m 15e) | – (vanaf speelronde 33) |
| 16e & 17e               | Play-offs tegen degradatie naar de Eerste divisie |
| 18e                     | Degradatie naar de Eerste divisie |
| Symbool/kleur           | |
| Gestegen                | Plaats(en) gestegen ten opzichte van vorige speelronde |
| Stabiel                 | Plaats gelijk gebleven ten opzichte van vorige speelronde |
| Gedaald                 | Plaats(en) gezakt ten opzichte van vorige speelronde |
|                         | Aantal punten |
| 1                       | Doordat Ajax de KNVB Beker op zijn naam schreef, plaatst Feyenoord zich voor de derde voorronde van de Europa League. Het ticket voor de tweede voorronde Europa League door naar de nummer vier en spelen de ploegen op nummers vijf t/m acht play-offs om het laatste ticket voor de tweede voorronde van de Europa League. |

#### Eindstand
| Stand | Gespeeld | Gewonnen | Gelijk | Verloren | Punten | Doelpunten voor | Doelpunten tegen | Gele kaarten | Twee gele kaarten in 1 wedstrijd | Rode kaarten |
| ----- | -------- | -------- | ------ | -------- | ------ | --------------- | ---------------- | ------------ | -------------------------------- | ------------ |
| 3     | 34       | 20       | 5      | 9        | 65     | 75              | 41               | 32           | 3                                | 4            |

#### Thuis/uit-verhouding 2018/19
| Feyenoord thuis                                                      | 0 - 2 | 6 - 2 | 2 - 1 | 4 - 0 | 3 - 0 | 0 - 2 | 4 - 0 | 1 - 0 | 3 - 0 | 2 - 1 | 4 - 2 | 3 - 0 | 2 - 1 | 1 - 0 | 2 - 1 | 4 - 1 | 2 - 3 | 42 | 42 |
| Feyenoord uit                                                        | 2 - 2 | 3 - 0 | 1 - 1 | 1 - 4 | 2 - 1 | 1 - 4 | 2 - 0 | 1 - 0 | 3 - 5 | 0 - 2 | 0 - 4 | 2 - 0 | 1 - 1 | 3 - 2 | 1 - 1 | 0 - 3 | 1 - 1 | 23 | 23 |
| Aantal punten                                                        | 1     | 3     | 4     | 6     | 3     | 3     | 3     | 3     | 6     | 6     | 6     | 3     | 4     | 3     | 4     | 6     | 1     | 65 | 65 |
| \| Legenda \| \| Winst: 3 punten Gelijk: 1 punt Verlies: 0 punten \| |       |       |       |       |       |       |       |       |       |       |       |       |       |       |       |       |       |    |    |
| Legenda                                                              |       |       |       |       |       |       |       |       |       |       |       |       |       |       |       |       |       |    |    |
| Winst: 3 punten Gelijk: 1 punt Verlies: 0 punten                     |       |       |       |       |       |       |       |       |       |       |       |       |       |       |       |       |       |    |    |

#### Kaarten en schorsingen
| Speler                   | Gele kaart(en) speelronde 1 t/m 32 | Gele kaart(en) speelronde 33 en 34 | Gele kaart(en) van vorige club en van vorige seizoen in laatste 2 wedstrijden | Totaal aantal gele kaart(en) | Aantal geschorste wedstrijden door gele kaarten | Twee gele kaarten in 1 wedstrijd aan dezelfde speler | Rode kaart | Aantal geschorste wedstrijden door rode kaarten die in de eredivisie zijn gekregen | Aantal geschorste wedstrijden door rode kaarten uit andere competities | Aantal geschorste wedstrijden die door de KNVB-aanklager zijn opgelegd | Aantal openstaande schorsingen uit eerdere wedstrijden | Totaal aantal geschorste wedstrijden seizoen 2018/2019 |
| ------------------------ | ---------------------------------- | ---------------------------------- | ----------------------------------------------------------------------------- | ---------------------------- | ----------------------------------------------- | ---------------------------------------------------- | ---------- | ---------------------------------------------------------------------------------- | ---------------------------------------------------------------------- | ---------------------------------------------------------------------- | ------------------------------------------------------ | ------------------------------------------------------ |
| Yassin Ayoub             | 1                                  |                                    |                                                                               | 1                            |                                                 |                                                      |            |                                                                                    |                                                                        |                                                                        |                                                        |                                                        |
| Sven van Beek            | 2                                  |                                    |                                                                               | 2                            |                                                 |                                                      | 1          | 1                                                                                  |                                                                        |                                                                        |                                                        | 1                                                      |
| Steven Berghuis          | 5                                  |                                    |                                                                               | 5                            | 1                                               |                                                      |            |                                                                                    |                                                                        |                                                                        |                                                        | 1                                                      |
| Justin Bijlow            | 1                                  |                                    |                                                                               | 1                            |                                                 |                                                      |            |                                                                                    |                                                                        |                                                                        |                                                        |                                                        |
| Jean-Paul Boëtius        |                                    |                                    |                                                                               |                              |                                                 | 1                                                    |            | 1                                                                                  |                                                                        |                                                                        |                                                        | 2 *                                                    |
| Eric Botteghin           | 1                                  | 1                                  |                                                                               | 2                            |                                                 | 1                                                    |            | 1                                                                                  |                                                                        |                                                                        |                                                        | 1                                                      |
| Jordy Clasie             | 4                                  |                                    |                                                                               | 4                            |                                                 |                                                      |            |                                                                                    |                                                                        |                                                                        |                                                        |                                                        |
| Ridgeciano Haps          |                                    |                                    | 1                                                                             | 1                            |                                                 |                                                      |            |                                                                                    |                                                                        |                                                                        |                                                        |                                                        |
| Jan-Arie van der Heijden | 2                                  |                                    | 1                                                                             | 3                            |                                                 |                                                      |            |                                                                                    |                                                                        |                                                                        |                                                        |                                                        |
| Nicolai Jørgensen        |                                    |                                    |                                                                               |                              |                                                 |                                                      | 1          | 2                                                                                  |                                                                        |                                                                        |                                                        | 2                                                      |
| Tyrell Malacia           | 7                                  |                                    |                                                                               | 7                            | 1                                               |                                                      |            |                                                                                    |                                                                        |                                                                        |                                                        | 1                                                      |
| Bart Nieuwkoop           | 1                                  |                                    |                                                                               | 1                            |                                                 | 1                                                    |            | 1                                                                                  |                                                                        |                                                                        |                                                        | 1                                                      |
| Robin van Persie         |                                    |                                    |                                                                               |                              |                                                 |                                                      | 1          |                                                                                    |                                                                        |                                                                        |                                                        |                                                        |
| Jerry St. Juste          | 1                                  |                                    |                                                                               | 1                            |                                                 |                                                      | 1          | 3                                                                                  |                                                                        |                                                                        |                                                        | 3                                                      |
| Jens Toornstra           | 2                                  |                                    |                                                                               | 2                            |                                                 |                                                      |            |                                                                                    |                                                                        |                                                                        |                                                        |                                                        |
| Dylan Vente              |                                    |                                    |                                                                               |                              |                                                 |                                                      |            |                                                                                    | 2                                                                      |                                                                        |                                                        | 2                                                      |
| Tonny Vilhena            | 4                                  |                                    |                                                                               | 4                            |                                                 |                                                      |            |                                                                                    |                                                                        |                                                                        |                                                        |                                                        |
| Totaal                   | 32                                 | 32                                 | -                                                                             | -                            | -                                               | 3                                                    | 4          | -                                                                                  | -                                                                      | -                                                                      | -                                                      | -                                                      |

Bij de 5e en de 10e en elke volgende gele kaart daarop volgt er 1 wedstrijd schorsing.

1 Geen schorsing, maar telt wel mee voor volgend seizoen (speelronde 33 en 34).

1 Wel schorsing, maar telt niet mee voor volgend seizoen (speelronde 33 en 34).

* Inclusief disciplinaire schorsing.

#### Keepers: Tegendoelpunten en de nul gehouden
| Speler          | Wed in actie | Doelpunten tegen | Gem  | De nul gehouden |
| --------------- | ------------ | ---------------- | ---- | --------------- |
| Kenneth Vermeer | 17           | 20               | 1,19 | 5               |
| Joris Delle     | 2            | 1                | 0,65 | 1               |
| Justin Bijlow   | 16           | 20               | 1,28 | 5,0             |
| Ramón ten Hove  | 0            | 0                | 0,00 | 0               |

### TOTO KNVB Beker
| Stand  | Gespeeld | Gewonnen | Gelijk | Verloren | Punten | Doelpunten voor | Doelpunten tegen | Gele kaarten | Twee gele kaarten in 1 wedstrijd | Rode kaarten |
| ------ | -------- | -------- | ------ | -------- | ------ | --------------- | ---------------- | ------------ | -------------------------------- | ------------ |
| N.V.T. | 5        | 4        | 0      | 1        | N.V.T  | 14              | 5                | 4            | 0                                | 0            |

| Totaal / Thuis / Uit | gs | w | g | v | dv | dt | ds |
| -------------------- | -- | - | - | - | -- | -- | -- |
| Totaal tussenstand   |    |   |   |   |    |    |    |
| Totaal               | 5  | 4 | 0 | 1 | 14 | 5  | +9 |
| Thuis                | 4  | 3 | 0 | 1 | 10 | 5  | +5 |
| Uit                  | 1  | 1 | 0 | 0 | 04 | 0  | +4 |

#### Keepers: Tegendoelpunten en de nul gehouden
| Speler          | Wed in actie | Doelpunten tegen | Gem  | De nul gehouden |
| --------------- | ------------ | ---------------- | ---- | --------------- |
| Kenneth Vermeer | 5            | 5                | 1,00 | 2               |
| Joris Delle     | 0            | 0                | 0,00 | 0               |
| Justin Bijlow   | 0            | 0                | 0,00 | 0               |
| Ramón ten Hove  | 0            | 0                | 0,00 | 0               |

#### Toernooischema
|  | Eerste ronde       | Eerste ronde | Eerste ronde |  |                    | Tweede ronde       | Tweede ronde | Tweede ronde |  |                    | Achtste finale | Achtste finale | Achtste finale |                    |                    | Kwartfinale | Kwartfinale | Kwartfinale |                    |           | Halve finale       | Halve finale | Halve finale |  |  | Finale | Finale | Finale |
|  |                    |              |              |  |                    |                    |              |              |  |                    |                |                |                |                    |                    |             |             |             |                    |           |                    |              |              |  |  |        |        |        |
|  | Vlag van Nederland | VV Gemert    | 0            |  |                    |                    |              |              |  |                    |                |                |                |                    |                    |             |             |             |                    |           |                    |              |              |  |  |        |        |        |
|  | Vlag van Nederland | Feyenoord *  | 4            |  |                    | Vlag van Nederland | Feyenoord *  | 5            |  |                    |                |                |                |                    |                    |             |             |             |                    |           |                    |              |              |  |  |        |        |        |
|  |                    |              |              |  | Vlag van Nederland | ADO Den Haag       | 1            |              |  | Vlag van Nederland | Feyenoord *    | 1              |                |                    |                    |             |             |             |                    |           |                    |              |              |  |  |        |        |        |
|  |                    |              |              |  |                    |                    |              |              |  | Vlag van Nederland | FC Utrecht     | 0              |                |                    | Vlag van Nederland | Feyenoord * | 4           |             |                    |           |                    |              |              |  |  |        |        |        |
|  |                    |              |              |  |                    |                    |              |              |  |                    |                |                |                | Vlag van Nederland | Fortuna Sittard    | 1           |             |             | Vlag van Nederland | Feyenoord | 0                  |              |              |  |  |        |        |        |
|  |                    |              |              |  |                    |                    |              |              |  |                    |                |                |                |                    |                    |             |             |             |                    |           | Vlag van Nederland | Ajax *       | 3            |  |  |        |        |        |
|  |                    |              |              |  |                    |                    |              |              |  |                    |                |                |                |                    |                    |             |             |             |                    |           |                    |              |              |  |  |        |        |        |

### Europees

#### UEFA Europa League
| Stand  | Gespeeld | Gewonnen | Gelijk | Verloren | Punten | Doelpunten voor | Doelpunten tegen | Gele kaarten | Twee gele kaarten in 1 wedstrijd | Rode kaarten |
| ------ | -------- | -------- | ------ | -------- | ------ | --------------- | ---------------- | ------------ | -------------------------------- | ------------ |
| N.V.T. | 2        | 0        | 1      | 1        | N.V.T  | 1               | 5                | 4            | 0                                | 0            |

| Totaal / Thuis / Uit | gs | w | g | v | dv | dt | ds |
| -------------------- | -- | - | - | - | -- | -- | -- |
| Totaal tussenstand   |    |   |   |   |    |    |    |
| Totaal               | 2  | 0 | 1 | 1 | 1  | 5  | -4 |
| Thuis                | 1  | 0 | 1 | 0 | 1  | 1  | 0  |
| Uit                  | 1  | 0 | 0 | 1 | 0  | 4  | -4 |

###### Kaarten en schorsingen
| Speler            | Aantal gele kaart(en) | Aantal geschorste wedstrijden door gele kaarten | Twee gele kaarten in 1 wedstrijd aan dezelfde speler | Rode kaart | Aantal openstaande schorsingen uit eerdere wedstrijden | Totaal aantal geschorste wedstrijden seizoen 2018/2019 |
| ----------------- | --------------------- | ----------------------------------------------- | ---------------------------------------------------- | ---------- | ------------------------------------------------------ | ------------------------------------------------------ |
| Sofyan Amrabat    | 1                     |                                                 |                                                      |            |                                                        |                                                        |
| Steven Berghuis   | 1                     |                                                 |                                                      |            |                                                        |                                                        |
| Eric Botteghin    | 1                     |                                                 |                                                      |            |                                                        |                                                        |
| Jordy Clasie      | 1                     |                                                 |                                                      |            |                                                        |                                                        |
| Tonny Vilhena     |                       |                                                 |                                                      |            | 1                                                      | 1                                                      |
| Jean-Paul Boëtius |                       |                                                 |                                                      |            |                                                        | 1 *                                                    |
| Totaal            | 4                     | -                                               | 0                                                    | 0          | -                                                      | -                                                      |

Bij de 3e gele kaart volgt er 1 wedstrijd schorsing.

* Disciplinaire schorsing.

###### Keepers: Tegendoelpunten en de nul gehouden
| Speler          | Wed in actie | Doelpunten tegen | Gem  | De nul gehouden |
| --------------- | ------------ | ---------------- | ---- | --------------- |
| Kenneth Vermeer | 1            | 1                | 1,00 | 0               |
| Joris Delle     | 0            | 0                | 0,00 | 0               |
| Justin Bijlow   | 1            | 4                | 4,00 | 0               |
| Ramón ten Hove  | 0            | 0                | 0,00 | 0               |

### Totaal
- In dit overzicht zijn alle statistieken van alle gespeelde wedstrijden in het seizoen 2018/2019 verwerkt.

|                                  | Vriendschappelijk | Johan Cruijff Schaal | Eredivisie | TOTO KNVB Beker | UEFA Europa League | Totaal |
| -------------------------------- | ----------------- | -------------------- | ---------- | --------------- | ------------------ | ------ |
| Wedstrijden                      | 10                | 1                    | 34         | 5               | 2                  | 52     |
| Gewonnen                         | 6                 | 1                    | 20         | 4               | 0                  | 31     |
| Gelijk                           | 1                 | 0                    | 5          | 0               | 1                  | 7      |
| Verloren                         | 3                 | 0                    | 9          | 1               | 1                  | 14     |
| Thuis                            | 4                 | 0                    | 17         | 4               | 1                  | 26     |
| Uit                              | 6                 | 1                    | 17         | 1               | 1                  | 26     |
| Gele kaarten                     | 2                 | 2                    | 32         | 4               | 4                  | 44     |
| Twee gele kaarten in 1 wedstrijd | 0                 | 0                    | 3          | 0               | 0                  | 3      |
| Rode kaarten                     | 0                 | 0                    | 4          | 0               | 0                  | 4      |
| Aantal wissels toegepast         | 61                | 3                    | 85         | 11              | 5                  | 165    |
| Doelpunten voor                  | 28                | 0                    | 75         | 14              | 1                  | 118    |
| Doelpunten tegen                 | 16                | 0                    | 41         | 5               | 5                  | 67     |
| -                                | +12               | 0                    | +34        | +9              | −4                 | +50    |
| De nul gehouden                  | 2                 | 1                    | 10         | 2               | 0                  | 14     |

Mannen
1954/55 · 1955/56 · 1956–1988 · 1988/89 · 1989/90 · 1990/91 · 1991/92 · 1992/93 · 1993/94 · 1994/95 · 1995/96 · 1996/97 · 1997/98 · 1998/99 · 1999/00 · 2000/01 · 2001/02 · 2002/03 · 2003/04 · 2004/05 · 2005/06 · 2006/07 · 2007/08 · 2008/09 · 2009/10 · 2010/11 · 2011/12 · 2012/13 · 2013/14 · 2014/15 · 2015/16 · 2016/17 · 2017/18 · 2018/19 · 2019/20 · 2020/21 · 2021/22 · 2022/23 · 2023/24 · 2024/25

Vrouwen
2021/22 · 2022/23 · 2023/24 · 2024/25
ADO Den Haag ·
Ajax ·
AZ ·
FC Emmen ·
Excelsior ·
Feyenoord ·
Fortuna Sittard ·
De Graafschap ·
FC Groningen ·
sc Heerenveen ·
Heracles Almelo ·
NAC Breda ·
PEC Zwolle · 
PSV ·
FC Utrecht ·
Vitesse ·
VVV-Venlo ·
Willem II